# Cherbourg-Octeville
Vous lisez un « bon article » labellisé en 2008.
Pour les articles homonymes, voir Cherbourg (homonymie) et Octeville (homonymie).
Cet article concerne la commune déléguée ayant pour nom Cherbourg-Octeville. Pour la commune principale, voir Cherbourg-en-Cotentin.
Cherbourg-Octeville (ʃεʁbuʁɔktəvil ;) est une ancienne commune française du département de la Manche. Résultant de la fusion des communes de Cherbourg et d'Octeville le 1er mars 2000, elle devient commune déléguée de Cherbourg-en-Cotentin, commune nouvelle créée le 1er janvier 2016 et issue de la fusion de Cherbourg-Octeville, Équeurdreville-Hainneville, La Glacerie, Querqueville et Tourlaville.
Située à l’extrémité nord du Cotentin, Cherbourg est protégée par la seconde plus grande rade artificielle au monde après celle de Ras Laffan (Qatar), dont elle représente le tiers avec une superficie d'environ 1 500 hectares. Entre la Hague et le Val de Saire, la cité de Cherbourg est ainsi au cours des siècles une place stratégique disputée par les Anglais aux Français. Citée comme l'une des « clés les plus importantes de l'État » par Vauban, elle est devenue, à la suite de colossaux travaux d’aménagement maritime, notamment sous l’impulsion de Napoléon Ier, un port militaire de premier ordre. Escale des prestigieux paquebots transatlantiques dans la première moitié du XXe siècle, Cherbourg est l’objectif premier des troupes américaines lors du débarquement de Normandie en 1944.
Préfecture maritime, et sous-préfecture de la Manche, ses 34 948 habitants (plus de 85 000 avec sa banlieue) en font la première ville du département devant la préfecture Saint-Lô et la deuxième de l'ancienne région Basse-Normandie après Caen. Port militaire, halieutique, plaisancier et de passagers transmanche, mais handicapé par son isolement géographique pour être un grand port marchand, Cherbourg-Octeville est également une ville ouvrière, avec un site de construction navale important, entourée d'un arrière-pays rural.

## Géographie

### Situation

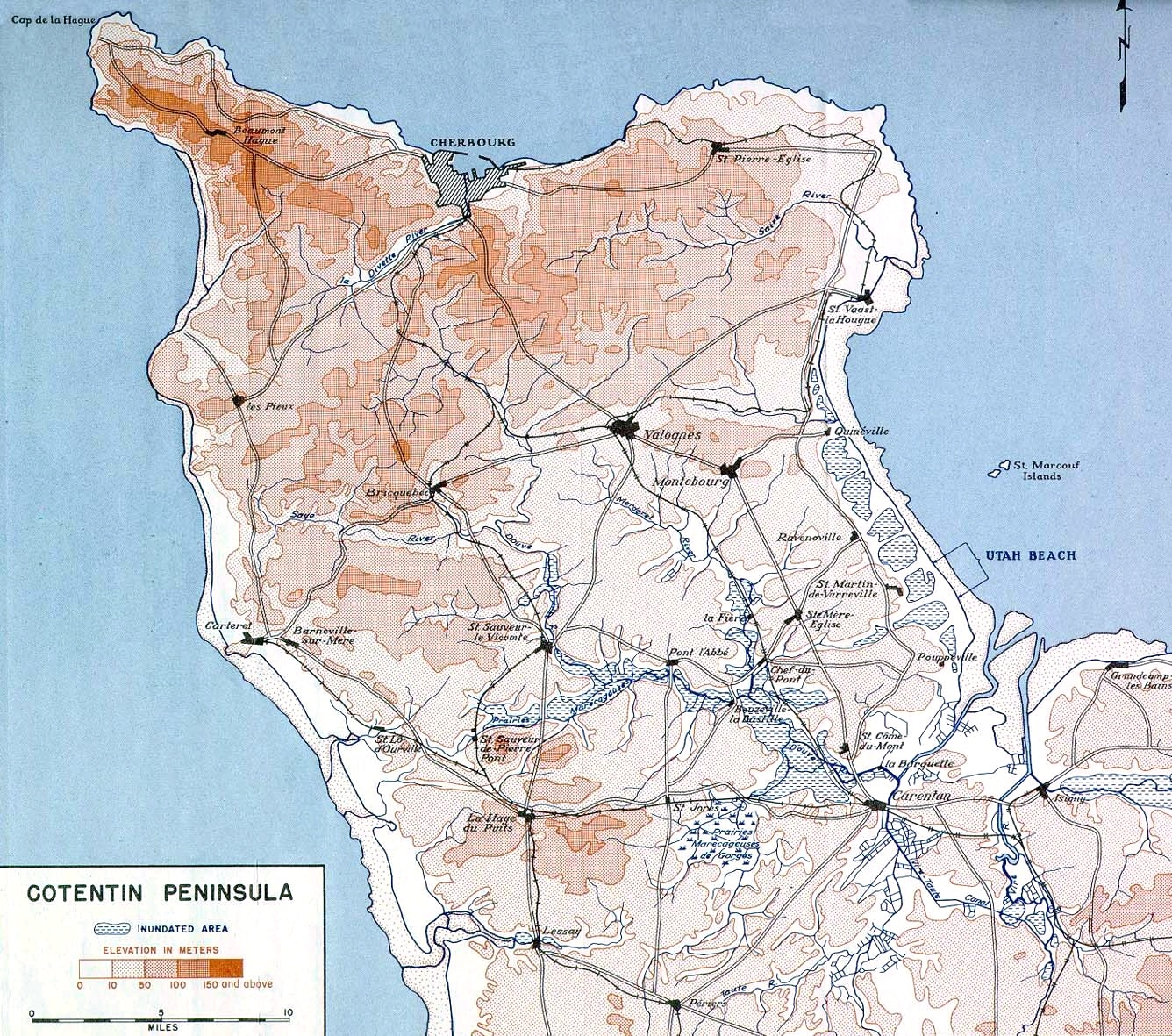
La péninsule du Cotentin.

À peu près au milieu des côtes septentrionales de la presqu'île du Cotentin, à l'embouchure de la Divette et au fond de la baie comprise entre le cap Lévi à l'est et le cap de la Hague à l’ouest, Cherbourg-Octeville est distant de 120 kilomètres des côtes anglaises. Plus grande ville du département de la Manche, elle résulte de la fusion des communes de Cherbourg et d'Octeville.
Cherbourg et Octeville-sur-Cherbourg appartenaient autrefois au doyenné de la Hague, délimité par la Divette. En 1786, une partie d’Équeurdreville est jointe à Cherbourg, lors de la construction du port, puis, en 1802, une portion d'Octeville. Depuis 1811, les « mielles » de Tourlaville, commune du doyenné de Saire, sont intégrées au territoire cherbourgeois sous le nom du quartier du Val-de-Saire où ont été construits l'hôpital Pasteur et l'église Saint-Clément. Ainsi, Cherbourg-Octeville se trouve à la fois dans la Hague et dans le Val de Saire.
Comme l'ensemble Chantereyne et le terre-plein des Mielles, le territoire cherbourgeois a été gagné sur la mer. Construite au niveau de la mer, la ville s'est développée au pied de la montagne du Roule (point culminant de l’ancienne commune) et de la Fauconnière. Octeville est une ancienne commune rurale, composée de hameaux, dont le bourg s'est étendu à partir du XIXe siècle et dont le territoire s'est fortement urbanisé depuis 1950, en particulier autour de la ZUP des Provinces et du site universitaire.
Les communes limitrophes sont Tourlaville à l'est, Équeurdreville-Hainneville à l’ouest, La Glacerie au sud et sud-est, Martinvast au sud, Nouainville et Sideville au sud-ouest.

### Communes limitrophes
| Manche                                                            | Manche              | Manche                                             |
| Équeurdreville-Hainneville (comm. nouv. de Cherbourg-en-Cotentin) | Cherbourg-Octeville | Tourlaville (comm. nouv. de Cherbourg-en-Cotentin) |
| Nouainville Sideville                                             | Martinvast          | La Glacerie (comm. nouv. de Cherbourg-en-Cotentin) |

### Géologie

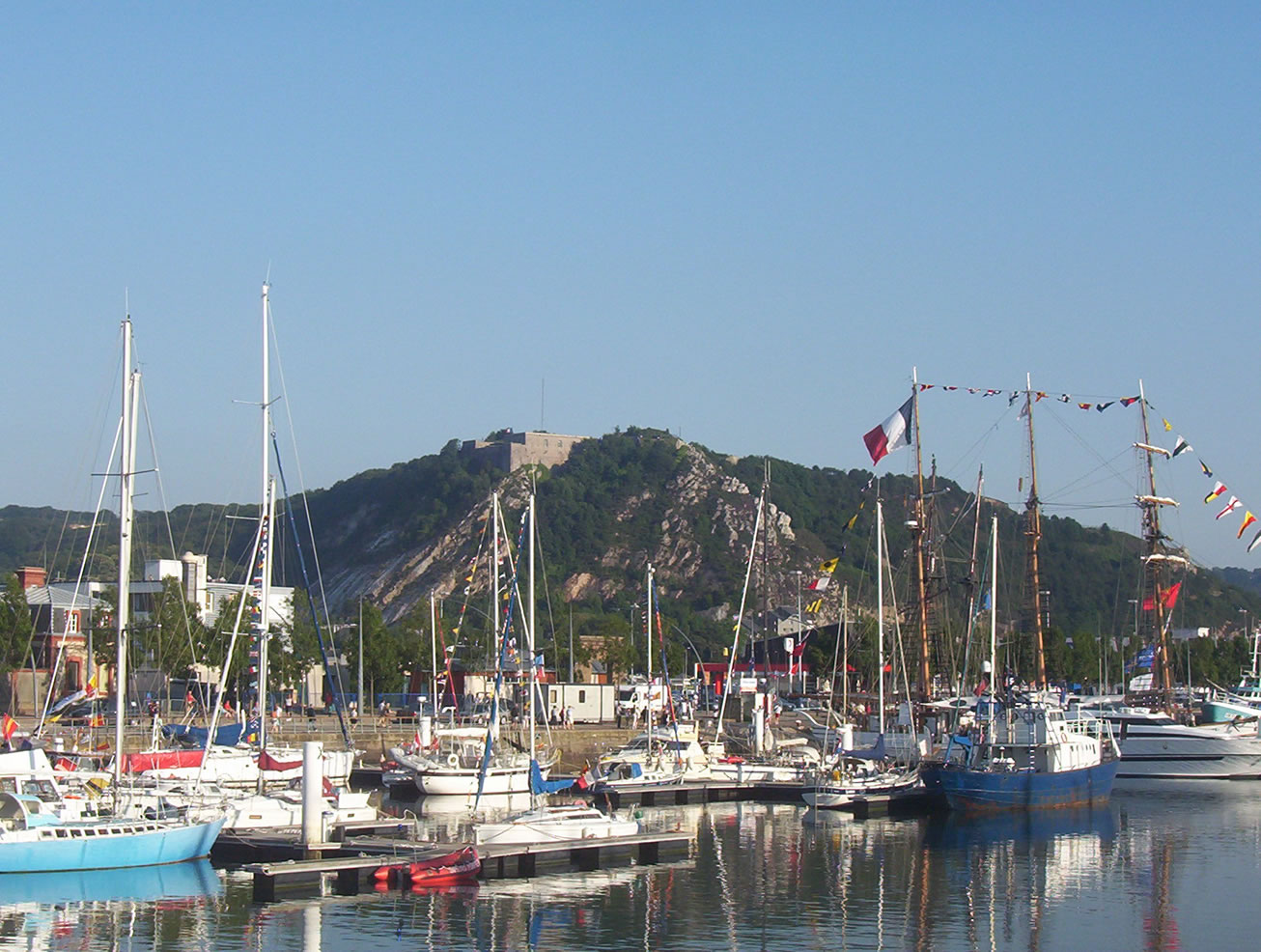
Le Roule vu du bassin de commerce.

Situé à l'extrémité du massif armoricain, Cherbourg-Octeville conserve les traces de la formation, sur les granites déformés et schistes métamorphiques du Précambrien, de la chaîne hercynienne par le plissement des arkoses du Cambrien et des schistes et grès armoricains de l'Ordovicien. Ces plis se traduisent par des couches de grès inclinées de 45° vers le nord-est, sur la Fauconnière (dont « la Roche qui pend ») et la montagne du Roule. Ces deux falaises mortes sont dues à l'érosion maritime au quaternaire. Le retrait de la mer a ensuite laissé la place à des cordons dunaires et des marais arrière-littoraux, détruits par l’urbanisation des XVIIe et XIXe siècles, identiques à ceux de Collignon à Tourlaville.
Ces roches présentes dans les sols ont été exploitées au cours des siècles dans plusieurs carrières : le granite écrasé extrait à Querqueville et les arkoses du Becquet ont été utilisés pour la confection de moellons et de blocs équarris pour linteau. Les schistes verts, dont la couleur provient de la chlorite et la séricite, sont essentiellement exploités en couvertures dans le Nord-Cotentin, mais aussi en maçonnerie à Cherbourg. Le grès armoricain de la montagne du Roule sert aux moellons et à l'enrochement. La plupart des nombreuses carrières ouvertes dans l’agglomération pour les travaux de la digue sont aujourd'hui fermées.
Le fond de la rade de Cherbourg se compose de schistes du Néoprotérozoïque.

### Hydrographie
Cherbourg-Octeville est bordée par la mer. La construction du port du commerce, à partir de 1769, s'est accompagnée du détournement de la Divette (dont l'embouchure se situait au niveau de l’actuelle sortie du port Chantereyne) et du Trottebec (depuis le territoire de Tourlaville) réunis dans le canal de retenue, le long de l’avenue de Paris et de la rue du Val-de-Saire.
Le ruisseau de la Bucaille et celui du Fay qui arrosait la Croûte du Homet au XVIIIe siècle ont disparu lors de la construction du port militaire.

### Climat
Cherbourg-Octeville est sous climat tempéré océanique. Son caractère maritime entraîne un taux d'humidité important (84 %) et un vent marin fort, soufflant couramment en tempête mais aussi des variations saisonnières de température faibles et de rares jours de gel (7,3). L'effet conjugué du vent et des marées engendre des changements climatiques rapides dans une même journée, le soleil et la pluie pouvant se succéder à quelques heures d'intervalle.
L'influence du Gulf Stream et la douceur de l'hiver permettent la naturalisation de beaucoup de plantes méditerranéennes ou exotiques (mimosas, palmiers, agaves, etc.) présentes dans les jardins publics et privés de la ville, malgré une insolation moyenne.
| Mois                              | jan. | fév. | mars | avril | mai  | juin | jui. | août | sep. | oct. | nov. | déc. | année |
| --------------------------------- | ---- | ---- | ---- | ----- | ---- | ---- | ---- | ---- | ---- | ---- | ---- | ---- | ----- |
| Température minimale moyenne (°C) | 5    | 4,6  | 5,6  | 6,8   | 9    | 11,5 | 13,5 | 14,3 | 13,5 | 11,4 | 8,3  | 6,1  | 9,1   |
| Température moyenne (°C)          | 6,8  | 6,5  | 7,6  | 9     | 11,5 | 14   | 16   | 16,7 | 15,7 | 13,5 | 10,2 | 8    | 11,3  |
| Température maximale moyenne (°C) | 8,6  | 8,4  | 9,6  | 11,3  | 14   | 16,4 | 18,5 | 19,1 | 18   | 15,6 | 12,1 | 9,9  | 13,5  |
| Précipitations (mm)               | 75,9 | 58   | 57   | 43,5  | 45,3 | 39,8 | 34,1 | 40,6 | 57,4 | 70,4 | 87,7 | 82,6 | 692,3 |

| Ville                | Ensoleillement · (h/an) | Pluie · (mm/an) | Neige · (j/an) | Orage · (j/an) | Brouillard · (j/an) |
| -------------------- | ----------------------- | --------------- | -------------- | -------------- | ------------------- |
| Médiane nationale    | 1 852                   | 835             | 16             | 25             | 50                  |
| Cherbourg-Octeville, | 1538                    | 692.3           | 5,1            | 5,3            | 26.6                |
| Paris                | 1 717                   | 634             | 13             | 20             | 26                  |
| Nice                 | 2 760                   | 791             | 1              | 28             | 2                   |
| Strasbourg           | 1 747                   | 636             | 26             | 28             | 69                  |
| Brest                | 1 555                   | 1 230           | 6              | 12             | 78                  |
| Bordeaux             | 2 070                   | 987             | 3              | 32             | 78                  |

### Voies de communication et transports

#### Voies routières
Historiquement, Cherbourg-Octeville est le terminal ouest de la route nationale 13 qui traverse la ville par les « Rouges Terres » et l’avenue de Paris, depuis La Glacerie. Dans les années 1990, une déviation de la nationale, désormais route européenne 3 et 46, a renvoyé le trafic par La Glacerie et Tourlaville sur un axe à trois voies de La Glacerie au rond-point de Penesme à Tourlaville puis à 2 × 2 voies jusqu'au rond-point situé entre la plage de Collignon et le port des Flamands. Le prolongement vers Cherbourg est en travaux, avec le doublement du pont enjambant le port des Flamands, afin d’assurer une continuité de la 2 × 2 voies jusqu'au port de commerce cherbourgeois.
La RD 901, qui relie le cap de la Hague à Barfleur, traverse la ville d'est en ouest.
Après l’achèvement du contournement est de l’agglomération, le projet de contournement ouest est à l'étude, et un « fuseau » correspondant au futur tracé définitif a été retenu. De même, la mise à 2 × 2 voies de l’accès à l’aéroport de Maupertus est envisagée.
La RD 650 permet de relier Cherbourg à la côte ouest du Cotentin. Au départ de Cherbourg, la RD 650 prend la direction sud-ouest pour rejoindre Les Pieux puis longe pour rejoindre la Côte des Isles jusqu'à Barneville-Carteret. À l’approche de Cherbourg, cette départementale a fait l'objet, ces dernières années, de nombreux aménagements (ronds-points, feux tricolores, aménagement urbain) du fait de la rurbanisation des communes traversées.
Avec l’attribution du statut d’autoroute à la RN 13 en 2006, les travaux de mise aux normes autoroutières entre Cherbourg et Caen sont engagés pour dix ans. Les travaux d’aménagement de la RN 13 à l'entrée de l’agglomération cherbourgeoise (lieu-dit Virage des Chèvres) ont été achevés au début 2009.

#### Transports maritimes

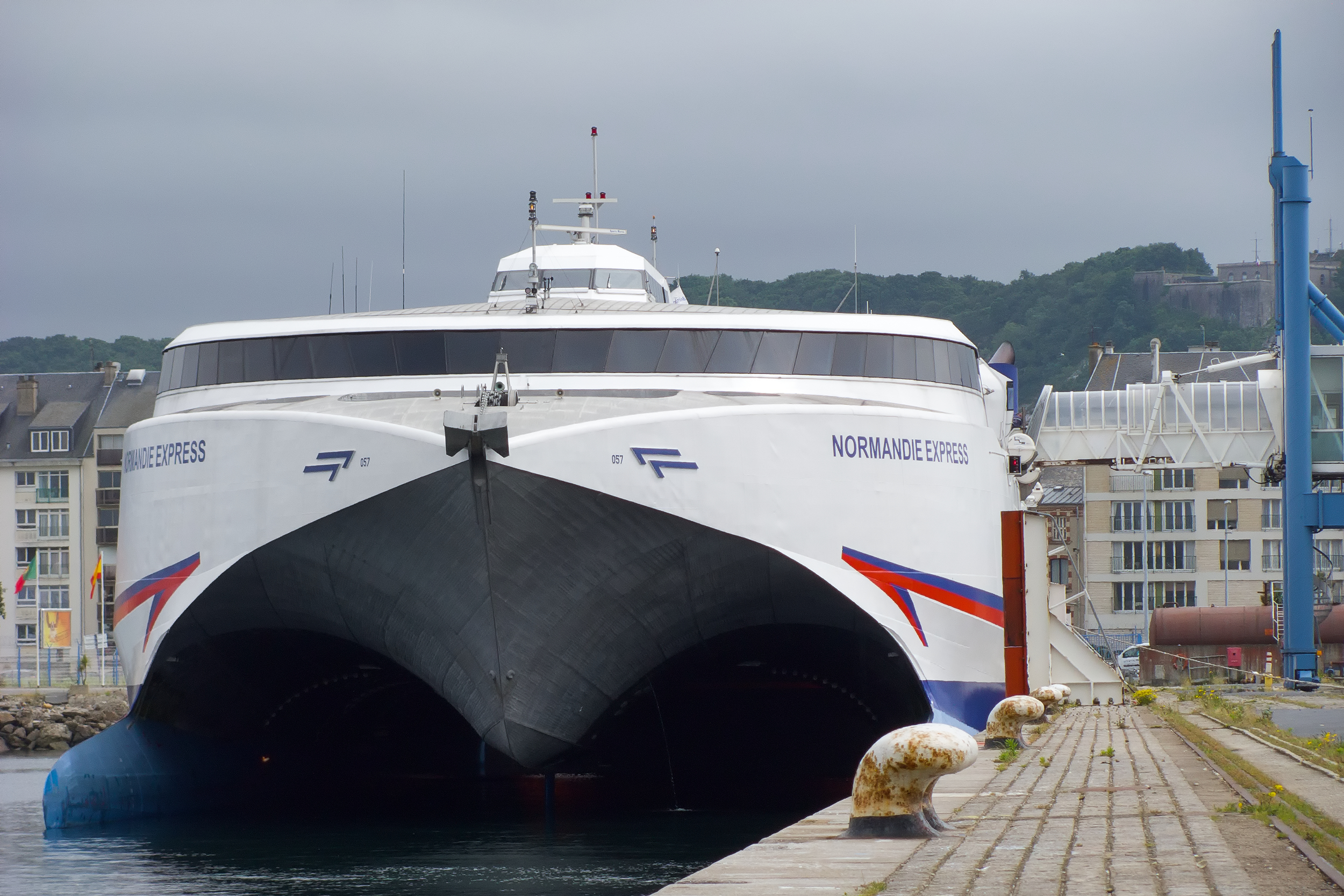
Normandie Express, 38000 ch.

Le port de Cherbourg est approprié pour les liaisons maritimes, particulièrement depuis la construction de la grande rade qui a permis un accès plus large et sûr. Essentiellement port militaire, Cherbourg a développé, au cours des derniers siècles, un commerce de marchandises et de passagers avec l’Angleterre et les Antilles, puis vers l’Amérique.
Aujourd'hui, le Royaume-Uni et l’Irlande sont régulièrement desservis :
- Poole, par la flotte de Brittany Ferries, qui a succédé à Truckline ferries en 1985 (liaison quotidienne) ;
- Portsmouth, par Brittany Ferries et Condorferries ;
- Rosslare Europort, Stena Line ;
- Dublin, par Irish Ferries.

Le port accueille une trentaine de paquebots par an dont les plus gros, grâce à un terminal croisière aménagé en 2006 dans la gare maritime transatlantique inaugurée en 1933. Régulièrement, certains paquebots initialement prévus pour une autre destination se réfugient dans le port pour se protéger des fréquentes tempêtes.
Lors de la construction des prototypes de Concorde dans les années 1960, certains tronçons construits au Royaume-Uni ont transité en ferry par Cherbourg pour rallier Toulouse.

#### Transport ferroviaire
La ligne Paris-Cherbourg du Réseau ferré de France se termine à la gare de Cherbourg, inaugurée en 1858, qui accueille chaque année un million de voyageurs. Cette ligne allait, au début du XXe siècle, jusqu'à la station balnéaire d’Urville-Hague et était complétée par le « tue-vaques » qui desservait depuis Cherbourg le Val de Saire entre 1911 et 1950. Aujourd'hui, la ligne Intercités Paris-Caen-Cherbourg est la plus profitable de sa catégorie avec un bénéfice de plus de 10 millions d'euros annuels malgré de nombreux incidents et retards. Chaque jour, plusieurs dizaines de TER et Intercités assurent des liaisons directes avec Lisieux, Caen, et Paris-Saint-Lazare en trois heures en moyenne.
De juillet 2009 à décembre 2010, une liaison TGV Cherbourg-Dijon, via Mantes-la-Jolie et Roissy TGV, à raison d'un aller-retour quotidien, créée à titre expérimental pour trois ans, a permis aux Cherbourgeois d'accéder directement par voie ferrée au premier aéroport français. L'expérimentation a cessé prématurément, le seuil minimum de fréquentation n'ayant pas été atteint.

#### Transports urbains

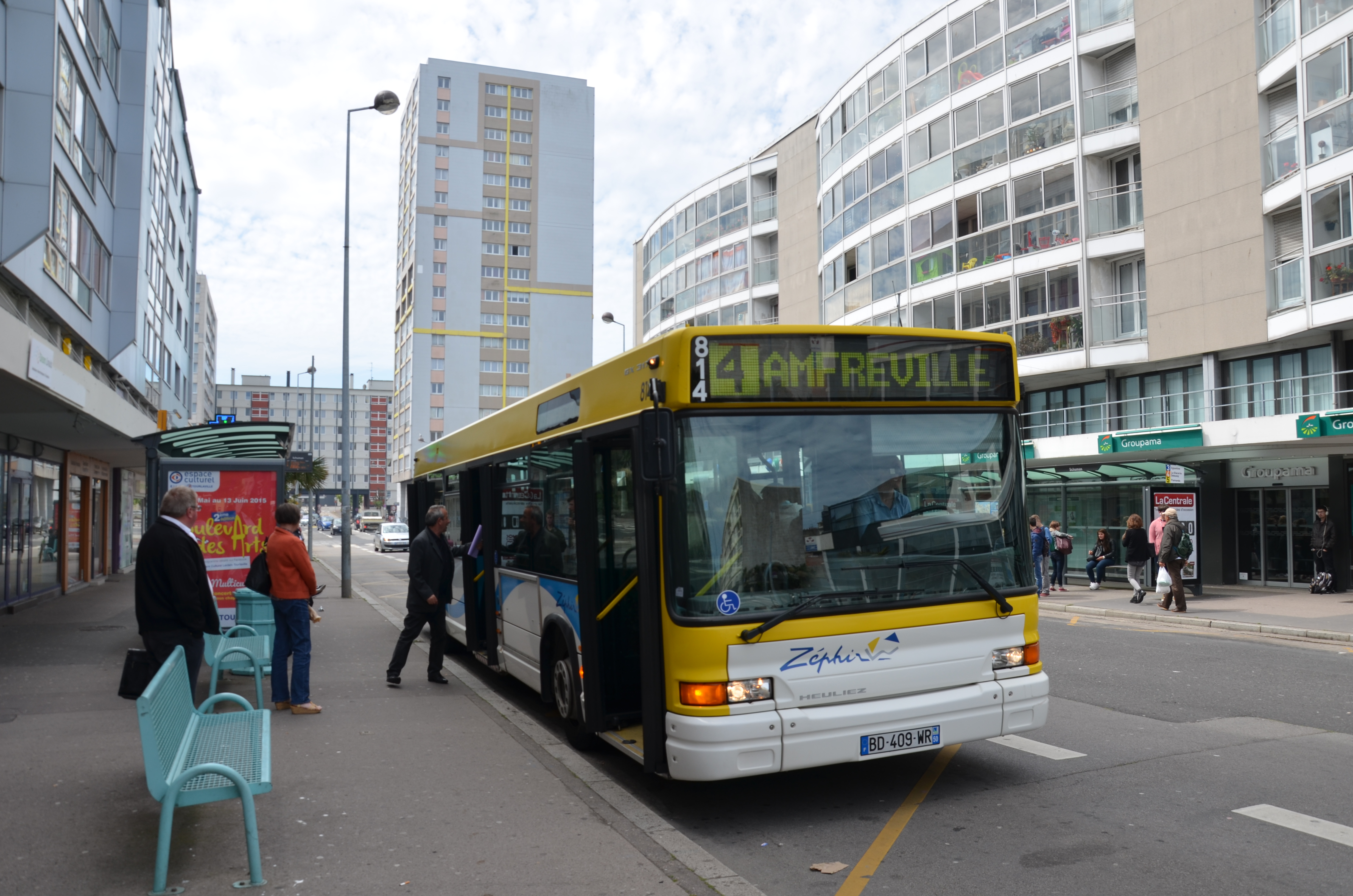
Un bus du réseau Zéphir Bus de Cherbourg.

La Compagnie des transports de Cherbourg (CTC) a été créée en 1896, reliant par un tramway la place de Tourlaville et la place du Château à Cherbourg, puis jusqu'à Urville. Après l’occupation allemande et le bombardement du dépôt de tramways, les bus prennent la succession, et il faut attendre 1962 pour que le réseau dispose de plusieurs lignes. À partir de 1976, la communauté urbaine de Cherbourg prend en charge la compétence des transports en commun. Gérée en délégation de service public par Keolis, la CTC prend le nom de Zéphir Bus en 1991.
Le maillage couvre l'ensemble de l’agglomération. Depuis quelques années, un service de bus de nuit a également été créé.
Cherbourg-Octeville et son agglomération sont également desservies par les cars départementaux Manéo.

#### Aéroport
L'aéroport de Cherbourg - Maupertus dessert la ville. Sa piste de 2 440 mètres accueille des vols charters. Après l'arrêt, au printemps 2008, de la liaison quotidienne vers Paris assurée par la compagnie Twin Jet, une nouvelle liaison vers Caen et Paris a démarré le 27 octobre 2008 avec Chalair Aviation.
Avec 40 500 passagers en 2007, l'aéroport a perdu 30 % de ses passagers commerciaux et 10 % de son trafic total sur une année.

## Toponymie

### Cherbourg
Le nom de la localité est mentionné sur la table de Peutinger vers 365, dans l’Itinéraire d'Antonin et la Gesta de Fontenelle en 747-753 sous la forme latinisée [In pago] Coriovall[inse] 747-753, Coriallo, latinisée ensuite en Coriallum. Ensuite, cette forme disparaît pour Carusburg [Castellum] en 1026-1027, puis Carisburg en 1056-1066, sous la latinisation fantaisiste Cesaris burgus en 1042, Chiersburg vers 1070 (Guillaume de Jumièges), Chieresburg vers 1175 (Wace, Roman de Rou), Kiares buhr en 1091, Chieresborc, Chierbourg au XIIe siècle.
Lors de l'occupation de la ville par les Anglais le vocable de Chirburg est usité.
Une onomastique médiévale fantaisiste s'est efforcée de rapprocher le nom réel de la ville du latin *Caesaris burgus « bourg de César » afin d'en attribuer la fondation à Jules César.
En réalité la forme antique est Coriallo et -burg n'apparaît qu'au XIe siècle. Coriallo est la forme contractée de Coriovallu(m), hybride gallo-latin composés des éléments celtique corio « armée » et latin vallum désignant à l'origine un type de palissade romain, puis ayant pris le sens de « fortification, bourg fortifié » (emprunté par le germanique sous la forme wall-). Il a été remplacé par le germanique burg de sens analogue.
Ce second élément -bourg (anciennement -burc, -burg) est un appellatif d'origine pangermanique bien connu qui a servi à former plusieurs toponymes en Normandie, tout comme au nord et à l'est de la France. Ailleurs, il est inexistant en composition.
Dans le cas normand, il peut avoir une origine saxonne (ex : les différents Cabourg) ou anglo-saxonne (ex. : Wambourg, nom ancien de Saint-Aubin-sur-Quillebeuf). Cette hypothèse a aussi été formulée pour Cherbourg,. En revanche, quelques auteurs considèrent que -bourg représente dans ce cas l'ancien scandinave -borg, alors que seule une forme de 1062 dans une copie du XVIIIe siècle Ceresbroch (lire Ceresborch) pourrait le laisser penser.
Dans la perspective d'un -bourg saxon ou anglo-saxon, le premier élément Chier(s)- peut représenter le vieil anglais chiriche (graphie ċiriċe) « église » où l'élément final -iċe [tʃ] s'est réduit à [s], comme pour le nom de la commune de Chirbury, dans le comté de Shropshire (Angleterre), attesté sous la forme Chirichburig en 915, puis Chiresbir en 1226. Le sens global serait donc celui de « village de l'église ».
En revanche, si -bourg est issu de l'ancien scandinave -borg, le premier élément s'interprète différemment par l'ancien scandinave, c'est-à-dire kjarr « marais », d'où le sens global de « forteresse du marais ». L'élément kjarr se retrouve par ailleurs en Normandie dans Villequier et Orcher. La principale faiblesse de cette thèse est d'ordre phonétique, en effet le [s] avant le [b] de -burg dans les formes anciennes est récurrent. En outre, une lecture rapide pourrait laisser penser que Carus-, Caris- des formes les plus anciennes représente kjarr, alors qu'il s'agit vraisemblablement de latinisations à partir de l'ancien français chiers cas sujet masculin et cas régime pluriel de chier « cher », terme issu du latin carus « cher », caris (datif et ablatif pluriel).
Cherbourg est également le nom d’un canton canadien, situé entre Matane et Les Méchins, qui a donné son nom aux municipalités de Saint-Thomas-de-Cherbourg, fusionnée en 1954 au sein des Méchins, et de Saint-Jean-de-Cherbourg. Ce nom, dont la proclamation date du 7 mai 1864, pourrait être dû à la répercussion par les journaux locaux de l’inauguration du port militaire par Napoléon III en 1858. Cherbourg est également une ville du Queensland en Australie.

### Octeville
Le nom d'Octeville apparaît quant à lui en 1063, dans une charte de Guillaume le Bâtard, à propos de dotations faites à la collégiale de Cherbourg. Il signifie : « le domaine rural d’*Otti », nom d'homme scandinave non attesté, ou plutôt d’Otto, anthroponyme issu du germanique occidental mais utilisé aussi par les anciens Scandinaves. On le trouve également dans Octeville-l'Avenel ; Octeville-sur-Mer (pays de Caux) ; le Tilleul-Othon (campagne du Neubourg, Tilliolum Othonis 1289) ; et dans Otby (en) (Lincolnshire, Ottebi 11e), nom de lieu anglais de type scandinave en -by.

## Histoire

### Héraldique
Cherbourg porte d’azur à la fasce d’argent chargée de trois étoiles à six rais de sable, accompagnée de trois besants d'or, deux en chef, un en pointe. À partir de l'Empire, le blason est accompagné d'ornements extérieurs : couronne murale à cinq tours d’argent, cimier traversé en fasce d’un caducée contournée de même auquel sont suspendus deux festons servant de lambrequins, l’un à dextre d'olivier, l’autre à senestre de chêne, d’argent noués et attachés par des bandelettes d’azur. Ils comportent également une croix de guerre 39-45 avec palme au naturel, appendue à la pointe de l'écu et brochant sur la croisure des bandelettes.
L'origine du blason est contestée.
Selon Victor Le Sens, il est d'origine religieuse : la fasce d’argent chargée d'étoiles représente la ceinture de la Vierge Marie, l’une des deux patronnes de la ville et le nombre d'étoiles, comme celui des besants, évoque la Trinité, l’autre protectrice de la ville. Les besants d'or seraient l'expression du rachat des captifs, illustrant la participation des notables cherbourgeois à la Troisième croisade. Le blason de Cherbourg daterait de la fin du XIIe siècle, à l'époque des Croisades.
Selon M. Le Poupet, qui s'appuie en particulier sur les ouvrages de Vulson de la Colombière et Ségoing, le contenu du blason évoque le commerce maritime de la cité, les besants — meubles traditionnels des armes de financiers anoblis — représentent la richesse et la fortune, tandis que l'étoile illustre la paix et la prudence. Le sable signifie Prudence et constance dans l’adversité, l’azur dénote l’activité et les mers. M. Canel avait expliqué avant lui que les besants et les étoiles illustrent respectivement le commerce et le port de mer.
Les étoiles, absentes de l’armorial de d'Hozier en 1697, auraient été ajoutées au XVIIIe siècle. Sous l'Empire, le blason fut complété par un franc quartier des villes de seconde classe qui est à dextre d’azur à un N d'or, surmonté d’une étoile rayonnante du même, brochant au neuvième de l'écu.
Concernant les ornements extérieurs, la couronne murale symbolise la protection et le bonheur, le caducée le commerce et l’activité, l’olivier la paix, le chêne la force, rappelant la vocation à la fois militaire et commerciale du port. L'argent signifie que Cherbourg était une ville de seconde classe sous l'Empire.
Le blason d'Octeville est de sinople au mantel d’argent chargé de deux lettres capitales de sable « O » à dextre, « V » à sénestre, au chef de gueules à un léopard d'or armé et lampassé d’azur. Il a été le logo de la municipalité jusqu'à la fusion avec Cherbourg, puis a été réuni au logo de Cherbourg.
De sa création en 2001 et jusqu'en 2016, la municipalité de Cherbourg-Octeville utilisait un logo, intitulé la « mouette musicale ». Initialement adopté par Cherbourg, il est composé d’une mouette, symbolisant le caractère maritime de l’agglomération, sur une portée musicale, évoquant la musicalité du port : « le cri des mouettes qui dansent entre ciel et mer, les sirènes des navires et le chant mélodieux des vagues ». Depuis l'incorporation de la commune dans Cherbourg-en-Cotentin en 2016, le logo reprend celui de cette dernière (le C de Cherbourg-en-Cotentin) suivi du nom de la commune déléguée concernée.

Logo de Cherbourg-Octeville de 2001 à 2016.
Logo de la commune déléguée de Cherbourg-Octeville depuis 2016.

### Antiquité
Le Cotentin, conquis par Quintus Titurius Sabinus en 56 av. J.-C., est divisé entre le pagus constantiensis (« comté de Coutances ») et le pagus coriovallensis (« comté de Coriallo »), au sein de la Deuxième Lyonnaise. Coriallo abrite une petite garnison et un castrum est édifié sur la rive gauche de la Divette comme élément du Litus saxonicum, après les raids saxons au début du IVe siècle. Les vestiges retrouvés situeraient le village entre Cherbourg et Tourlaville, sur les Mielles,.

### Moyen Âge: une place forte

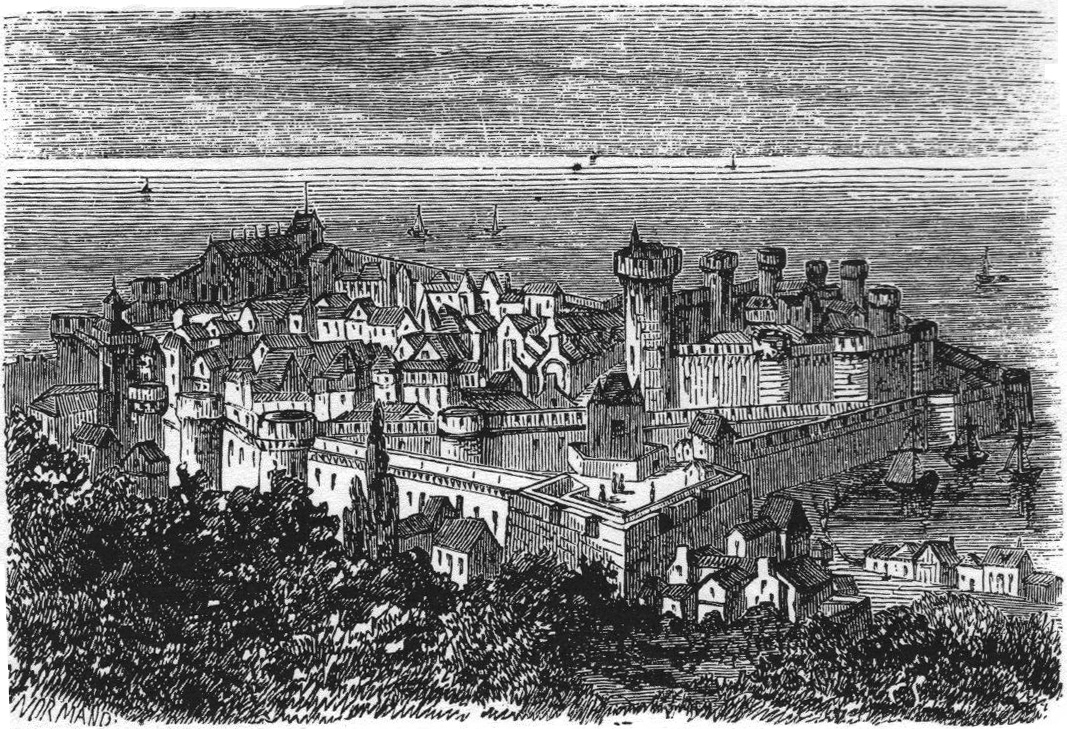
Vue de Cherbourg au XVIIe siècle.

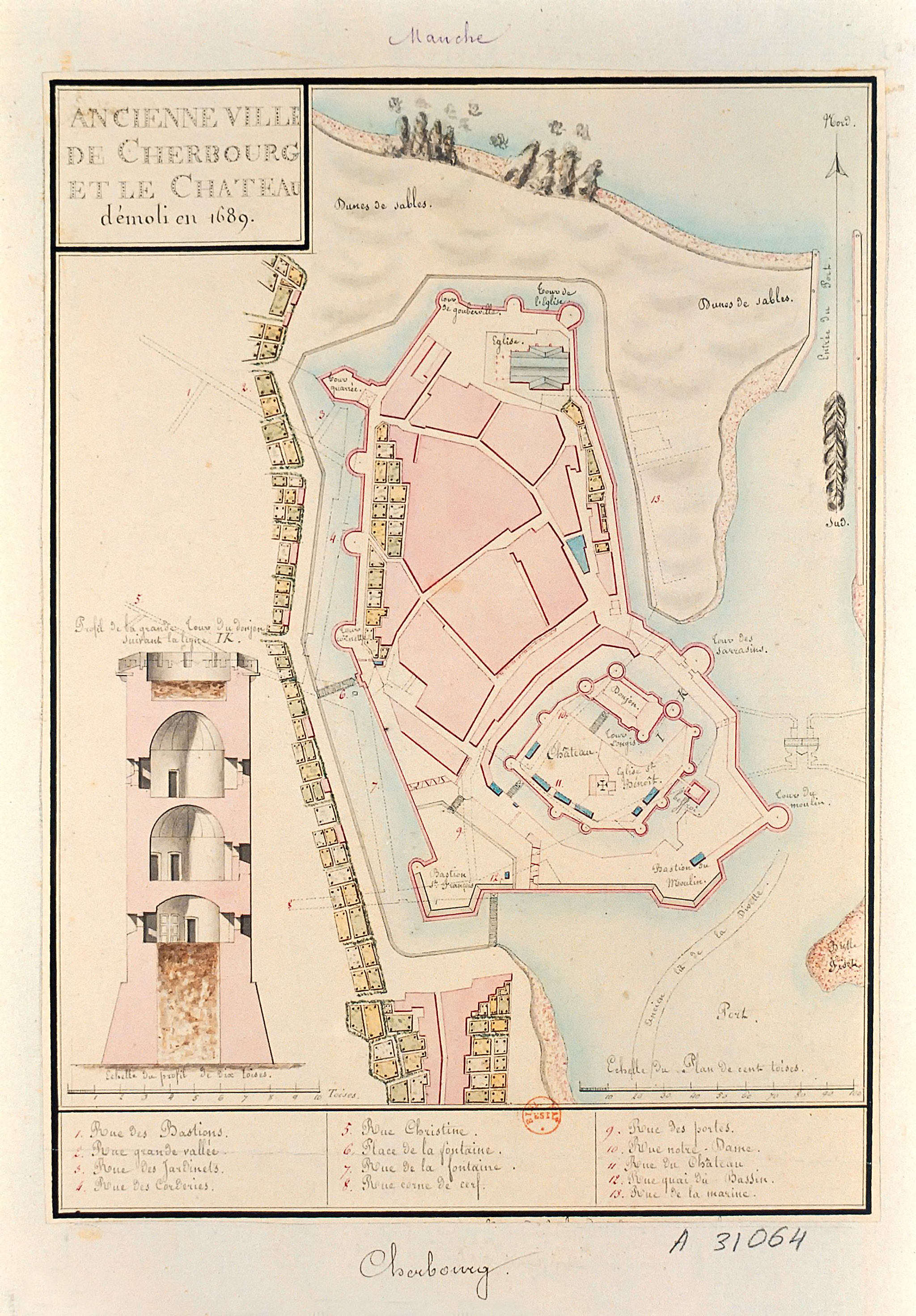
Plan de Cherbourg et du château démoli en 1689.

#### Le haut Moyen Âge (496-911)
Vers 435, Cherbourg aurait été évangélisé par l'évêque de Coutances Saint Éreptiole, puis par saint Exupère, saint Léontien, et enfin saint Scubilion, en 555. En 497, le bourg est cédé avec l'ensemble de l'Armorique à Clovis.
En 870, saint Clair, débarquant du Kent, est ordonné prêtre à Cherbourg et établit un ermitage dans la forêt environnante.

#### La Normandie ducale (911-1204)
Après plusieurs pillages par les Vikings au IXe siècle, Cherbourg est rattachée au duché de Normandie avec le Cotentin, en 933, par Guillaume Longue-Épée. Le roi dannois Harald (Harold), chassé de ses terres, débarque à Cherbourg en 946 pour aider le jeune duc Richard Ier de Normandie en difficulté. Après le conflit entre son père et Knut d'Angleterre, Richard III de Normandie renforce les fortifications du château en même temps que celles des autres grandes places fortes du Cotentin. En 1053, Cherbourg est l'une des quatre principales cités du duché à recevoir du duc Guillaume le bâtard une rente à perpétuité pour l'entretien de 100 démunis. Vers 1060, le duc Guillaume donne à l'évêque de Coutances, Geoffroy de Montbray, les églises de Cherbourg, Tourlaville et Barfleur.
À partir du XIIe siècle, Cherbourg devient un port d'embarquement pour les traversées royales, au détriment de celui de Barfleur, entaché par le naufrage de la Blanche-Nef, et la place se développe. C'est ainsi qu'en 1181, le roi d'Angleterre Henri II choisit Cherbourg pour s'embarquer.
Dans la lutte pour la possession du duché de Normandie, Cherbourg assiégée se rend en 1139 après deux mois de siège aux troupes d'Étienne de Blois avant d'être reprise à la fin de l'année 1141 par Geoffroy d'Anjou. La défense de la place était alors assurée par Raoul et Richard de La Haye-du-Puits, avec Jourdain Tesson. Raoul, fait prisonnier au cours d'une sortie dut sa liberté au paiement d'une rançon. S'ensuivit la capitulation de la place. Quant à Richard, il réussit à s'enfuir par la mer.
Mathilde l'Emperesse, épouse de Geoffroy Plantagenêt, fonde en 1145 l’abbaye du Vœu.
Lors de la conquête de la Normandie par Philippe Auguste, Cherbourg tombe sans combattre en 1204. La ville est saccagée en 1284 et 1293, l'abbaye et l'Hôtel-Dieu pillés et incendiés, mais le château, où la population est retranchée, résiste. En 1296, lors de la guerre d'Aquitaine, Cherbourg fournit neuf navires de guerre.
À la suite de ces ravages, Philippe le Bel fait fortifier la cité en 1300.

#### De la Normandie capétienne à celle des Valois (1204-1515)
La ville reçoit en avril 1256 la visite de Saint Louis.
Par sa position stratégique, à la fois clé du royaume avec Calais pour les Français et tête de pont de l’invasion pour les Anglais, la ville qui voit au début du XIVe siècle de nouvelles maisons s'édifier autour de l'Hôtel-Dieu, est très disputée durant la guerre de Cent Ans. Disposant de l’un des plus forts châteaux du monde selon Froissart, la place changera six fois de mains à la suite de transactions ou de sièges, mais jamais par les armes. La forteresse, avec son unique accès, la porte Notre-Dame, et ses huit tours principales reliées par un chemin de ronde, résiste aux soldats d’Édouard III d'Angleterre fraîchement débarqué à la Hougue le 12 juillet 1346 qui avaient poussé vers l'Ouest comme relaté dans les chroniques « ils allèrent tant qu'ils vinrent en une grosse ville riche et à bon port qu'on appelle Chierebourg ». Deux mille archers avec à leur tête Geoffroy d'Harcourt, baron normand au service du roi d'Angleterre, mettent le siège devant la place sans parvenir à la réduire. Ils se vengent alors sur les faubourgs et brûlent une fois de plus l'abbaye du Vœu.
Le 22 février 1354, par le traité de Mantes, le roi de France, Jean le Bon cède Cherbourg avec l'essentiel du Cotentin à son gendre, Charles II dit le Mauvais, roi de Navarre et comte d'Évreux. La ville sera navarraise de 1354 à 1378, et Charles II y séjournera à plusieurs reprises et y effectuera d'importants travaux. Des maisons situées près du château sont détruites ainsi qu'une partie de l'abbaye du Vœu afin que « pour doute que les ennemis n'y fissent forteresse ». Autour de la ville qui prend de l'importance, une nouvelle enceinte est dressée sous la direction de Jehan Quesnel, maître d’œuvre.

Au printemps 1378, la ville est assiégée par Charles V comme le reste des possessions normandes du roi de Navarre qui s'est mis au service du roi d'Angleterre, mais en vain. Les troupes navarraises fortes de 600 soldats qui avaient reflué du comté d'Évreux et du clos du Cotentin s'étaient retranchées dans Cherbourg, déjà difficilement prenable, et la défendirent, ravitaillée par la mer, contre les attaques françaises. En juin 1378, ayant perdu pied en Normandie, Charles II de Navarre loue Cherbourg à Richard II d'Angleterre pour une durée de trois ans. À l'automne 1378, Bertrand du Guesclin l’assiège à nouveau à l'aide de nombreuses machines de guerre, mais la ville refuse de capituler. Son frère, Olivier du Guesclin avec 60 chevaliers, au cours d'une tentative nocturne sera même capturé. Charles V, décide alors d'affamer la place en l'isolant de toutes sources de ravitaillement, et décide l'évacuation totale du nord de la presqu'île de tous ses habitants. Cet épisode connu comme le grand vuidement du Cotentin a été narré par Robert Blondel, un chroniqueur de Ravenoville : 

« Pour vaincre Cherbourg par la faim, un décret royal ordonna de chasser tous les habitants et de laisser la terre inculte. Et il fut crié publiquement et commandé que tous vidassent et allassent hors du pays du Cotentin sans ce que aucun demeurast sur le pays plat ou habitast en aucune manière. »

 Le siège est finalement levé en décembre 1378.
Le roi d'Angleterre refusa ensuite de restituer la ville aux Navarrais, malgré les efforts de Charles II. En 1379, elle a pour capitaine Jean de Harleston. Guillaume des Bordes, capitaine de Charles V dans le Cotentin, tente de s'en emparer sans succès. Ce dernier sera capturé au cours d'une chevauchée en été 1379 dans la campagne cherbourgeoise au cours de laquelle Lancelot de Lorris, chevalier, est tué.
Charles le Noble, fils du Mauvais rachète la ville en 1399 à Richard II, et l'échange, en 1404, à Charles VI de France contre le duché de Nemours.
Après le siège et la prise de Caen en août 1417 et celle de Rouen par le roi d'Angleterre Henri V, la ville résistera plusieurs mois avant sa reddition en 1418 au duc de Gloucester par manque de vivres. Elle redevient alors anglaise, et ces derniers la conserveront trente-deux ans. Au début de l'année 1450, Thomas Kyriell, à la tête d'une armée de secours, alors que la Normandie est en passe d'être reconquise par le royaume de France, débarque à Cherbourg et s'empare de Valognes avant de prendre la direction de Caen. Cherbourg, dernière possession anglaise du duché de Normandie après la bataille de Formigny (15 avril 1450), capitule sans conditions le mercredi 12 août 1450, après que le roi ait négocié avec le capitaine de la place. Le siège avait débuté à la fin de juin 1450, avec l'aide d'un prêt de 60 000 livres de Jacques Cœur au roi de France Charles VII. Afin d'éviter que la place distante de 135 kilomètres des côtes anglaises, ne retombe aux mains des Anglais, Louis XI, le 6 février 1464 octroie une charte à ses habitants. Celle-ci exempt la population perpétuellement de tous impôts, charge à eux d'assurer le guet et la garde des remparts de la ville.

#### La Renaissance (1515-1610)
En 1522, Guillaume d'Ursus, met en défense la ville de Cherbourg contre une incursion des Anglais. Le 28 avril 1532, Cherbourg reçoit en grande pompe la visite de François Ier de France et du dauphin. À cette époque, Cherbourg nous est décrite par Gilles de Gouberville comme une ville fortifiée de 4 000 habitants, protégée par des ponts-levis aux trois portes principales, gardées en permanence et fermées du coucher du soleil jusqu’à l’aube. À l’intérieur des remparts, le château, lui-même protégé par de larges fossés et muni d’un donjon et de douze tours, occupait le sud-est de la ville. À l'extérieur et au sud des remparts, le faubourg, le long de la Divette, était fréquenté par les matelots.
Cherbourg n'est pas touchée par le vent de la Réforme qui divise la Normandie, consolidé et fortement gardé par Matignon, qu'Henri III remercie de sa défense contre les troupes de Montgomery, en le nommant lieutenant-général de Normandie et gouverneur de Cherbourg en 1578, puis maréchal l’année suivante. Les bourgeois demeurent également fidèles à Henri III puis Henri IV, quand la Normandie est majoritairement tenue par la Ligue catholique.

### : naissance d’un port militaire

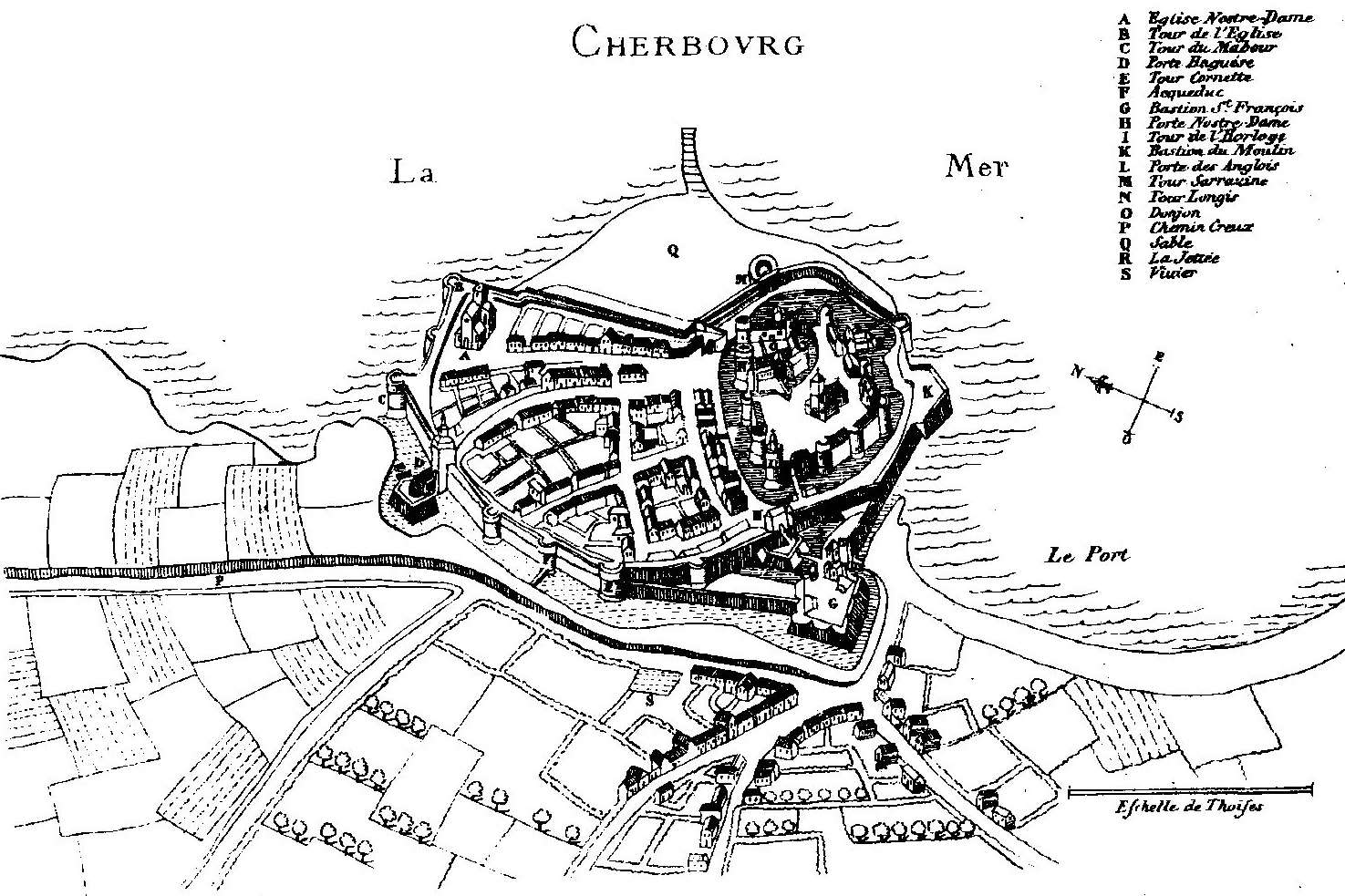
Plan de la ville et du château de Cherbourg.
Jacques Gomboust (1657).

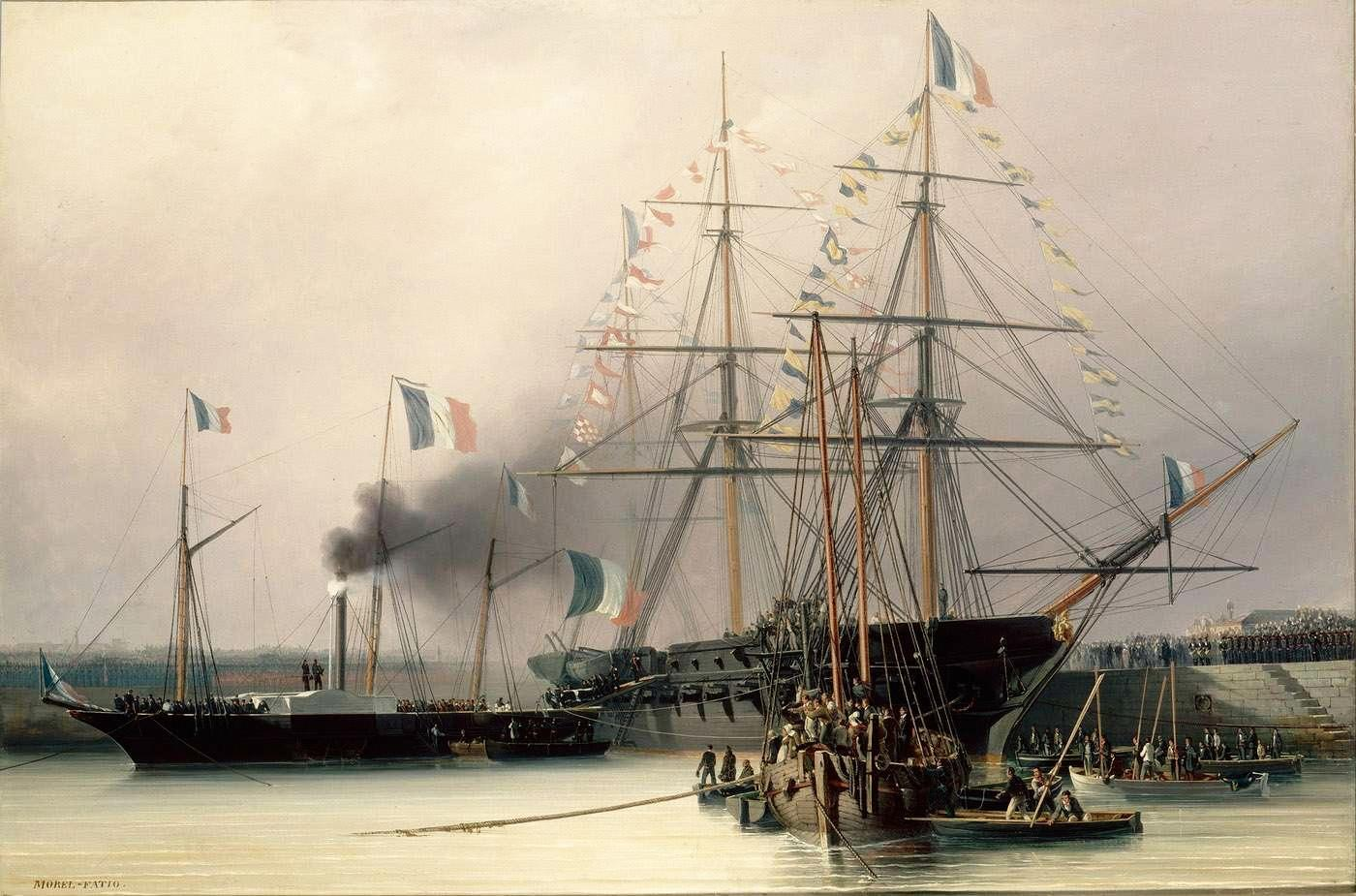
Transbordement des cendres de Napoléon Ier, Léon Morel-Fatio, 1841.

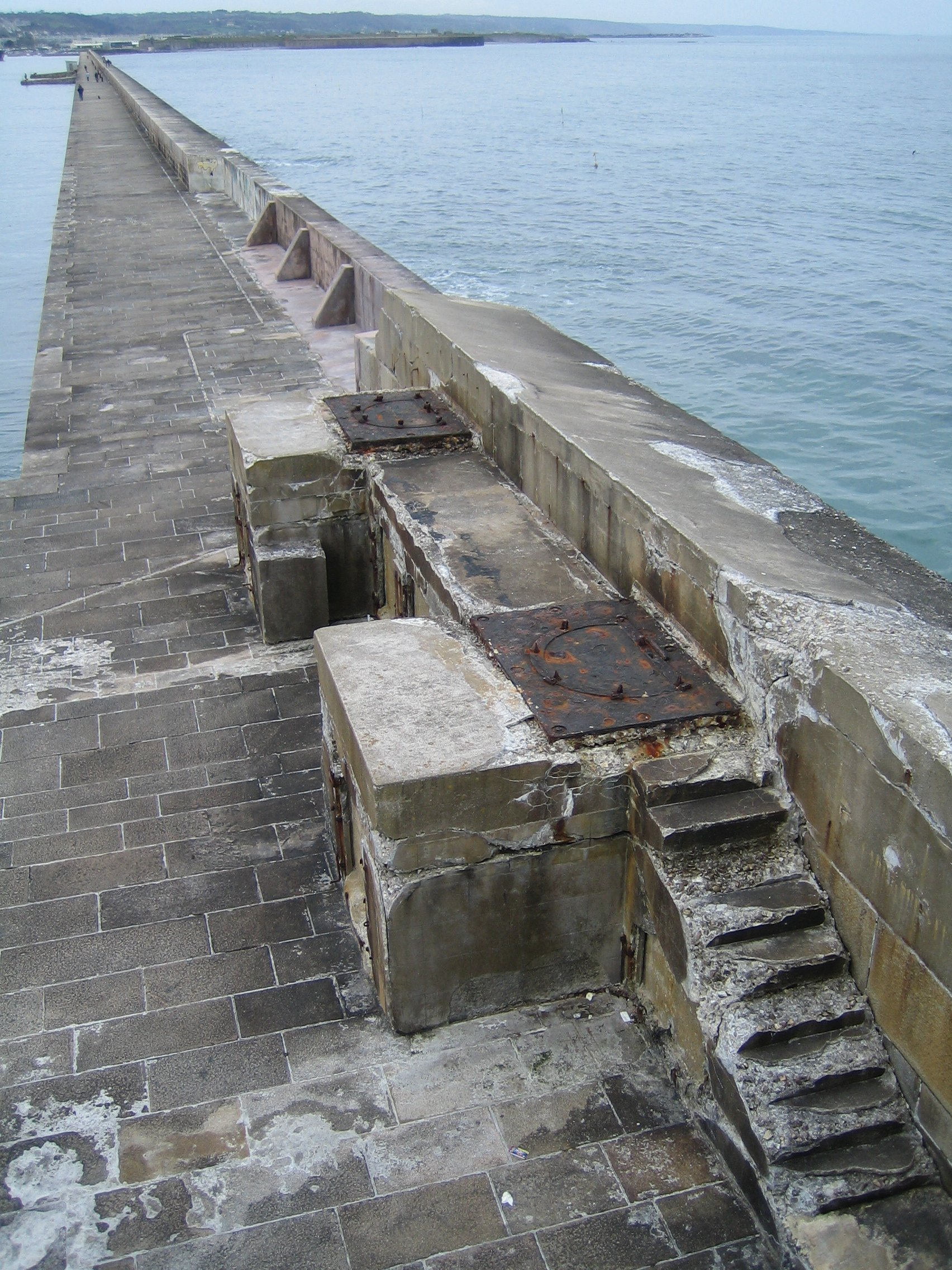
Digue de l’Ouest, dite « de Querqueville ».

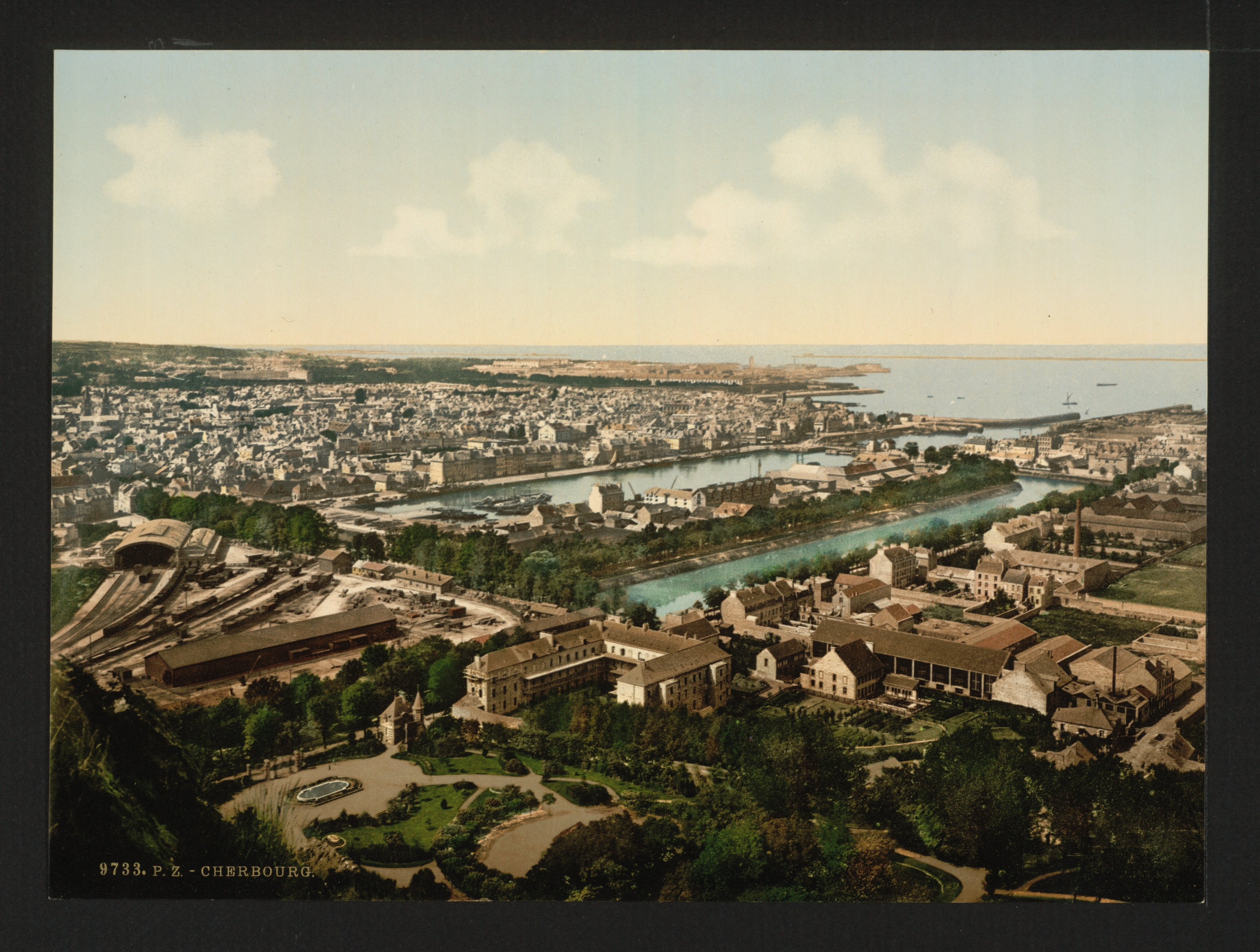
Cherbourg vue du Roule vers 1895.

### XVIIe–XIXesiècle: naissance d’un port militaire

#### Le temps de l'absolutisme (1610-1789)
Pour compléter les deux ports d’envergure que sont Brest sur l’Atlantique et Toulon sur la Méditerranée, Louis XIV désire édifier un nouveau port sur les côtes de la Manche, face à l’Angleterre, afin d’héberger les navires de passage. Vauban propose en 1686 de renforcer la fortification de Cherbourg et fermer la rade de Cherbourg par deux digues, mais privilégie la Hougue pour l'établissement d'un port militaire d'envergure. Jusque là, la ville disposait de deux ports, un en eau profonde, le Gallé, situé au niveau de l'avant-port militaire actuel, mal abrité des vents et tempêtes, mais permettant l'amarrage des navires de fort tonnage, et un port d'échouage, le Hable, qui occupe l'estuaire de la Divette, à l'ouest des Mielles de Tourlaville, mieux protégé, mais moins utilisé à cause de son manque de fond. Gilles de Gouberville nous dit dans son journal à la date du 2 mai 1558 que : « le navire de Jehan hubert avoyt failly à estre perdu au Hable pour ce qu'il estoyt tombé sur le costé »,. Les travaux de fortifications et d’aménagement du château débutent l’année suivante mais sont arrêtés par le Roi en décembre 1688, influencé par Louvois et par crainte des attaques anglaises. En l'absence de ces fortifications, la population cherbourgeoise assiste impuissante à la destruction des trois navires de l’amiral de Tourville au terme de la bataille de la Hougue.
Le port de commerce, au niveau actuel de la place Divette, est creusé entre 1739 et 1742. Les premiers aménagements du port datent de 1737 et sont l’œuvre de Louis-Rolland Hüe de Caligny. Le 7 août 1758, les Anglais, sous les ordres du général Bligh et l’amiral Howe, débarquent près de Cherbourg qu'ils occuperont et dévasteront pendant plus d'une semaine. Avec l'aménagement d'un nouveau bassin du commerce en 1769, Cherbourg — depuis longtemps port commercial de faible importance, ville sans université ni activité culturelle, régulièrement pillée, aux faibles relations avec Paris — acquiert un poids essentiel dans le Cotentin qui se traduit, à la veille de la Révolution française, par la création de réseaux de sociabilités par les bourgeois réunis en associations — comme la Société royale académique de Cherbourg en 1755 et la loge « la Fidèle maçonne ». La population passe de 800 feux (4 000 habitants) à Cherbourg et 95 à Octeville, vers 1715, à 7 300 cherbourgeois en 1778.
Louis XVI décide de relancer le projet d'un port sur la Manche. Après plusieurs hésitations, il est décidé en 1779 de construire une digue de quatre kilomètres de long entre l’île Pelée et la pointe de Querqueville, selon une méthode mise au point par Louis-Alexandre de Cessart, d'un môle de 90 cônes de bois de 20 × 20 mètres, remplis de pierres liées au mortier, reliés par des chaînes de fer. Le premier cône est immergé le 6 juin 1784, le frère du roi, le comte d'Artois assiste à la mise en place du septième cône, et le Roi assiste le 22 juin 1786 à la mise à l'eau du neuvième cône. Mais la technique ne résiste pas aux tempêtes, et elle est abandonnée en 1788 au profit du sabordage de vieux navires de guerre et un enrochement à pierres perdues qu'avait vanté La Bretonnière. Mais la réduction des subsides et les événements révolutionnaires ralentissent les travaux, jusqu'à leur suspension en 1792.

#### LeXIXesiècle
Le premier Consul Bonaparte veut faire de Cherbourg un des ports militaires principaux, visant l’invasion du Royaume-Uni. Il charge Joseph Cachin de la reprise des travaux de la digue, du creusement de l’avant-port militaire, et de la construction du nouvel arsenal.
Après une visite en 1811, Napoléon fait de Cherbourg une préfecture maritime, un chef-lieu d’arrondissement de la Manche et le siège d’un tribunal de première instance. Le bagne de Cherbourg, qui était situé sur les ruines de l'Abbaye du Vœu à Équeurdreville, a existé de 1796 à 1830,,,. Les travaux de la digue centrale, interrompus à nouveau entre 1813 et 1832, s'achèvent en 1853, ceux des digues de l’Ouest et de l’Est en 1895. Les bassins Charles X (commencé en 1814 — 290 × 220 × 18 mètres) et Napoléon III (commencé en 1836 — 420 × 200 × 18 mètres) du port militaire sont respectivement inaugurés le 25 août 1829 en présence du Dauphin, et le 7 août 1858 par le couple impérial. Les travaux de la digue sont conclus par la construction de la petite rade (digue du Homet, 1899-1914, et digue des Flamands, 1921-1922).

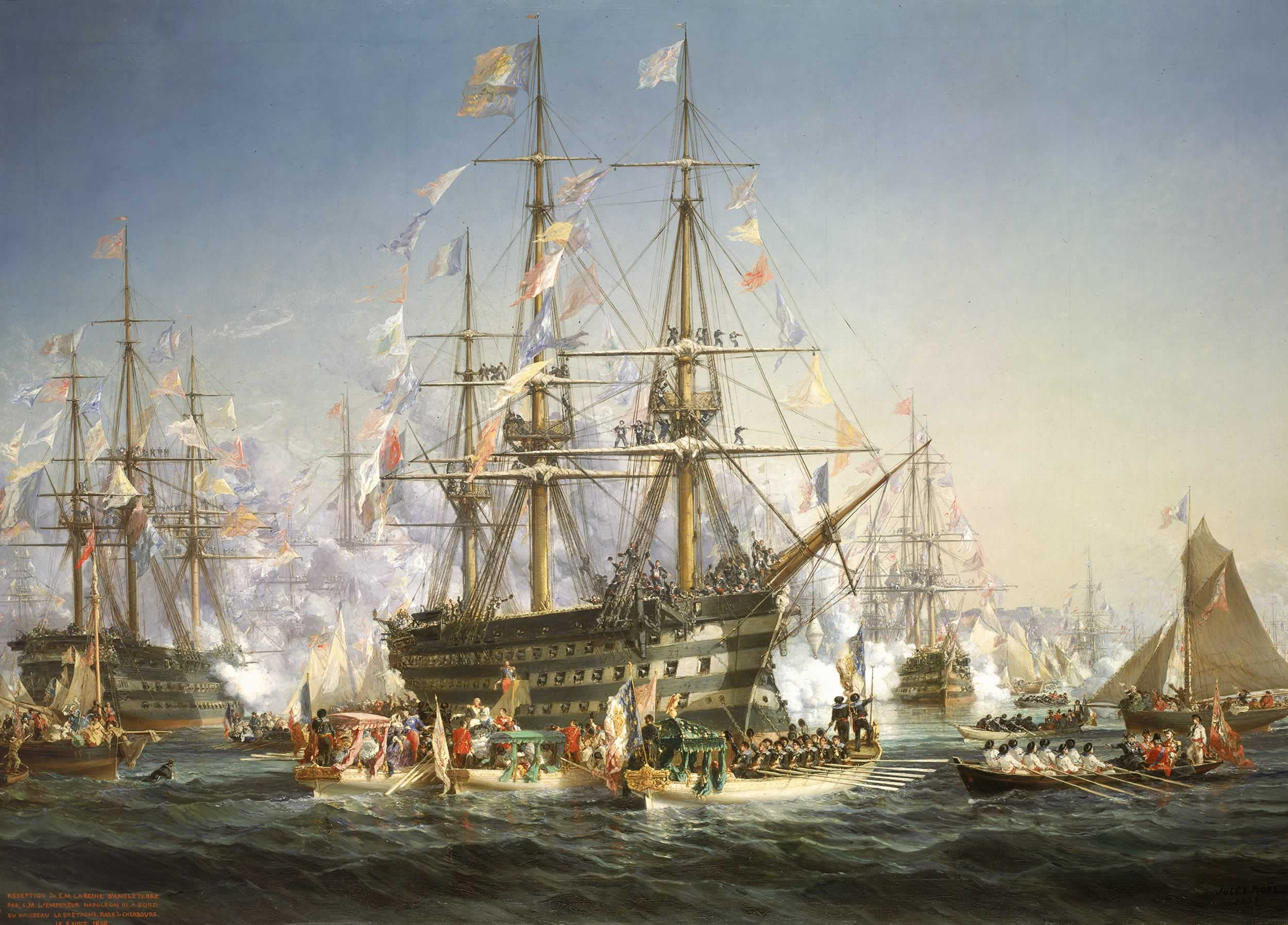
Jules Noël : La Bretagne ou recevant la reine Victoria à Cherbourg le 5 août 1858 (1859, National Maritime Museum, Londres).

Les travaux du port entraînent une densification et un étalement de Cherbourg qui se modernise et s'équipe, tandis que les entrepreneurs, armateurs et commerçants locaux s’enrichissent. Village rural à l’habitat dispersé en hameaux constitués autour de grosses fermes (La Crespinière, La Prévallerie, Grimesnil, La Gamacherie…), reliés entre eux et à l’église Saint-Martin par un réseau de chemins, Octeville devient chef-lieu de canton en 1801 (décret du 23 vendémiaire an X) et voit également sa population s'accroître par l’afflux des ouvriers venus pour construire le port de Cherbourg et travailler à l’Arsenal. Après la création de la route des Pieux (actuelles rues Salengro et Carnot), le bourg se constitue autour d’un village-rue homogénéisé puis s’urbanise au début du XXe siècle.
Le 16 août 1830, le roi Charles X, détrôné, embarque pour l’exil au port militaire de Cherbourg sur le Great Britain, laissant la place à la monarchie de Juillet. Après avoir vu mouiller dans sa rade le Louxor transportant l’obélisque de Louxor en août 1833, Cherbourg accueille le retour des cendres de Napoléon en France à bord de la Belle Poule. Le 4 août 1858, une statue équestre de Napoléon, due au sculpteur Armand Le Véel, est érigée à l’occasion de la visite de Napoléon III pour l'inauguration de la ligne ferroviaire reliant Cherbourg à Paris.
Le 19 juin 1864 a eu lieu, au large de Cherbourg, un épisode célèbre de la guerre de Sécession : le navire de guerre des Confédérés, le CSS Alabama, est coulé par le navire de l’Union USS Kearsarge après deux heures de combat (voir le combat naval à Cherbourg), sous l’œil de milliers de spectateurs, venus en train pour l’inauguration du casino. Assistant au combat depuis un voilier, Manet l’a immortalisé dans une de ses œuvres.

### DébutXXesiècle: port d’émigration

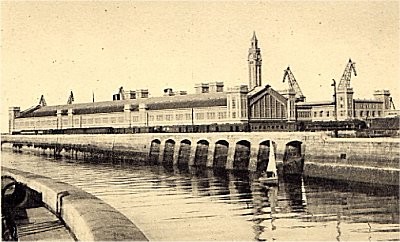
La gare maritime en 1933.

Les propriétés géographiques et techniques du port de Cherbourg attirent à partir de 1847 les compagnies maritimes reliant les ports européens à la côte est des États-Unis. Dès la fin des années 1860, les paquebots de la Royal Mail Steam Packet Company et de la Hamburg Amerika Linie mouillent dans la rade avant de traverser l’Atlantique. Le Titanic y fait escale en 1912 pour son voyage inaugural où il embarqua 274 passagers. En 1913, Cherbourg reçoit 500 paquebots et 70 000 passagers.
Durant la Première Guerre mondiale, le trafic est entièrement suspendu. Cherbourg devient le lieu d’arrivée du matériel et des troupes britanniques puis américaines, et de départ des permissionnaires et des blessés. Le port militaire connaît un accroissement d’activité, la garnison en poste à Cherbourg est renforcée. Les infrastructures du port sont développées pour recevoir le charbon et le pétrole nécessaire au conflit. Le trafic double, atteignant 600 000 tonnes en 1918.
Le transit transatlantique reprend au lendemain de la guerre avec les compagnies transatlantiques britanniques, américaines et hollandaises. Pour accueillir au mieux les escales, la Chambre de commerce fait construire un port en eau profonde, une nouvelle gare maritime, et une zone destinée au chargement, déchargement et stockage des marchandises sur le terrain des Mielles. Cherbourg devient le premier port de migration en Europe, et les compagnies Cunard Line, White Star Line et Red Star Line s'unissent pour bâtir l’hôtel Atlantique destiné à recevoir les émigrants avant la traversée. Dans le même temps, le centre-ville se rénove, notamment sous les projets architecturaux de René Levesque, Drancey et René Levavasseur. Mais la crise économique de 1929 met fin à l'apogée transatlantique.

### Seconde Guerre mondiale

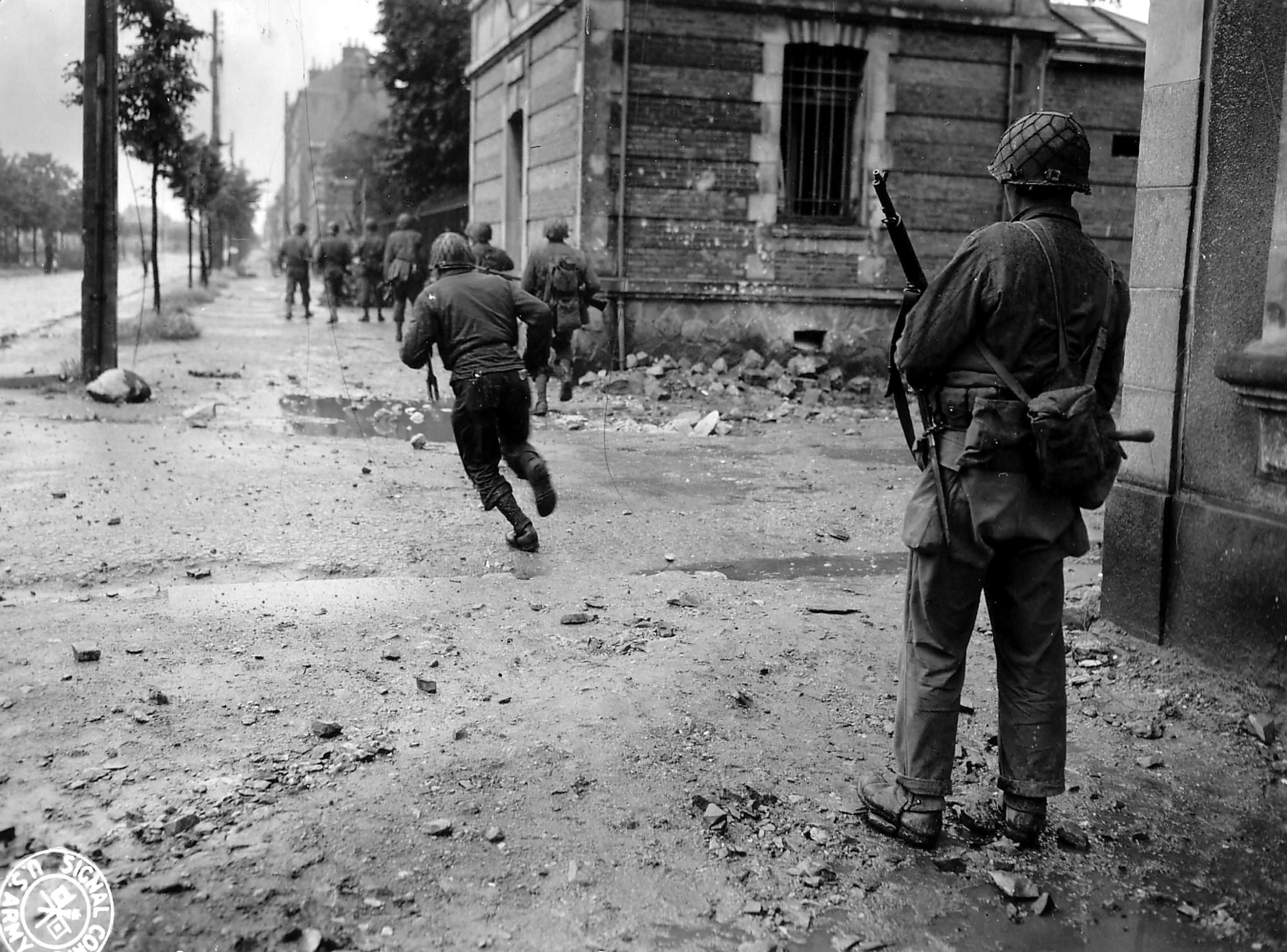
Soldats américains se livrant à des combats de rue, dans l’avenue de Paris.

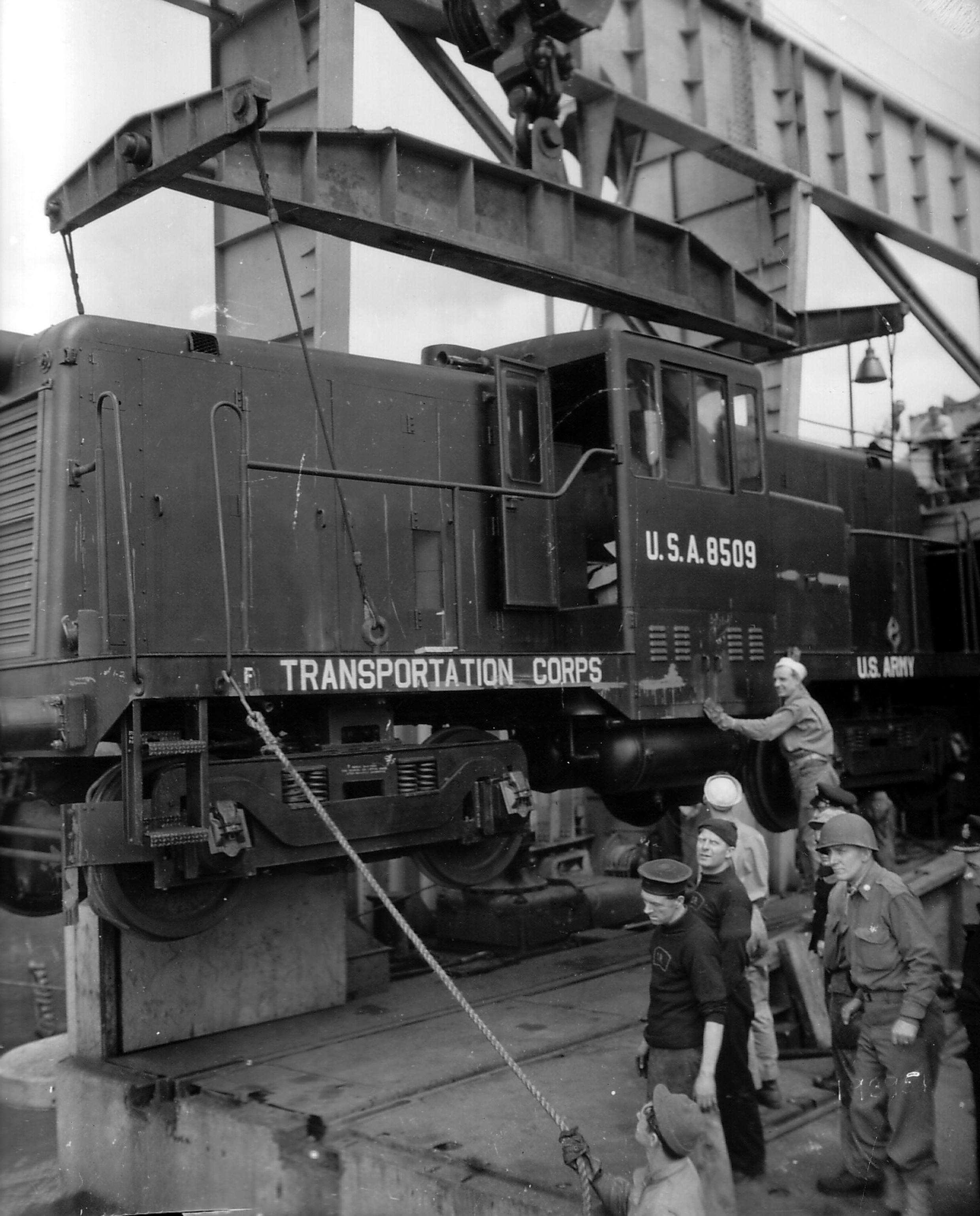
Déchargement d'une locomotive Diesel du TS Twickenham Ferry (voir le portique du pont roulant en haut à droite) le 29 juillet 1944 par des troupes américaines et britanniques.

Les Allemands arrivent le 17 juin 1940 dans les faubourgs de Cherbourg. Le 19, le conseil municipal déclare la ville ouverte, et Erwin Rommel reçoit la reddition de la place des mains du préfet maritime, le vice-amiral Jules Le Bigot, qui a fait détruire auparavant les sous-marins en construction à l'arsenal et le fort de l'Est.
Quatre années plus tard, Cherbourg, seul port en eau profonde de la région, est l'objectif premier des troupes américaines débarquées à Utah Beach.
La bataille de Cherbourg doit donner aux alliés un soutien logistique pour le ravitaillement humain et matériel des troupes. Les troupes américaines encerclent la ville le 21 juin. Au terme de furieux combats de rue et d’une âpre résistance du fort du Roule, le général Karl-Wilhelm von Schlieben, l’amiral Walter Hennecke et 37 000 soldats se rendent le 26 juin au général Joseph Lawton Collins. Après un mois de déminage et de réparations par le génie américain et français, le port, complètement rasé par les Allemands et les bombardements, accueille les premiers liberty ships et devient jusqu’à la victoire de 1945, le plus grand port du monde, avec un trafic double de celui de New York. C'était aussi le point d'arrivée de l’essence qui traverse la Manche via l'oléoduc sous-marin PLUTO (Pipe Line Under The Ocean), et le point de départ du Red Ball Express, circuit de transport par camions vers Chartres.
Cherbourg est rendue à la France par les Américains le 14 octobre 1945. Elle est citée à l’ordre de l’armée le 2 juin 1948 et reçoit la croix de guerre avec palme.

### 1945-1990: reconstruction et essor

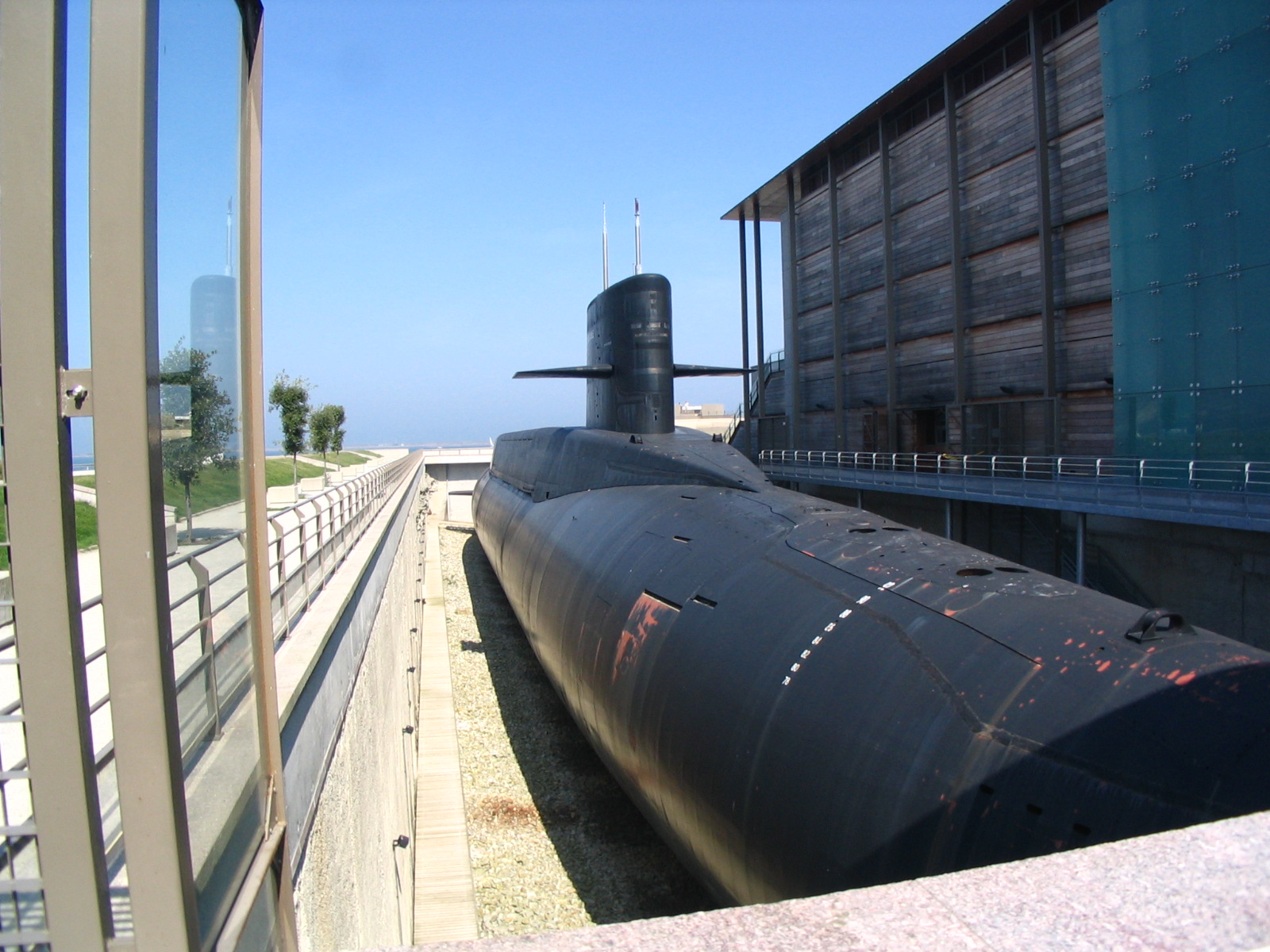
Le Redoutable, symbole de l’économie locale florissante de l’après-guerre, devenu attraction touristique en 2002.

Les destructions se concentrent essentiellement autour du port militaire à Cherbourg, mais ont touché à 60 % Octeville. Grâce à la reconstruction en urgence du port, l'activité économique reprend rapidement. Cherbourg, dirigée par l'ancien ministre SFIO René Schmitt, édifie de nombreux logements sociaux. L'essor des Trente glorieuses entraîne la modernisation de l'économie et la féminisation de l'emploi. Sous l'impulsion du général de Gaulle, Cherbourg devient à partir de 1964 le pôle de construction des sous-marins nucléaires lanceurs d'engins, dont le premier, Le Redoutable, est lancé en 1967. Les CMN de Félix Amiot, spécialisées dans l'armement militaire, deviennent célèbres à Noël 1969 grâce à l’épisode des vedettes de Cherbourg.
Constituée en 1970, la communauté urbaine de Cherbourg regroupe autour de Cherbourg, Octeville, La Glacerie, Tourlaville, Querqueville et Équeurdreville-Hainneville.
À partir de la fin des années 1960, l'industrie nucléaire émerge à travers les chantiers de l’usine de retraitement de la Hague et de la centrale nucléaire de Flamanville qui s'ajoutent aux sous-marins de la DCN. L'union des syndicats, militants de gauche et écologistes autour de la crainte de la « nucléarisation » du Nord-Cotentin, se cristallise en janvier 1979 lors du débarquement par le Pacific Fisher des premiers déchets nucléaires irradiés japonais. En cette veille de la décennie 1980, l'agglomération cherbourgeoise est frappée par plusieurs conflits sociaux violents, en particulier à la fermeture des usines Babcock.

### Fusion et création de Cherbourg-en-Cotentin

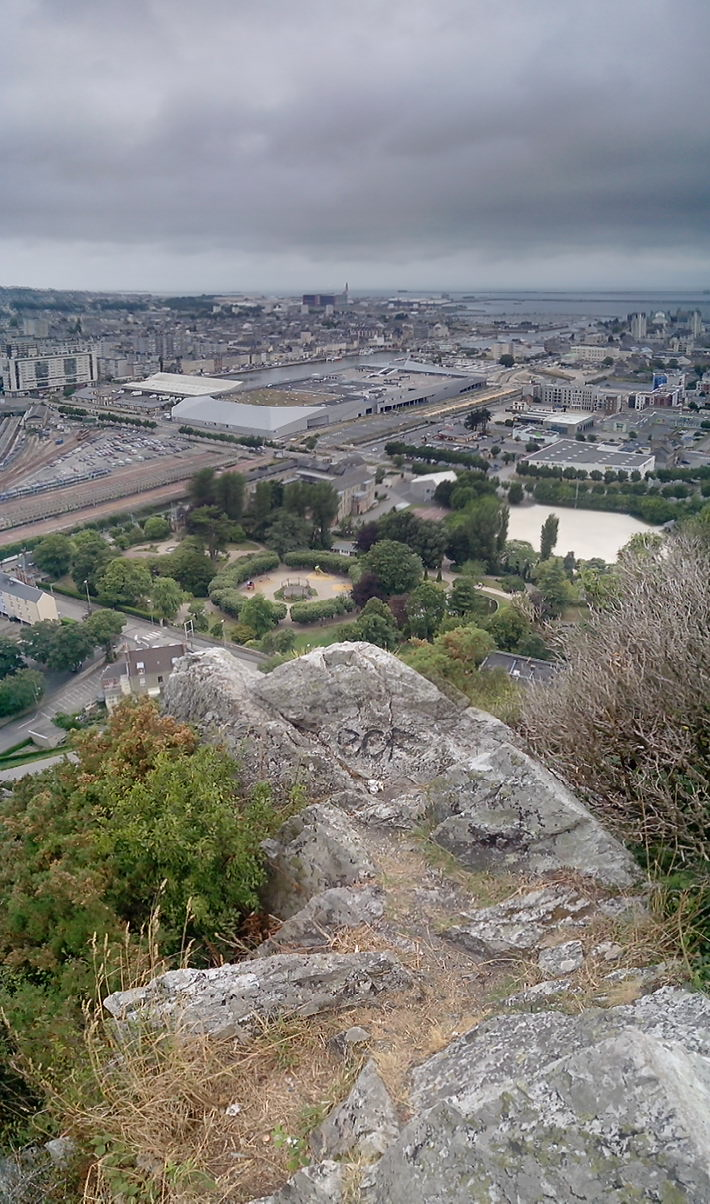
Vue panoramique sur Cherbourg depuis le fort du Roule.

Cette dépendance de plusieurs siècles aux grandes décisions des pouvoirs publics et à l’industrie nucléaire provoque une profonde crise économique dans les années 1990. L’Arsenal réduit drastiquement ses effectifs, la Flottille du Nord (FLONOR) déménage à Brest en 1992, l’hôpital maritime ferme. UIE, Burty, CMN, Socoval et Alcatel accumulent les plans sociaux ou les fermetures. Sous l'égide de la Communauté urbaine, l'agglomération développe son offre universitaire avec l’IUT de Cherbourg-Manche, l'École d'ingénieurs de Cherbourg et une antenne de l’université de Caen qui complète l'INTECHMER et l’école des Beaux-arts.
Les années 2000 débutent par la création d’une nouvelle commune. Cherbourg-Octeville est créée le 1er mars 2000 par la réunion de Cherbourg et Octeville à la suite du référendum local sur le « Grand Cherbourg ». La ville renoue avec son identité touristique et maritime, à travers la Cité de la Mer et l’ouverture au public du Redoutable, l’accueil d'escales de croisières et d’événements nautiques, l’opération de rénovation urbaine « Entre terre et mer » mettant l’accent sur l'attractivité commerciale et touristique de la ville et sur le quartier des bassins, ainsi que l’émergence d’une spécialisation économique dans la plaisance, alors que les activités traditionnelles du port (trafic passagers, fret, pêche) sont en crise.
Le 1er janvier 2016, Cherbourg-Octeville intègre avec quatre autres communes la commune de Cherbourg-en-Cotentin créée sous le régime juridique des communes nouvelles instauré par la loi no 2010-1563 du 16 décembre 2010 de réforme des collectivités territoriales. Les communes de Cherbourg-Octeville, Équeurdreville-Hainneville, La Glacerie, Querqueville et Tourlaville deviennent des communes déléguées et Cherbourg-Octeville est le chef-lieu de la commune nouvelle.

## Population

### Tissu urbain

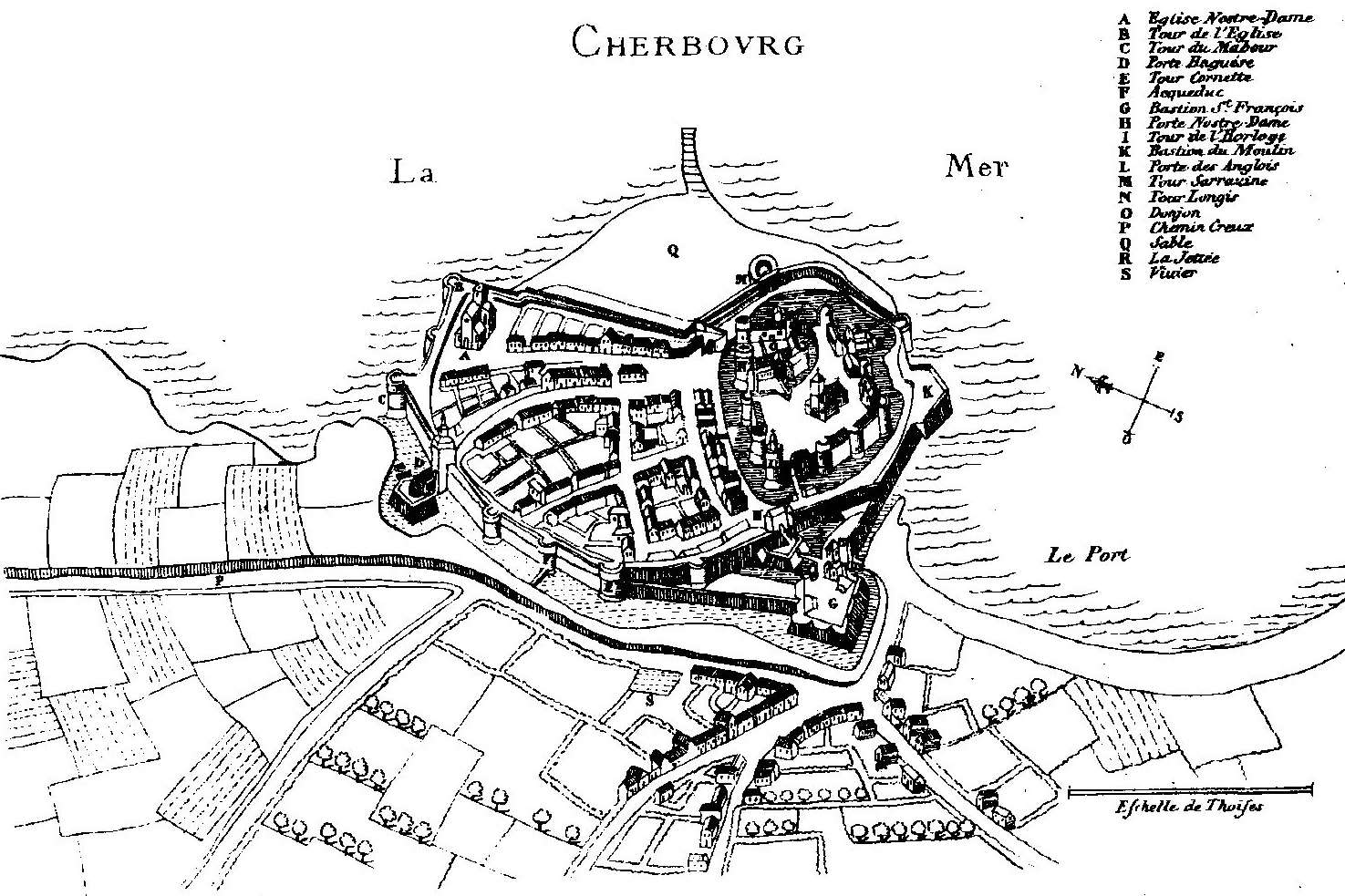
Plan de la forteresse de Cherbourg par Jacques Gomboust, 1657.

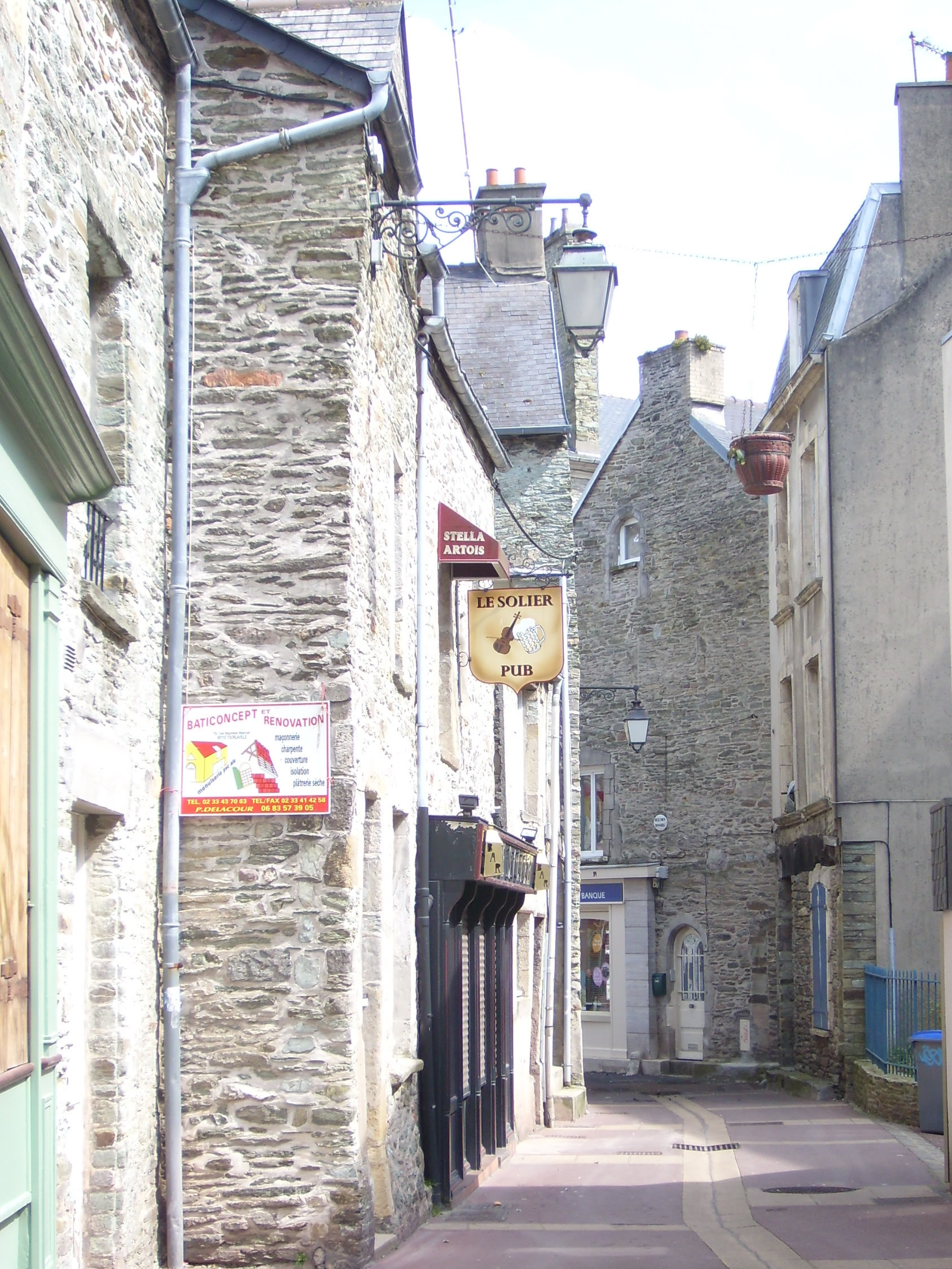
La rue des Fossés, vestige d’une rue du Cherbourg médiéval.

Cherbourg s'est initialement développé sur la rive gauche de l’embouchure de la Divette, autour du château. Les traces de l’ancienne forteresse sont rares dans la ville moderne ; la fortification était située dans l’actuelle zone délimitée par la rue de la Marine, quai de Caligny, rues Foch et Gambetta, rues Albert-Mahieu et François-Lavieille, places de la République et de la Trinité. La cité comptait cinq rues : Grande-Rue, rue de la Trinité (aujourd'hui rue Tour-Carrée), la rue du Nouet (rue au Blé), la rue au Fourdray et rue Onfroy (rue du Commerce), ainsi qu’une dizaine de boëls (venelles). Une partie de ces rues médiévales ont été aménagées en rues piétonnes dans les années 1980. Jusqu’à la destruction des remparts, la rue Grand-rue, appelée rue de-devant-le-château, n'est bâtie que sur son côté ouest (l’est étant bordé par les fossés) avec plusieurs maisons à arcades, appelées soliers. Après le démantèlement des murailles, à l’intérieur desquelles vivaient les trois cinquièmes de la population, la ville s'étale jusqu’à ses frontières naturelles à la fin du XVIIe siècle : la Divette à l’est, et le ruisseau de Chantereine à l’ouest ; au cours du XIXe siècle, elle se prolonge sur les territoires voisins annexés sur Tourlaville et Équeurdreville. Sa croissance rapide à partir de la fin du XVIIIe siècle fait dire à Jean Fleury, en 1839, qu’elle « offre presque partout l’aspect d’une ville nouvelle ; les anciennes rues occupent peu de place, et les autres sont en général larges et bien aérées, les fontaines nombreuses […]. Cherbourg a 10 places, 59 rues, 12 impasses et 5 passages. ».
Endommagée à toutes les époques, reconstruite au coup par coup, la ville ne possède pas d’unité architecturale. Il ne subsiste aucune trace du château. À part quelques fragments d'architectures réemployés ou masqués par des constructions plus tardives, il ne reste rien des constructions civiles d'avant le XIVe siècle. Le passé médiéval de la ville se résume à certaines voies de la ville : le Boêl-Meslin, la rue du Nouet actuelle rue au blé, l'impasse Daguenet (passage Digard) ou la venelle des Gascouins désormais rue Hervieu. Le schiste, extrait des carrières de l’agglomération, est le matériau traditionnel de construction. Très répandu pour la couverture dans le nord-Cotentin, il est aussi utilisé à Cherbourg pour les murs dans la ville, apparent ou le plus souvent recouvert d'un enduit grisâtre ou parfois coloré. Les encadrements sont alors en pierre de Valognes (calcaire), en granit rose de Fermanville, ou en brique, les soubassements en grès armoricain du Roule et de la Fauconnière. L’expansion de la ville à partir du XVIIIe siècle a favorisé la diversité des matériaux. L’usage de la pierre de Caen et de la brique industrielle s'imposent sous le Second Empire, tandis que l’architecture vernaculaire disparaît peu à peu dans ces années au profit d’un style plus homogène et parisien.
Cherbourg et son agglomération se sont urbanisés autour des ports et le long de la côte. Avec la reconstruction de l’après-guerre puis l’essor économique des Trente Glorieuses, la ville connaît une crise du logement due au boum démographique, contre laquelle on construit sur les derniers terrains vagues. En effet, un rapport de 1954 évalue à 1 000 familles les habitants vivant dans des taudis, et réclame 1 500 logements. Sortent alors de terre la cité du Casino en 1957 et la cité Fougère en 1958, puis en 1959 l’ensemble de l’Amont-Quentin, de Charcot-Spanel et la cité Chantereyne pour accueillir les familles des ingénieurs et officiers de l’Arsenal.
Le port Chantereyne et les terre-pleins des Mielles sont gagnés sur la mer, la place Divette et le boulevard Schuman sont créés à l’emplacement des anciens champs de foire. Mais à cette époque, la mutation frappe surtout les villages voisins qui forment, en moins de quarante ans, une agglomération. Ainsi Octeville, à l’habitat dispersé jusqu’au XVIIIe siècle, et urbanisé lors des travaux du port autour d’une rue centrale, voit s'implanter le grand ensemble des Provinces sur les hauteurs de la Fauconnière et triple sa population en vingt ans. Plusieurs cités voient aussi le jour à Tourlaville, La Glacerie, Querquerville et Équeurdreville, modifiant la physionomie d’une banlieue qui se densifie. Cette urbanisation engendrant la dilution des frontières géographiques et sociologiques de l’agglomération s'est traduite par la création en 1970 de la communauté urbaine jusqu’à la fusion de Cherbourg et Octeville en 2000.

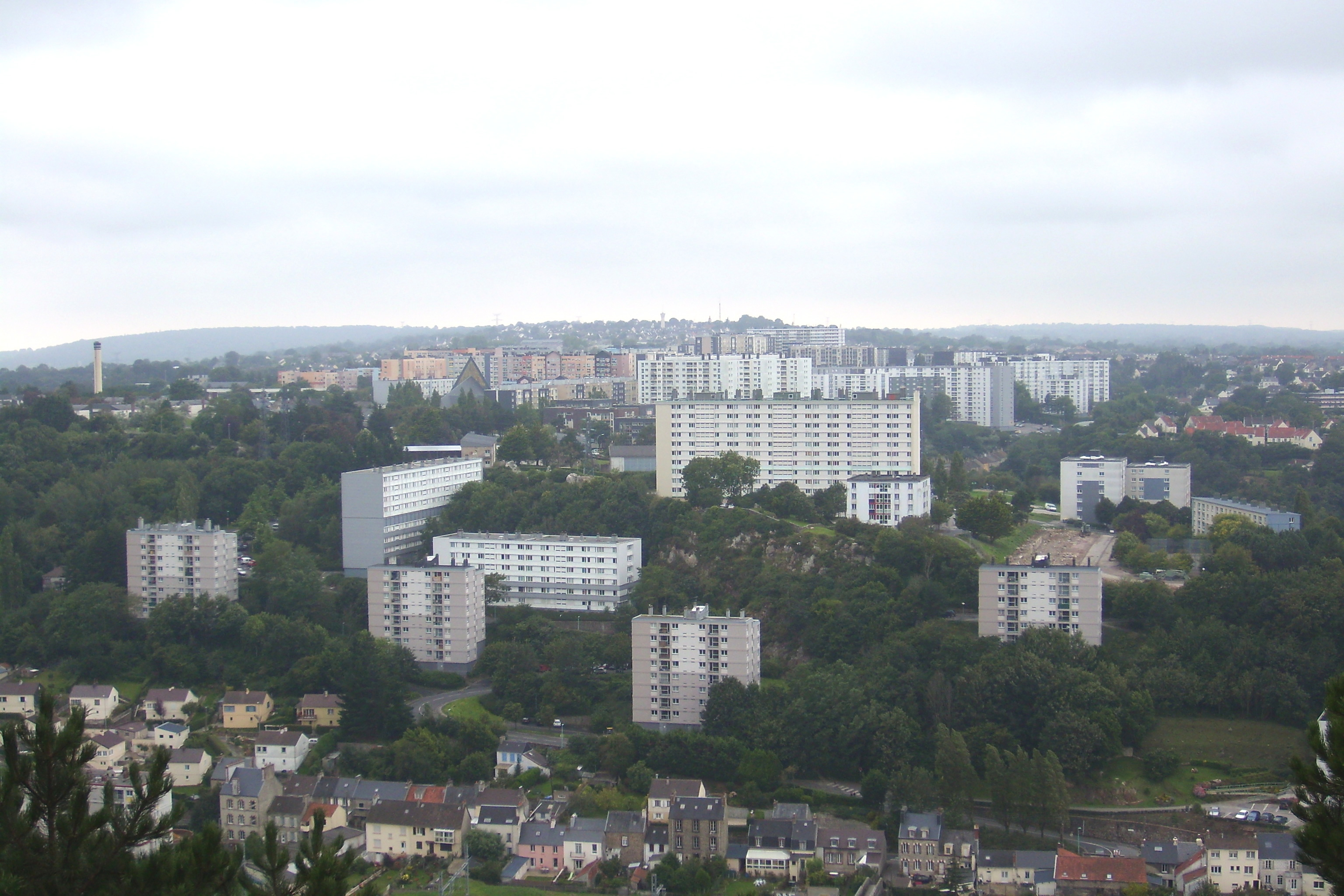
L’Amont Quentin et des Provinces, nés dans les années 1960 et 1970, en rénovation.

À la suite de cette fusion, un plan de renouvellement urbain nommée « Entre terre et mer » a été lancé en 2002, sur les quartiers des Bassins, de l’Amont Quentin et des Provinces, pour homogénéiser le territoire de la ville nouvellement fusionnée. Le quartier des bassins, dégagé par la canalisation de la Divette et le comblement du canal de retenue, est destiné à transformer profondément le paysage commercial de la ville, porté par la construction d'un nouveau centre commercial puis la rénovation du centre-ville. Sur les hauteurs, sept barres HLM sont vouées à la démolition pour améliorer l'habitat social. Sont également prévus un hôtel 3 étoiles et le déménagement du casino. Avenue Carnot, les anciens entrepôts Grouard doivent laisser place à un parking et une place traversante allant du quai de l'Entrepôt à l'hôpital Pasteur, à 180 logements construits par Presqu'île habitat et ADIM (société Vinci) puis 100 supplémentaires dans un second temps.
Les quartiers administratifs sont :
- le centre-ville, cœur historique de Cherbourg, avec l'hypercentre et les quartiers de la Polle et du Vœu datant du XIXe siècle ;
- Le Val-de-Saire, annexé en 1811, au-delà de la Divette et du pont-tournant ;
- Sud-Est, correspondant aux quartiers du Roule et du Maupas, traditionnellement ouvriers ;
- L’Amont Quentin-Provinces, sur les hauteurs de la ville, bâtis à partir des années 1950 (essentiellement des tours et barres HLM) ;
- Octeville-Bourg, de part et d’autre des rues Salengro et Barbusse ;
- Ouest, partie occidentale de l’ancienne commune d’Octeville.

Depuis 1996, Cherbourg-Octeville est couverte par une Zone franche urbaine sur le quartier élargi des Provinces.

### Démographie
La construction de la digue et du port militaire amène un flux important d’ouvriers et de militaires. Cherbourg et Octeville voient leur population quadrupler en un siècle. Cherbourg compte jusqu’à 43 000 habitants au début du XXe siècle. Au cours de ce siècle, Cherbourg perd peu à peu 15 000 habitants, tandis qu’Octeville croît sans discontinuer, avec une explosion dans les années 1960 et 1970, lors de la construction des grands ensembles.
Selon les estimations de l’Insee pour 2010, Cherbourg-Octeville compte 38 433 habitants. L’agglomération affichait 84 814 habitants et l’aire urbaine 117 381 habitants. Première ville de la Manche, et seconde de la Basse-Normandie, elle concentre 7,7 % de la population départementale, soit deux fois plus que la préfecture, Saint-Lô, tandis que l'unité urbaine en représente 17 % et l’aire urbaine 23,5 %.
Le dépeuplement de la ville-centre de l’agglomération a été l’un des sujets principaux de la campagne électorale pour les élections municipales de 2008. Outre la bataille de chiffres sur le nombre d’habitants perdus, les trois candidats, Bernard Cazeneuve (PS), Jean Lemière (UMP) et Hervé Corbin (UMP dissident) témoignent d’un intérêt nouveau pour ce problème. L’urbanisation de la zone Grimesnil/Monturbet, prévue ces prochaines années, devrait logiquement apporter un surcroît de population, sans que personne sache si celui-ci sera suffisant pour stopper l’hémorragie démographique.
| 1793   | 1800   | 1806   | 1821   | 1831   | 1836   | 1841   | 1846   | 1851   |
| ------ | ------ | ------ | ------ | ------ | ------ | ------ | ------ | ------ |
| 10 081 | 11 389 | 14 316 | 15 655 | 18 043 | 19 315 | 23 408 | 26 949 | 28 012 |

| 1856   | 1861   | 1866   | 1872   | 1876   | 1881   | 1886   | 1891   | 1896   |
| ------ | ------ | ------ | ------ | ------ | ------ | ------ | ------ | ------ |
| 38 309 | 41 812 | 37 215 | 35 580 | 37 186 | 35 691 | 37 013 | 38 554 | 40 783 |

| 1901   | 1906   | 1911   | 1921   | 1926   | 1931   | 1936   | 1946   | 1954   |
| ------ | ------ | ------ | ------ | ------ | ------ | ------ | ------ | ------ |
| 42 938 | 43 837 | 43 731 | 38 281 | 38 054 | 37 461 | 39 105 | 40 042 | 38 262 |

| 1962   | 1968   | 1975   | 1982   | 1990   | 1999   | 2006   | 2011   | 2016   |
| ------ | ------ | ------ | ------ | ------ | ------ | ------ | ------ | ------ |
| 37 486 | 38 243 | 32 536 | 28 442 | 27 121 | 25 370 | 40 838 | 37 754 | 36 121 |

| 2019   | - | - | - | - | - | - | - | - |
| ------ | - | - | - | - | - | - | - | - |
| 35 338 | - | - | - | - | - | - | - | - |

(Chiffres de Cherbourg seul jusqu'en 1999, puis de Cherbourg-Octeville après 2000)
Évolution démographique comparée de Cherbourg et d'Octeville avant leur fusion,
| Année     | 1793   | 1800   | 1806   | 1821   | 1831   | 1836   | 1841   | 1846   | 1851   | 1856   | 1861   |
| --------- | ------ | ------ | ------ | ------ | ------ | ------ | ------ | ------ | ------ | ------ | ------ |
| Cherbourg | 10 081 | 11 389 | 14 316 | 15 655 | 18 043 | 19 315 | 23 408 | 26 949 | 28 012 | 38 309 | 41 812 |
| Octeville | 972    | 850    | 1 026  | 1 194  | 1 309  | 1 508  | 1 479  | 1 735  | 1 878  | 2 160  | 2 346  |

| Année     | 1866   | 1872   | 1876   | 1881   | 1886   | 1891   | 1896   | 1901   | 1906   | 1911   | 1921   |
| --------- | ------ | ------ | ------ | ------ | ------ | ------ | ------ | ------ | ------ | ------ | ------ |
| Cherbourg | 37 215 | 35 580 | 37 186 | 35 691 | 37 013 | 38 554 | 40 783 | 42 938 | 43 837 | 43 731 | 38 281 |
| Octeville | 2 275  | 2 268  | 2 350  | 2 482  | 2 895  | 3 028  | 3 352  | 3 752  | 4 077  | 4 193  | 4 017  |

| Année                                                            | 1926   | 1931   | 1936   | 1946   | 1954   | 1962   | 1968   | 1975   | 1982   | 1990   | 1999   |
| ---------------------------------------------------------------- | ------ | ------ | ------ | ------ | ------ | ------ | ------ | ------ | ------ | ------ | ------ |
| Cherbourg                                                        | 38 054 | 37 461 | 39 105 | 40 042 | 38 262 | 37 486 | 38 243 | 32 536 | 28 442 | 27 121 | 25 370 |
| Octeville                                                        | 3 939  | 4 054  | 4 317  | 4 606  | 5 421  | 6 247  | 9 465  | 15 977 | 18 551 | 18 120 | 16 948 |
| Nombre retenu à partir de 1962 : population sans doubles comptes |        |        |        |        |        |        |        |        |        |        |        |

(Jusqu'en 1999 : somme des populations de Cherbourg et d'Octeville ; 2006, 2011 : Cherbourg-Octeville)
| Hommes | Classe d’âge | Femmes |
| ------ | ------------ | ------ |
| 0,5    | Avant 1919   | 1,8    |
| 5,9    | 1919-1933    | 11,7   |
| 11,4   | 1934–1948    | 14,0   |
| 20,4   | 1949-1963    | 19,3   |
| 19,3   | 1964-1978    | 16,6   |
| 24,4   | 1979-1993    | 20,5   |
| 18,1   | 1994-2008    | 16,0   |

Aujourd'hui, les communes limitrophes de l’agglomération (Martinvast, Nouainville, Tonneville, Bretteville…) connaissent une poussée démographique : le cadre de vie, rural et paisible, n'empêche nullement les habitants de profiter des infrastructures de la communauté urbaine. Cette problématique, qui se retrouve dans de nombreuses agglomérations françaises de cette taille, a entraîné la constitution d’un pays du Cotentin, la communauté urbaine souhaitant ainsi faire participer financièrement la communauté de communes riche des Pieux et la commune nouvelle de La Hague, formée le 1er janvier 2017 par la fusion des communes de la Communauté de communes de la Hague.
Depuis la fusion entre Cherbourg et Octeville, en février 2000, les habitants se nomment officiellement Cherbourgeois-Octevillais. Avant celle-ci, les habitants de Cherbourg s'appelaient les Cherbourgeois et ceux d’Octeville étaient les Octevillais. Il est probable qu’avec la fusion, ce dernier disparaisse peu à peu au profit de « Cherbourgeois », comme « Équeurdrevillais » (ou parfois « Équeurdrais ») pour la commune voisine d’Équeurdreville-Hainneville, fusionnée en 1965.

### Logements
Cherbourg et Octeville ont deux profils différents. La première est la ville-centre, à l’habitat varié, l’autre une commune de banlieue, rapidement bâtie à partir des années 1960. Ainsi, en 1999, Cherbourg comptait 13 747 logements dont 86,2 % de résidences principales et 28,4 % de maisons individuelles, tandis qu’à Octeville, 94,6 % des 7 221 logements sont des résidences principales, 39,7 % sont individuels. Les résidences principales cherbourgeoises construites après 1949 représentait 59 % (55 % entre 1949 et 1989), alors que celles d’Octeville sont à 89 % postérieur à 1949 (84,9 % entre 1949-1989). La proportion de constructions neuves de la décennie 1990 est largement plus faible que la moyenne régionale, avec respectivement 3,6 % et 4,9 % des parcs communaux contre 9,5 % dans l'ancienne région Basse-Normandie.

### Parcs et espaces verts
La seconde moitié du XIXe siècle voit se créer de nombreux jardins d’inspiration anglaise. Le premier serait dû à Joseph Cachin qui crée en 1805, quand il est chargé de la construction du port, un jardin privatif et un étang près de la Divette, autour de sa Chaumière chinoise, à la place des actuelles voies de chemin de fer conduisant à la gare. Le climat océanique tempéré favorise la naturalisation des plantes méridionales et exotiques, telles que les palmiers, ramenés par les nombreux marins et explorateurs cherbourgeois. Ensuite, sous la Troisième République, les jardins publics s'ouvrent.
Aujourd'hui, la ville offre plusieurs espaces verts :
- le jardin public (1,7 hectare), avenue de Paris, a été le premier parc à être offert à la population, en 1887. Au pied de la montagne du Roule, il héberge de nombreux animaux (otaries, volières, cervidés, etc.). Lieu de commémoration privilégié par la municipalité, on y voit le monument aux morts inauguré en 1924, l'ancien portail de l’abbaye du Vœu, le buste de Jean-François Millet, et le dernier kiosque à musique de la ville. Deux pavillons d’angles construits en 1889 limitent le jardin sur l’avenue de Paris[101] ;
- le parc Emmanuel-Liais (un hectare) est l’ancien jardin de la maison privée du maire de Cherbourg, dessiné en 1881 et inauguré en 1885. Légué à la ville à sa mort, il est très arboré et dispose d’une tour d’observation, d’un plan d’eau contenant nénuphars et autres plantes aquatiques et de deux serres abritant des plantes rares, dont une collection riche de plantes d’Amérique du Sud ramenées de ses voyages et acclimatées par Liais. Il est labellisé « Jardin remarquable »[102] ;
- le jardin Montebello, ouvert en 1872 dans la rue du même nom, au sein du quartier Napoléon III, a été créé à l’initiative de la Société d’horticulture de Cherbourg, fondée en 1844[99], pour ses membres. Ouvert au public depuis sa création, il accueille bambous, camélias et magnolias, et dispose d’un chalet de briques à poutres apparentes ;
- le parc du château des Ravalet (12 hectares), propriété de Cherbourg-Octeville sur le territoire de Tourlaville, a été aménagé par le vicomte René Clérel de Tocqueville à partir de 1872, avec un jardin anglais et un bois. Le parc et la serre construite entre 1872 et 1875, qui abrite palmiers, bananiers, cactus et lianes, sont ouverts depuis l’acquisition par la ville de Cherbourg en 1935, et sont classés monuments historiques depuis le 4 mars 1996. Plusieurs plans d’eau accueillent des cygnes noirs et les volières abritent des oiseaux rares. Une cascade artificielle a été créée en 1921[101] ;
- le Vallon sauvage déploie haies bocagères, zones humides, vergers et bois au cœur d’Octeville, dans un espace naturel aménagé de 10 hectares[7].

Un jardin privé, le jardin botanique de la Roche Fauconnière, est en outre inscrit à l’inventaire des monuments historiques depuis le 29 décembre 1978. Créé en 1873, il a été embelli au fil des générations par la famille Favier.
La commune possède également des jardins familiaux, gérés par des associations : Vallon Sauvage, Fourches, Roquettes, Saint Sauveur et Redoute, qui remet gratuitement les terrains à ses adhérents.
En 2007, la municipalité a obtenu quatre fleurs au concours des villes et villages fleuris. La politique d’embellissement, qui date de 1995, a abouti à l’obtention d’une première fleur, suivie d’une deuxième en 2000, et d’une troisième en 2002. Elle s'appuie sur les jardins publics, héritiers d’une tradition botanique locale de plus d’un siècle, 10 000 m2 de massifs fleuris et 240 hectares d’espaces verts, sur des événements tels Le Mois des Jardins et Presqu’île en Fleurs, et sur la distribution annuelle de géraniums aux habitants volontaires.

## Économie

### Historique

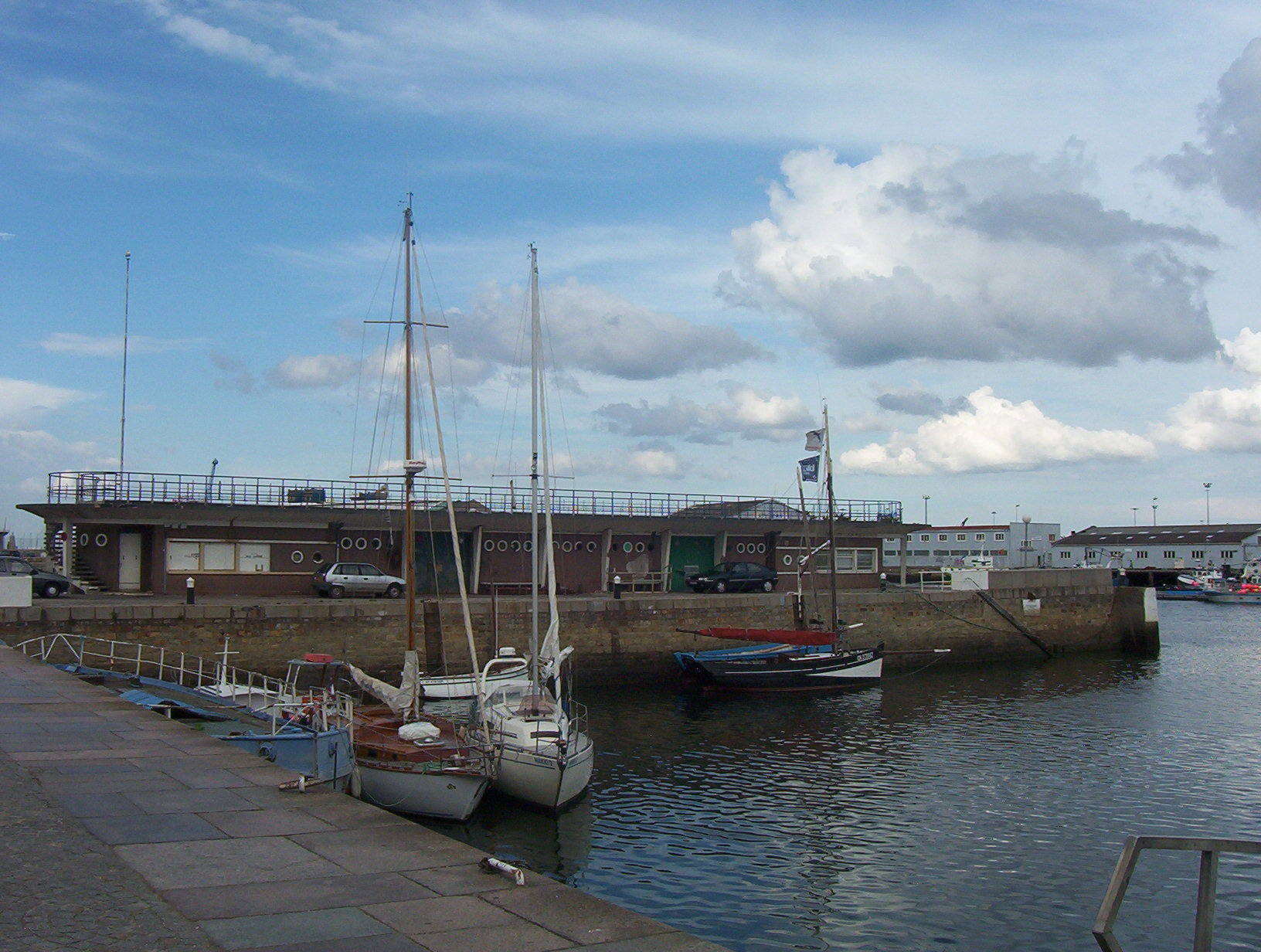
Ancienne criée de Cherbourg, quai de Caligny.

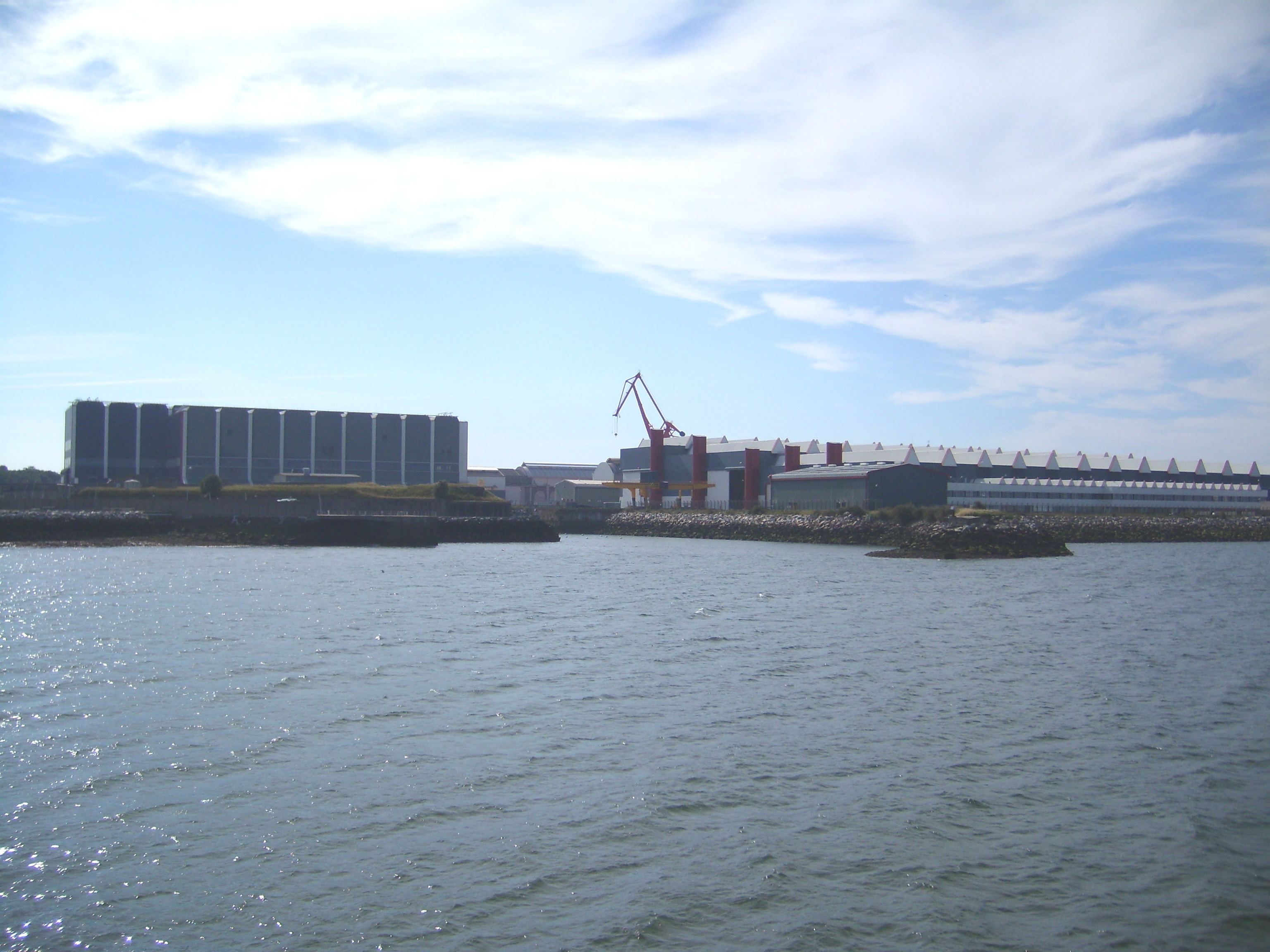
Hangars de l’arsenal, vus depuis Chantereyne.

Sous l’impulsion de Colbert, la corporation des drapiers fonde, le 16 avril 1668, la manufacture de draps qui produit deux milliers de pièces par an. Deux ans plus tôt, Colbert avait favorisé également l’implantation de la manufacture de verre dans la forêt de Tourlaville.
Au XVIIIe siècle, les ressources économiques proviennent principalement du commerce maritime, de la préparation des salaisons et des travaux du port et de la digue, auxquels s’ajoute une industrie textile moribonde. À la veille de la Révolution française, on importe du sel depuis Le Croisic, du grain britannique, du charbon de terre de Littry. Les exportations se font essentiellement vers la Grande-Bretagne (draps et toiles) et les Antilles (bétail et mulets, graisse et beurre salée, salaisons, morue, draps et toile), mais aussi vers Le Havre et La Rochelle pour le bois et le charbon. Des échanges licites ou non se font également avec les îles anglo-normandes (tan, grains, laine). Les armateurs cherbourgeois sont absents de la grande pêche, notamment de celle à la morue sur les bancs de Terre-Neuve, spécialité de Granville. Les 361 ouvriers (1764) et 69 métiers (1778) de la manufacture produisent annuellement (1760) 2 000 draps fins à lisière verte et blanche. Cherbourg compte aussi sept producteurs d’amidon. Ouvert en 1793 à l’emplacement de l’actuel quai Lawton-Collins, l’arsenal déménage en 1803 sur décision de Bonaparte, au sein du projet du port militaire. Construisant des navires à voile, dont le premier, le brick la Colombe, est lancé le 27 septembre 1797, puis à hélices jusqu’à la fin du XIXe siècle, l’Arsenal se spécialise à partir de 1898, dans la construction de sous-marins. Les premiers sont le Morse et le Narval. Depuis, plus de 91 bâtiments y ont été construits.
L’Annuaire de la Manche en 1829 mentionne dans l’agglomération plusieurs ardoisières dont le produit est parfois exporté jusqu’au Havre, deux imprimeries, deux raffineries de soude (propriétés de M. Le Couturier et de MM. Crenier et Cie produisant environ 600 tonnes pour Ostende, Dunkerque, Rouen, Paris, l’Allemagne et la Russie), une raffinerie de sucre (M. Despréaux) dont les 50 tonnes sont vendues dans la Manche, une fabrique de dentelles dirigée par quatre religieuses pour le compte de MM. Le Blod et Lange, et plusieurs tanneurs. Il indique que le commerce du port repose sur l’exportation de mulets à La Réunion et aux Antilles, de salaisons de porcs, d’œufs en Grande-Bretagne, de vins et eaux de vie, et de l’importation de bois scandinave, polonais et russe, de graine de lin, de chanvre. Mais son emploi comme place de guerre handicape l’essor de Cherbourg comme port commercial d’envergure, comparé au Havre. Pour ces échanges, Jean Fleury dénombre dix ans plus tard 225 à 230 navires tant français qu’étrangers, de 30 à 800 tonneaux, montés chacun de 6 à 18 hommes d’équipage. Il ajoute les constructions et armements maritimes ainsi que l’exportation de beurre de la Hague, et il évalue le total des échanges annuels entre quatre ou cinq millions de francs, dont un million pour l’exportation d’œufs vers le Royaume-Uni, et 850 tonnes de salaisons.
Au début du XXe siècle, Cherbourg est avant tout un port militaire. Le port de commerce est modeste, exportant toujours des mulets pour les Antilles et la Réunion et des produits alimentaires locaux vers la Grande-Bretagne (beurre, salaisons, œufs, bestiaux…), mais aussi des produits chimiques à base de soude extraite du varech, du granit des carrières avoisinantes, et important bois et fers du Nord, goudrons, chanvre, et denrées provenant des colonies. À cette époque le port embrasse l’épopée transatlantique. L'industrie cherbourgeoise est alors spécialisée dans la construction navale, ainsi que dans la confection de dentelles et la fabrication de cordage. La fin du XIXe siècle a également vu Cherbourg développer une industrie aéronautique, à travers la société de Félix du Temple, reprise en 1938 par Félix Amiot, autre pionnier de l’aviation pour fonder la Société aéronautique de Normandie. Peu à peu, les ouvriers développent une compétence particulière dans le travail du métal, tant pour les sous-marins de l'arsenal, que pour les avions et navires des chantiers Amiot ou les chaudières Babcock-Wilcox.
En 1916, Nestlé a implanté à Cherbourg sa première usine française.
Les années 1960 voient un renouveau de l’économie locale par la féminisation du travail et la chute de l’emploi agricole au profit d’une diversification des emplois et d’une industrie de pointe. En 1960, sous l’impulsion du maire Jacques Hébert, Hortson s’implante dans le quartier du Maupas. Une centaine de salariés fabriquent des projecteurs et de caméras pour le cinéma, notamment pour l’ORTF et la télévision russe. Rachetée, l’usine se spécialise sous le nom de Thomson-CSF Audiovisuel dans les caméras de surveillance et médicales, puis dans la production de circuits électroniques de terminaux d’ordinateurs pour le compte des CMN et de l’Arsenal. À partir de 1976, elle se consacre à la production de dispositifs électroniques pour faisceaux hertziens, employant 260 ouvriers en 1979 avec pour contrat les radars des Mirage F1de l'Armée de l'Air et des Super-Étendard de la Marine, culminant à 400 employés à la fin des années 1980, après son emménagement en 1987 dans une nouvelle usine modernisée à Tourlaville. Pendant une décennie, l’atelier électronique s'étoffe, se complète d’une chaîne de fabrication de relais mobiles pour la télévision, et d’un atelier de traitement de surface en mécanique. Dans le cadre de la restructuration interne d’Alcatel, le site, qui compte 300 salariés, est vendu en 2002 à Sanmina-SCI qui cesse son activité en mars 2008. La Compagnie industrielle des télécommunications (CIT), fusionnée la décennie suivante à Alcatel, ouvre elle aussi dans les années 1960 une usine d’assemblage de centraux téléphoniques électroniques, à Querqueville. L’unité, visitée en tant que fleuron de l’industrie française par le nouveau président de la République en 1981, est jugée superflue après l’intégration de la branche téléphonie de Thomson à Alcatel en 1984 et subit de lourds licenciements à partir de la fin des années 1980, avant de fermer en 1997 au terme d’un dur conflit social.
Entre les années 1970 et 1990, les deux grands chantiers du Nord-Cotentin, l’usine de retraitement de la Hague et la centrale nucléaire de Flamanville, accentuent le développement industriel d’une cité qui vit alors son âge d’or à travers ce que le journaliste François Simon nomme les « industries de mort », puisqu’environ deux tiers du tissu industriel local sont liés à la défense et au nucléaire.
Cherbourg est aussi le berceau de la famille et de la société Halley, devenue dans les années 1960 Promodès (hypermarchés Continent, supermarchés Champion). En 1999, Promodès fusionne avec Carrefour. Les anciens bâtiments de la maison Halley sont devenus le pôle technique du lycée professionnel Cachin, avenue Aristide-Briand.

### Données économiques
En 1999, la population active de Cherbourg et Octeville était de 18 671 habitants sur une population totale de 42 288 habitants.
Cherbourg-Octeville supporte un taux de chômage élevé (19,6 % en 1999), le double de celui de son bassin d’emploi (9,3 % en 2006, soit une baisse de 1,1 % en un an) qui lui-même possède le taux de chômage le plus élevé des bassins d'emploi du département. Au 31 décembre 2004, on comptait 3 700 demandeurs d'emploi. Dès lors, le revenu moyen annuel par ménage est inférieur à la moyenne nationale (13 730 € pour la ville, contre 15 027 € en France) malgré un salaire mensuel moyen (1 590 € en 2001) le plus élevé des bassins d’emplois du département et supérieur à celui de Caen-Bayeux (1 550 €),.
| Nombre d’emplois (%)                        | Bassin d’emploi | Manche | Basse-Normandie |
| Agriculteurs exploitants                    | 5               | 7,2    | 5,1             |
| Artisans, commerçants et chefs d’entreprise | 6               | 7,2    | 6,9             |
| Cadres et prof. intell. sup.                | 8,1             | 6,5    | 7,8             |
| Professions intermédiaires                  | 25,2            | 19,2   | 19,5            |
| Employés                                    | 29              | 28,8   | 29,2            |
| Ouvriers                                    | 26,7            | 31,1   | 31,5            |

### Activités principales
Cherbourg-Octeville est le siège de la Chambre de commerce et d'industrie de Cherbourg-Cotentin qui gère notamment l’aéroport, les ports de pêche et de commerce de Cherbourg, et, conjointement avec la Chambre de commerce et d'industrie de Centre et Sud-Manche, l'organisme de formation groupe FIM.
- Principaux employeurs au 1er janvier 2001[112]

| Nom                                                    | Activité                               | Effectifs |
| Naval Group                                            | Construction navale                    | 3 190     |
| Centre hospitalier Louis-Pasteur                       | Santé/social                           | 1 411     |
| EDF                                                    | Production d’électricité               | 625       |
| Ville de Cherbourg-Octeville                           | Administration publique                | 606       |
| ACAIS (Association Cherbourg action sanitaire/sociale) | Santé / social                         | 531       |
| CMN                                                    | Construction navale                    | 522       |
| CUC                                                    | Administration publique                | 458       |
| Auchan                                                 | Grande distribution                    | 426       |
| Sanmina (ex-Alcatel)                                   | Production d’équipements électroniques | 364       |
| Euriware                                               | Informatique                           | 291       |
| Lycée A. de Tocqueville                                | Enseignement secondaire                | 275       |
| Centre communal d’action sociale                       | Santé-social                           | 264       |

#### Filière maritime
L'économie cherbourgeoise tire de sa position maritime une grande partie de ses activités. Cherbourg dispose en effet de quatre ports : port militaire, port de pêche, port de commerce (trafic passager et marchandise transmanche) et port de plaisance.
Affaibli depuis les années 1990, le port de commerce voit transiter 110 000 camions en provenance ou en direction de l’Irlande et de Grande-Bretagne. Espéré pendant quinze ans, le projet Fastship de transport de conteneurs depuis Philadelphie (États-Unis) par navires ultrarapides est oublié au profit des autoroutes de la mer dans le cadre de l’Ena (Eurocoast Network Association), avec Cuxhaven (Allemagne), Ostende (Belgique), Rosslare (Irlande) et Ferrol (Espagne), sans plus d'effet pour le moment.
Ces dernières années, le trafic transmanche passagers a décliné, concurrencé par le Caen-Ouistreham et le Pas-de-Calais. Le retrait de la compagnie P&O, qui desservait Poole et Southampton, a laissé à deux compagnies les liaisons transmanche : Brittany Ferries vers Portsmouth et Poole et Irish Ferries vers Rosslare (Irlande). Sur les onze premiers mois de 2007, par rapport à la même période de 2006, le trafic passagers a baissé de 3,84 % à 750 000 unités, tandis que le fret a perdu 4,43 % points avec 87 000 camions débarqués, alors qu'en 1995, le port comptait 1,7 million de passagers et 138 000 camions.
Propriété, comme le port de Caen-Ouistreham, du syndicat mixte Ports normands Associés, associant le conseil régional de Basse-Normandie et les conseils généraux de la Manche et du Calvados, le port commerce est géré par une société commune à la chambre de commerce et Louis Dreyfus Armateurs. L'implantation d'un terminal destiné au trafic de charbon en provenance d'Amérique du Sud et à destination du Royaume-Uni doit mettre fin à l'hémorragie de l'activité du port.
La filière pêche est touchée par la crise qui affecte l’ensemble du secteur, et le port voit sa flottille diminuer.
Cherbourg est le premier port de plaisance français en nombre de visiteurs, soit en 2007, 10 117 bateaux pour 28 713 nuitées en 2007, et des retombées totales évaluées à 4 millions d'euros sur l'agglomération cherbourgeoise.
Tradition de l’industrie locale, la construction navale repose sur les deux piliers que sont la Naval Group Cherbourg pour les sous-marins et les Constructions mécaniques de Normandie (CMN), célèbres pour leurs vedettes rapides. Ce secteur s'est largement restructuré au cours des vingt dernières années. L’arsenal militaire a vu le terme de la construction des sous-marins de type Redoutable et a élargi sa clientèle, jusqu’alors exclusivement la Marine nationale, avant d’être privatisé en 2007. Avec les sous-marins Diesel Agosta, élaborés depuis 1994 pour le Pakistan, et le Scorpène, en collaboration avec les chantiers de Carthagène, vendus à la Malaisie, le Chili et l’Inde, 25 % du chiffre d’affaires de l’établissement est d’origine étrangère. Des partenariats avec le Pakistan et l’Inde sont conclus pour que la construction se fasse à terme chez eux. Les CMN, qui employaient 1 200 personnes au début des années 1980, se sont modernisées et automatisées, et comptent désormais 500 salariés. L’entreprise s'est diversifiée dans les grands yachts de luxe, sans abandonner pour autant le marché militaire, et a signé notamment des contrats avec les Émirats arabes unis et le Qatar grâce à l’homme d’affaires franco-libanais Iskandar Safa, propriétaire depuis 1992.

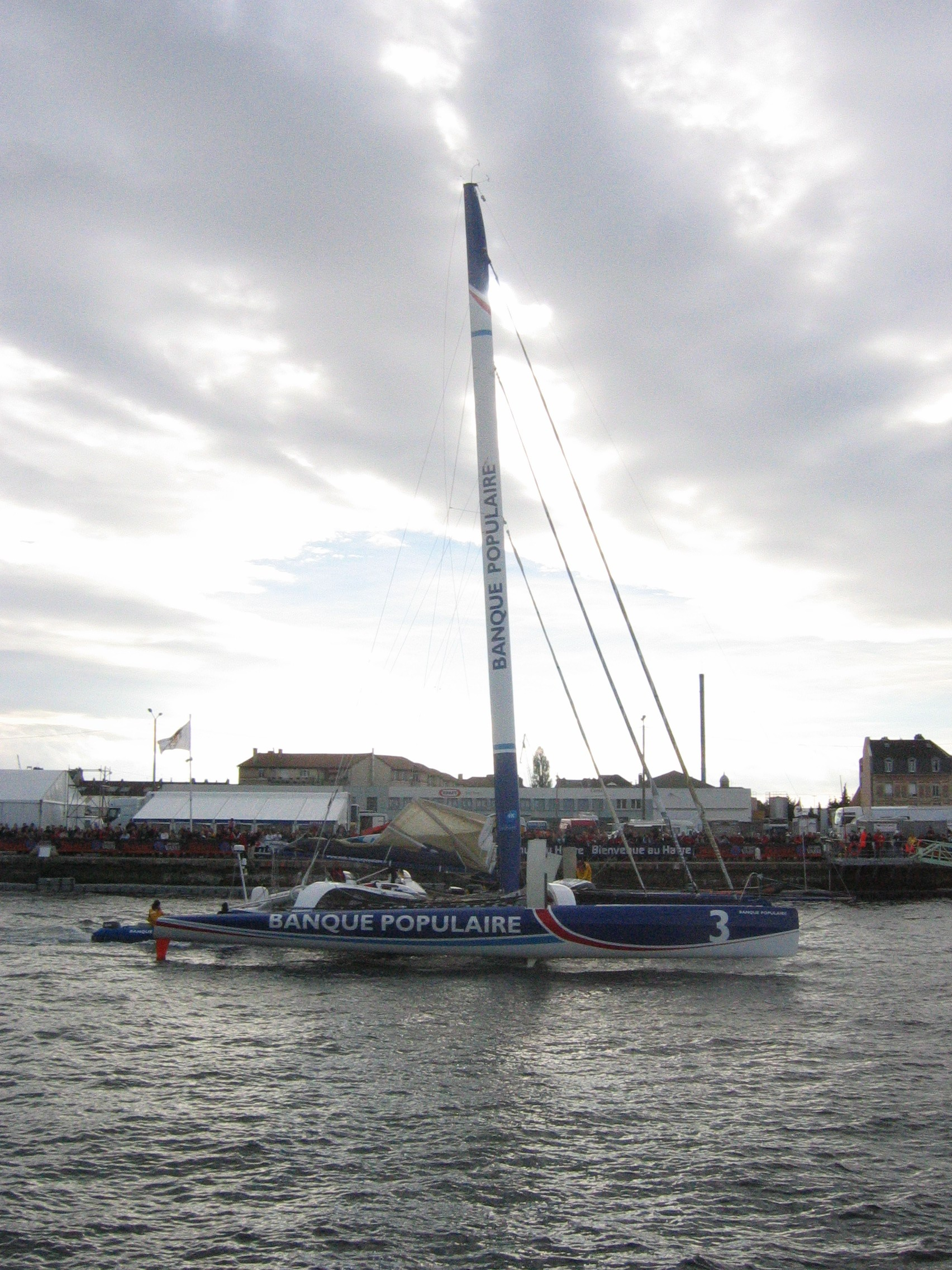
Multicoque Banque populaire, construit par les chantiers JMV Industries.

Alors que ces deux entreprises à vocation militaire ont connu des baisses de charges importantes (le nombre d’emplois à l’arsenal est passé de 6 000, dont 1 000 en sous-traitance en 1988, à 2 600, dont 500 sous-traitants), des sociétés se sont positionnées sur la filière du nautisme. Ainsi, JMV Industries, filiale de CMN de 100 salariés, construit des voiliers de course. Initialement hébergé chez CMN pour construire des coques en aluminium aménagées par James Ébénistes (Saint-Laurent-de-Cuves), Allures Yachting s'est spécialisé dans les voiliers de croisière. Les chantiers Allais, de Dieppe, ont implanté une filiale, ICAN, consacrée aux bateaux civils et de plaisance.
Un maillage de sous-traitants et spécialistes s'est constitué autour de ce pôle, à travers Ameris France (créé en 1994 sous le nom de Cap 50 export, spécialisé dans la recherche et l’approvisionnement de pièces de rechange pour navires et avions militaires), le groupe Efinor (fondé en 1988, spécialisé dans la métallurgie, le démantèlement nucléaire et l’ingénierie), MPH (aide à la maîtrise de projet, 140 employés)… À Saint-Vaast-la-Hougue, Facnor est devenu le spécialiste mondial des enrouleurs de voile.
La Marine nationale emploie près de 3 000 fonctionnaires dans l’agglomération, en particulier dans le cadre de l’administration (préfecture maritime), de la sécurité maritime (douanes, CROSS, Abeille…), du soutien logistique des forces navales françaises et étrangères de passage, et de la formation.

#### Métallurgie
La métallurgie a longtemps représenté une grande source d'emploi dans l'agglomération. Autour de l'arsenal et de ses chaudronniers, se sont constituées à partir des années 1900 plusieurs industries de travail du métal et de mécanique. C'est le cas de l'entreprise doyenne de la ville, Simon frères, fondée en 1856, passée d'atelier de mécanique à fabricant de machines agricoles à vapeur puis agroalimentaires en un demi-siècle. Fabriquant des canons en 1870 et 1939, l'entreprise devient leader mondial pour les barattes et malaxeurs pour beurre industriel. De même, le fabricant de chaudières Babcock s'implante à Cherbourg dans l'entre-deux-guerres et ne ferme ses portes qu'après un long conflit social, en 1979. Plus tard, dans les années 1973, l'UIE débauche à prix d'or les ouvriers de l'arsenal pour la construction des plates-formes pétrolières, mais ferme en 1985.

#### Agro-alimentaire
L'industrie agro-alimentaire, essentielle en Basse-Normandie, n'est pas absente du bassin d’emploi. Une ferme aquacole élève des saumons dans la rade, les abattoirs traitent le bétail d’élevage du Nord-Cotentin, et plusieurs entreprises de transformation existent. Les établissements Simon Frères (50 salariés) proposent depuis plus d’un siècle des équipements pour l’industrie cidricole et laitière.

#### Électronique
Alcatel disposait de deux unités dans les années 1980, l’une à Cherbourg, puis Tourlaville (anciennement Thomson CSF), l’autre à Querqueville (Alcatel CIT). Toutes deux considérées comme fleurons du groupe, spécialisées respectivement dans les faisceaux hertziens et les centraux téléphoniques électroniques. Mais Alcatel décide de fermer, en 1997, l’usine de Querqueville dont Cofidur reprend une partie des activités avec une centaine de salariés. En 2002, elle se déleste également de l’unité de Tourlaville au profit de Sanmina-SCI, qui délocalise sa production six années plus tard. Cofidur reprend l’activité service après-vente d’Alcatel, soit 5 % de l’activité initiale, et quelques dizaines de salariés.

#### Autres industries
Socoval, fabricant de vêtements masculins du groupe italien Cantoni, dernière usine textile du Cotentin, emploie une centaine de salariés, depuis le plan social de 2001, qui s'est traduit par la perte d'une quarantaine de postes.
Les partenaires économiques misent désormais sur la « maîtrise d’ambiance », c'est-à-dire la maîtrise des contaminations des procédés industriels, à travers le technopôle de Cherbourg-Normandie créé en 2001. Fort de l’expérience de travail en milieu à risque nucléaire, il veut transférer ces compétences aux industries agroalimentaires, électroniques et pharmaceutiques. Deux formations ont été conçues à cet effet : un BTS en maintenance nucléaire au lycée Tocqueville et un DESS de maîtrise d’ambiance à l’école d'ingénieurs de Cherbourg.

#### Commerces
La communauté urbaine, principal pôle commercial du Cotentin, dispose de quatre hypermarchés (26 780 m2) — dont un, de l’enseigne Carrefour (260 employés), implanté sur le territoire cherbourgeois, représente le troisième employeur privé de la commune — et de plusieurs grandes surfaces spécialisées. Le commerce emploie près de 1 400 personnes dans le centre-ville, mais la baisse du trafic transmanche a provoqué un gros manque à gagner, accentué par la fragilité économique locale.
Si le centre-ville cherbourgeois est bien le pôle commercial principal de l’agglomération, avec 340 établissements, on constate néanmoins que sa domination est moindre dans la communauté urbaine, que Caen vis-à-vis de son agglomération. En effet, Cherbourg concentre 35 % des activités commerciales et 45 % du commerce de détail de l’agglomération, contre 40 % et 55 % pour le centre caennais, et particulièrement deux tiers des magasins d’équipements de la personne contre 90 % dans la capitale bas-normande. Enseignes d’alimentation, d’équipement de la maison et d’électroménager quittent le centre pour les pôles commerciaux périphériques. Le nombre d’établissements de restauration rapide a doublé entre 1995 et 2005, tandis que les effectifs de la restauration traditionnelle a stagné.

#### Services
Cherbourg-Octeville, plus grosse ville du département, est le principal pôle administratif et de services pour le Cotentin. La santé est un important pourvoyeur d’emplois avec le centre hospitalier Pasteur (470 lits, deuxième établissement bas-normand, fusionné depuis 2006 avec le centre hospitalier de Valognes) et la Polyclinique du Cotentin. Il en va de même pour le secteur éducatif avec quatre lycées publics et quatre privés, un lycée maritime et aquacole, un pôle universitaire et plusieurs écoles d’études supérieures. Les antennes des entreprises publiques y sont également implantées (EDF, 120 agents et la SNCF, 50 agents). L’emploi public représente une part importante avec, en plus de l’hôpital et des établissements scolaires, les effectifs communaux et communautaires.
Des entreprises de services aux entreprises sont également présentes dans l’informatique (Euriware, 85 salariés), la propreté (Onet, 240 salariés, et Sin&Stes, 100 salariés) et la publicité (Adrexo, 50 employés).
Cherbourg-Octeville accueille le siège de la radio publique France Bleu Cotentin, et du quotidien départemental La Presse de la Manche (120 salariés avec son imprimerie SCE), successeur à la Libération de Cherbourg-Éclair, et filiale du Groupe SIPA - Ouest-France) depuis 1990. France 3 Normandie dispose d’une rédaction locale dans la ville ; l’édition cherbourgeoise de l’hebdomadaire La Manche libre couvre l’agglomération, la Hague et le Val de Saire ; la télévision locale 5050 TV y a installé son siège et son principal studio.
Les emplois du secteur de la construction se répartissent entre Faucillion (80 salariés), Eiffage (75) et Colas (60).
Depuis son ouverture, la Cité de la Mer est la locomotive touristique du Nord-Cotentin. Le terminal croisières attire également chaque année des paquebots. Le port de plaisance de 1 500 places est le premier port d’escale français (11 000 par an). La capacité d’accueil de la ville était au 1er janvier 2007 de 15 hôtels et 429 chambres. Le casino, propriété du groupe Cogit est le 109e en France, avec un chiffre d’affaires de 6,7 M€.

## Politique et administration
En 2010, la commune de Cherbourg-Octeville a été récompensée par le label « Ville Internet @@@ » et @@@@ en 2012.

### Divisions administratives
La ville était le bureau centralisateur de deux cantons disparus à la suite des élections départementales de 2015 : les cantons de Cherbourg-Octeville-1 (à l'ouest) et Cherbourg-Octeville-2 (à l'est, comprenant également la commune de La Glacerie). Les conseillers départementaux sont les socialistes Frédéric Bastian, Anna Pic, Karine Duval et Sébastien Fagnen.
L'arrondissement de Cherbourg compte 189 communes et 190 363 habitants.
Depuis 1986, la cinquième circonscription électorale de la Manche, dite de Cherbourg, couvrait les trois cantons de Cherbourg-Octeville, et ceux d'Équeurdreville-Hainneville, de Saint-Pierre-Église et de Tourlaville. Dans le cadre du redécoupage des circonscriptions législatives de 2010, les deux cantons de Beaumont-Hague et Quettehou ont intégré la circonscription de Cherbourg-Octeville, devenue la 4e. Malgré ce redécoupage souvent perçue comme avantageux pour la droite, le député socialiste sortant de la 5e, Bernard Cazeneuve, est réélu au premier tour avec 55 % des suffrages.
Cherbourg-Octeville est également le siège de la préfecture maritime de la Manche et de la mer du Nord, dont l’autorité s'étend de la baie du Mont-Saint-Michel à la frontière belge. Voir l'article liste des préfets maritimes de Cherbourg. Le quartier maritime de Cherbourg est circonscrit aux limites du département (initiales : CH).
Cherbourg-Octeville appartient depuis 1971 à la communauté urbaine de Cherbourg, présidée depuis 2012 par André Rouxel, maire de Tourlaville, à qui la commune délègue les transports urbains, l’aménagement de l’espace et du cadre de vie, l’environnement et les stratégies de développement (enseignement supérieur, recherche, grands projets structurants, Cité de la Mer).
Les codes postaux antérieurs à la fusion de 2000 ont été conservés : 50130 pour les adresses de l’ancien territoire d’Octeville, 50100 pour celles de Cherbourg.

### Tendances politiques et résultats
Cherbourg est historiquement, avec l’arsenal et le port, le principal foyer ouvrier et syndical de la Manche. Toutefois, les travailleurs cherbourgeois ne penchent ni vers les mouvements radicaux ou révolutionnaires, ni vers le syndicalisme jaune, préférant traditionnellement les tendances réformistes. Ces choix se traduisent politiquement par un fort ancrage de centre-gauche, dominé par les radicaux-socialistes et socialistes indépendants, avant que ne s'imposent la SFIO et le Parti socialiste. Depuis la Libération, à l’exception d’une parenthèse gaulliste de 18 ans avec Jacques Hébert à la suite du décès de René Schmitt, la ville de Cherbourg vote en faveur des socialistes. De même, la droite n'a conquis la mairie d’Octeville en 1989, pour un mandat, qu'en raison de la division de la gauche. Depuis le redécoupage de la circonscription de Cherbourg en 1986, couvrant population urbaine de l’agglomération et rurale du canton de Saint-Pierre-Église, l’alternance gauche-droite est la règle à chaque élection législative.
Élections présidentielles, résultats des deuxièmes tours
- élection de 2012[124] (77,28 % de participation) : 60,00 % pour François Hollande (PS, élu), 40,00 % pour Nicolas Sarkozy (UMP).
- élection de 2007[125] (83,27 % de participation) : 52,03 % pour Ségolène Royal (PS), 47,97 % pour Nicolas Sarkozy (UMP, élu).
- élection de 2002[126] (76,82 % de participation) : 86,81 % pour Jacques Chirac (RPR, élu), 13,19 % pour Jean-Marie Le Pen (FN).

Élections législatives, résultats des deuxièmes tours (1er tour, unique pour 2012)
- élections de 2012[127] (54,48 % de participation), candidats ayant rassemblé plus de 5 % des suffrages : 56,57 % pour Bernard Cazeneuve (PS, élu), 39,23 % David Margueritte (UMP), 8,80 % pour Jean-Jacques Noël (FN), 5,55 % pour Ralph Lejamtel (EÉLV).
- élections de 2007[128] (61,28 % de participation) : 60,77 % pour Bernard Cazeneuve (PS, élu), 39,23 % Jean Lemière (UMP).
- élections de 2002[129] (62,49 % de participation) : 50,78 % pour Bernard Cazeneuve (PS), 49,22 % pour Jean Lemière (UMP, élu).

Élections européennes, résultats des deux meilleurs scores ou plus de 15 %
- élections de 2014[130] (41,70 % de participation) : 20,59 % pour Jérôme Lavrilleux (UMP), 20,38 % pour Gilles Pargneaux (PS-PRG), 19,85 % pour Marine Le Pen (FN).
- élections de 2009 (37,63 % de participation) : 24,98 % pour Dominique Riquet (UMP), 22,51 % pour Gilles Pargneaux (PS), 14,2 % pour Hélène Flautre (Europe Écologie).
- élections de 2004[131] (40,81 % de participation) : 37,75 % pour Henri Weber (PS), 16,74 % pour Tokia Saïfi (UMP).
- élections de 1999[132] (45,52 % de participation) : à Cherbourg, 25,12 % pour François Hollande (PS), 13,98 % pour Charles Pasqua (RPF), 12,54 % pour Nicolas Sarkozy, 45,09 % de participation ; à Octeville 29,79 % pour François Hollande (PS), 11,55 % pour Charles Pasqua (RPF), 8,08 % pour Nicolas Sarkozy.

Élections régionales
- élections de 2004[133] (61,90 % de participation) : 58,27 % pour Philippe Duron (PS), 31,06 % pour René Garrec (UMP), 10,67 % pour Fernand Le Rachinel (Front national).
- élections de 1998[134] (53,71 % de participation) : à Cherbourg 42,06 % pour Jean-Pierre Godefroy (PS), 18,13 % pour Pierre Aguiton (UDF), 51,08 % de participation ; à Octeville 44,33 % pour Jean-Pierre Godefroy (PS), 15,50 % pour Pierre Aguiton (UDF).

Élections cantonales
- élections de 2008 : canton de Cherbourg-Octeville-Sud-Ouest 54,43 % pour Michel Lerenard (PS), 15,37 % pour Alain Estève (DVD), 53,22 % de participation[135] ; canton de Cherbourg-Octeville-Nord-Ouest 63,03 % pour Jean-Michel Houllegatte (PS), 36,97 % pour Jean Lemière, 39,32 % de participation[136]
- élections de 2004[137] : canton de Cherbourg-Octeville-Sud-Est, 65,69 % pour Michel Louiset (PS), 34,31 % pour M Hery, 59,04 % de participation.
- élections de 2001[138] : canton Cherbourg-Nord-ouest (2e tour), 56,15 % pour Jean Lemière, 43,85 % pour Jean-Michel Houllegatte, 52,35 % de participation ; canton Cherbourg-Octeville Sud-ouest (1er tour), 53,12 % pour Michel Lerenard, 25,29 % pour Guillemeau, 52,28 % de participation.
- élections de 1998[139] : canton Cherbourg Sud-est 65,76 % pour Michel Louiset, 34,24 % pour Ponthou, 41,5 % de participation.

Élections municipales
- élections de 2014[140] : 39,19 % pour Jean-Michel Houllegatte (PS), 34,06 % pour David Margueritte (UMP), 15,56 % pour Jean Levallois (divers droite), 11,17 % pour Ralph Lejamtel (Front de gauche), 52,28 % de participation.
- élections de 2008[141] : 66,82 % pour Bernard Cazeneuve (PS), 19,64 % pour Jean Lemière (UMP), 13,55 % pour Hervé Corbin (UMP dissident), 55,48 % de participation.
- élections de 2001[142] : 55,09 % pour Bernard Cazeneuve, 23,98 % pour Jean Lemière, 55,57 % de participation.

Référendums
- Référendum de 2005 relatif au traité établissant une Constitution pour l’Europe[143] : 43,39 % pour le oui, 56,61 % pour le non, 68,95 % de participation.
- Référendum local sur le Grand Cherbourg[96] : Cherbourg 83,72 % pour le oui ; Octeville 55,88 % pour le oui

### Liste des maires
Lors de la fusion des conseils municipaux de Cherbourg et d'Octeville le 1er mars 2000, Jean-Pierre Godefroy (PS), maire de Cherbourg, prend la tête de la nouvelle administration, et Bernard Cazeneuve (PS), maire d'Octeville, devient le premier adjoint. Bernard Cazeneuve est élu maire de Cherbourg-Octeville aux municipales de 2001, et réélu en mars 2008 avec 66,82 % des voix. Nommé ministre délégué aux Affaires européennes en mai 2012, il cède sa place à Jean-Michel Houllegatte le mois suivant. Ce dernier est réélu à la suite de la victoire de sa liste avec 51.81 % au deuxième tour des élections de mars 2014.
| Période   | Période       | Identité                | Étiquette | Qualité                                      |
| --------- | ------------- | ----------------------- | --------- | -------------------------------------------- |
| mars 2000 | mars 2001     | Jean-Pierre Godefroy    | PS        | Technicien Sénateur de la Manche (2001-2017) |
| mars 2001 | 23 juin 2012  | Bernard Cazeneuve       | PS        | Juriste                                      |
| juin 2012 | décembre 2015 | Jean-Michel Houllegatte | PS        | Fonctionnaire territorial                    |

| Période       | Période       | Identité                | Étiquette | Qualité                                                     |
| ------------- | ------------- | ----------------------- | --------- | ----------------------------------------------------------- |
| janvier 2016  | octobre 2017  | Jean-Michel Houllegatte | PS        | Fonctionnaire territorial Sénateur de la Manche (2017-2023) |
| octobre 2017  | novembre 2023 | Sébastien Fagnen        | PS        | Attaché parlementaire Sénateur de la Manche (depuis 2023)   |
| novembre 2023 | En cours      | Catherine Gentile       | PS        | Professeure de Lettres retraitée                            |

### Administration municipale
Le conseil municipal était composé de trente-neuf membres dont le maire et onze adjoints. Trente conseillers représentent une majorité de gauche, neuf représentent l'opposition. Ces conseillers intègrent au complet le conseil municipal de Cherbourg-en-Cotentin le 1er janvier 2016 jusqu'en 2020 et Jean-Michel Houllegatte devient maire délégué.

### Budget
Le budget primitif principal s'élevait pour 2007 à 73 994 364 €, répartis entre la section fonctionnement (54 126 712 €) et la section investissement (19 867 652 €). Les charges de personnel dépassent la moitié (60 %) des dépenses de fonctionnement. La quasi-totalité des ressources est alimentée par les dotations (49 %) et la fiscalité (44 %). Sur les sept budgets du mandat municipal (2001-2007), ce budget a globalement augmenté de 22 % (43 % pour les investissements, 15 % pour le fonctionnement).
Le budget d’investissement est inclus dans le programme pluriannuel « Unir la Ville » (2003-2007), présenté en décembre 2002 par Bernard Cazeneuve ; il vise une transformation de la ville nouvellement fusionnée à travers le réaménagement de la piscine et du port Chantereyne, l’aménagement de la zone des bassins et le comblement du canal de retenue, la construction de l’école de voile… Il est principalement financé par l’emprunt, accentuant l’endettement de la ville (les charges ayant été multipliées par deux tiers entre 2002 et 2007), inférieur à la moyenne par habitant de la strate.

### Jumelages
Cherbourg-Octeville est jumelée avec :
- Poole (Royaume-Uni) depuis 1977 ;
- Bremerhaven (Allemagne) ;
- Deva (Roumanie).

Cherbourg-Octeville entretient des coopérations décentralisées avec :
- Sarh (Tchad) depuis 2001 ;
- Coubalan (Sénégal) depuis 1995.

Jumelages en projet[Quand ?] :
- Somone (Sénégal) ;
- Hann (Sénégal), quartier de Dakar ;
- Kelaat-M'Gouna (Maroc).

### Justice

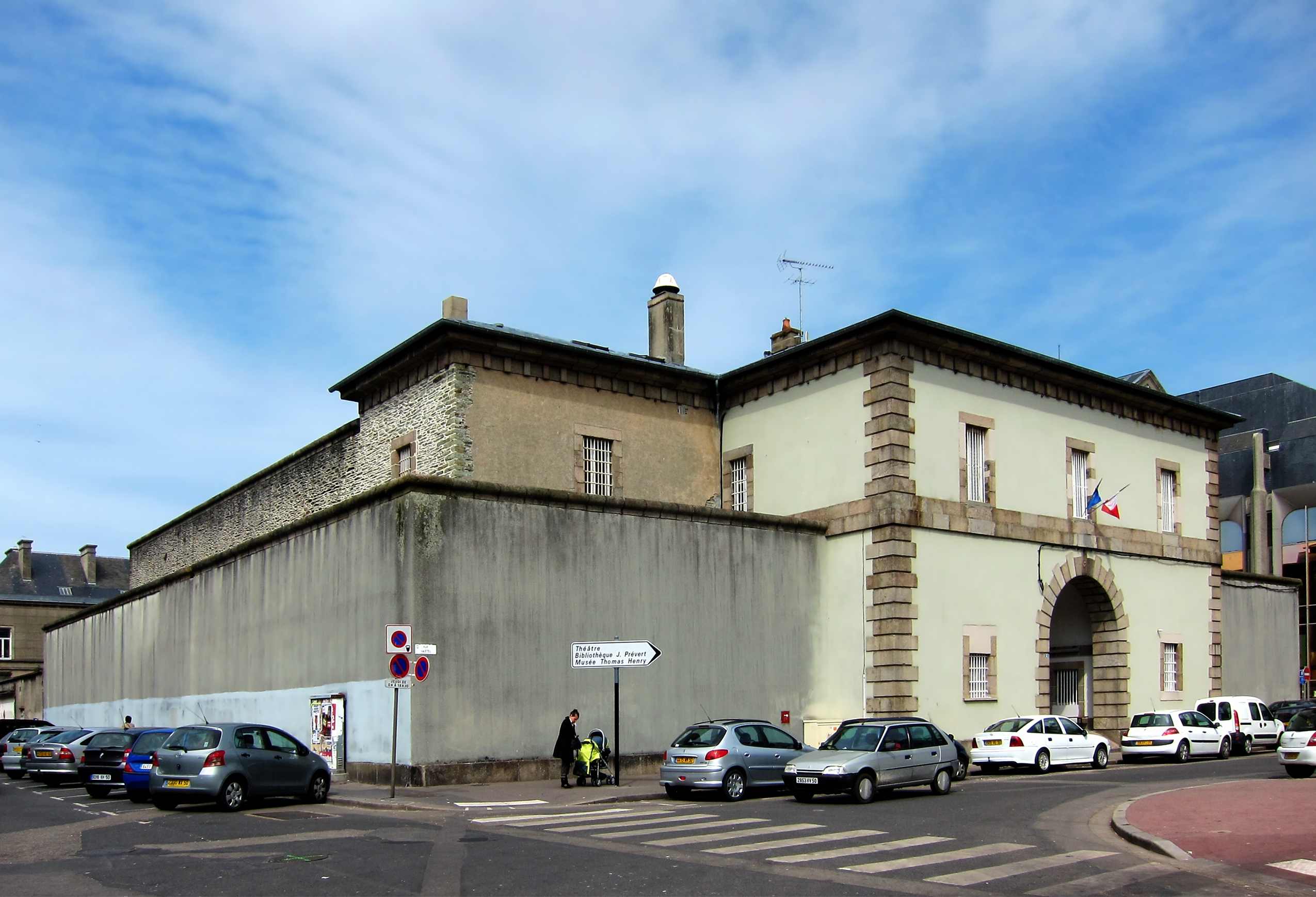
La maison d'arrêt de Cherbourg.

Louis XVI supprime la vicomté de Cherbourg par édit en novembre 1771, et transfère les droits de justice au bailliage de Valognes. En 1785, une subdélégation est créée, toutefois plus restreinte que la vicomté, couvrant essentiellement la Hague, jusqu’à Héauville et Helleville inclus, ainsi que Tourlaville, Bretteville, Digosville et Martinvast, et toujours sous la dépendance de la circonscription de Valognes.
Cherbourg devient chef-lieu de district en janvier 1790, siège d’une justice de paix et d’un tribunal civil et criminel. Sous le Directoire, ils sont remplacés par un tribunal de simple police, réuni à la justice de paix, et par un tribunal de police correctionnelle. Le tribunal correctionnel ferme après que la loi du 17 février 1800 eut fait de Cherbourg un chef-lieu de canton de l’arrondissement de Valognes. Après sa venue dans la ville, Napoléon Ier instaure un tribunal de première instance par le décret du 19 juillet 1811.
La ville est aujourd'hui l’un des trois pôles judiciaires principaux de la Manche, avec Coutances et Avranches. Elle accueille un tribunal de grande instance (arrondissement de Cherbourg), un tribunal d'instance (cantons de Beaumont-Hague, Cherbourg-Octeville-Nord-Ouest, Cherbourg-Octeville-Sud-Est, Équeurdreville-Hainneville, Cherbourg-Octeville-Sud-Ouest, Les Pieux, Saint-Pierre-Église et Tourlaville), un Conseil de prud'hommes et un tribunal de commerce. Une maison d'arrêt est située en centre-ville, derrière les bâtiments du tribunal. À la suite de la réforme de la Justice présentée en 2007 par Rachida Dati, les compétences du tribunal de Valognes seront intégrées à celles de Cherbourg.

## Vie locale

### Enseignement

L'École d’ingénieurs de Cherbourg, sur le Pôle universitaire.

Deux ZEP ont été définies, l’une sur le territoire cherbourgeois, le quartier de Maupas, l’autre à cheval sur Cherbourg et Octeville, le quartier prioritaire des Provinces.
Cherbourg-Octeville dispose de six lycées :
- l’ancien collège, devenu lycée en 1886, est connu depuis sous le nom de lycée Victor-Grignard (830 élèves : filière générale et STG, ainsi que des classes préparatoires scientifiques) ;
- le lycée Jean-François-Millet (1 210 élèves : filière générale, prépa santé, Classes préparatoires littéraires) ;
- le lycée Alexis-de-Tocqueville (1 480 élèves : filière générale, technique, professionnelle et enseignement supérieur -BTS-) ;
- le lycée professionnel privé Ingénieur-Cachin (320 élèves) ;
- le lycée privé Thomas-Hélye, regroupant le lycée privé Sainte-Chantal et le lycée technologique La Bucaille (1 005 élèves, filières générale et technique) ;
- le lycée maritime et aquacole (capacité 168 lycéens depuis la création des baccalauréats professionnels maritimes en 3 ans / centre de formation professionnel maritime continue). Devenu le 28 juin 2013, lycée professionnel maritime et aquacole (LPMA) Daniel Rigolet.

Le pôle universitaire, installé sur les hauteurs d’Octeville, concentre l’école d'ingénieurs de Cherbourg, l’IUT Cherbourg-Manche (qui accueille environ 1 000 étudiants en formation continue ou initiale à travers quatre départements DUT, quatre licences pro, un DU, un DECF et un DAEU), ainsi que deux antennes de l’université de Caen (UFR de sciences et UFR des langues vivantes étrangères). L’hôpital Pasteur abrite l’institut de formation en soins infirmiers de Cherbourg-Octeville. Un des 4 Campus FIM CCI Formation Normandie, service de formation de CCI Ouest Normandie gère l’école du commerce et de la distribution(formations Bac+2 et Bachelor Bac+3 spécialisé dans la distribution et l'entrepreneuriat) des formations du Bac au Master en Gestion Finance et Organisation, mais aussi des formations en industrie et Tourisme Hôtellerie Restauration du CAP au Bac+2.FIM Campus Cherbourg est aussi un CFA-Centre de Formation d'Apprentis.
L'Institut des métiers du cinéma de Normandie s'est installé, à la suite de l’École internationale de création audiovisuelle et de réalisation (EICAR) sur le site de l’ancien hôpital maritime ; il est complété par le centre de formation d’apprentis du Spectacle vivant et de l’audiovisuel, tandis que l’École supérieure des Beaux-Arts (Esbaco), fondée en 1912 par le professeur de dessin Henri Buffet et le professeur de modelage Félix Delteil, se situe dans l’ancien couvent des Petites sœurs des pauvres (zone des bassins) depuis 1976.
Cherbourg-Octeville accueille l'école des applications militaires de l'énergie atomique (EAMEA, 351 élèves) et l'institut national des sciences et techniques nucléaires — vestiges de l'importance de l'armée dans la ville — tandis que l'école des fourriers (entre 600 et 700 élèves) est implantée à Querqueville.
L'agglomération accueille également l'institut national des sciences et techniques de la mer (Intechmer), à Tourlaville.

### Sports
La première course de trot organisée en Normandie s'est déroulée à Cherbourg en septembre 1836 sur la plage (disparue) le long du boulevard maritime, à l’initiative de l’officier de haras Éphrem Houël. Les courses s'installent en 1931 sur l’hippodrome de la Lande Saint-Gabriel, œuvre de René Levavasseur, à Tourlaville et à l’hippodrome de La Glacerie à partir de 1990.
En football, l'Association sportive de Cherbourg Football, après plusieurs décennies au niveau national, évolue, à la suite de mauvais résultats sportifs et de problèmes financiers, depuis 2016 en Division supérieure régionale équivalent à la 7e division, et reçoit au stade Maurice-Postaire. Le club présente également une deuxième équipe senior masculine et une féminine en ligue de Basse-Normandie et une troisième masculine et une féminine à huit en divisions de district.
Deux autres clubs présentent des équipes en divisions de district :
- le Patronage laïque d'Octeville (trois équipes) ;
- le Gazélec Football Club (deux équipes).

L'Association sportive Amont-Quentin, qui présentait jusqu'en juin 2013 deux équipes en district, a dû cesser ses activités. L'Octeville Hague Sport qui faisait évoluer deux équipes en 2013-2014 n'a pu présenter aucune équipe pour la saison 2014-2015. L'Association sportive de l'Arsenal maritime de Cherbourg qui présentait deux équipes en district en 2015-2016 n'est plus actif en 2016-20170.
- Cyclisme : Cherbourg a été seize fois ville-étape comme arrivée du Tour de France : 1911 à 1914 (quatre années consécutives), de 1919 à 1929 (onze années consécutives), et enfin en 1986. Cherbourg a été ville départ en 1994. La deuxième étape du Tour de France 2016 se terminera à Cherbourg[167].
- Voile : Cherbourg accueille régulièrement les étapes de compétitions de voile comme la Solitaire du Figaro, la Course de l'Europe, le Challenge Mondial Assistance, le Tour de France à la voile, la Tall Ships' Race.
- Tennis : le Challenger La Manche est un tournoi professionnel (50 000 dollars + hébergement) depuis 1994.
- Hockey sur glace : NC'HOP (Nord Cotentin HOckey Plus). L’équipe a succédé au CHOC, qui évoluait en division 1 jusqu’à son dépôt de bilan en 1996. Le NC'HOP a quitté lui aussi la compétition en 2010.
- Basket : l'équipe masculine de l'AS Cherbourg évolue en nationale 2 et l'équipe féminine en prénational.
- Handball : la Jeunesse sportive de Cherbourg fait évoluer une équipe masculine en Pro D2 et une équipe féminine en Nationale 3 (entente avec Tourlaville). Le club a aussi mis en place une formation structurée pour les jeunes autour d'un partenariat avec les collèges de la ville à partir de la saison 2009/2010.

### Santé
Cherbourg-Octeville dispose de deux établissements hospitaliers :

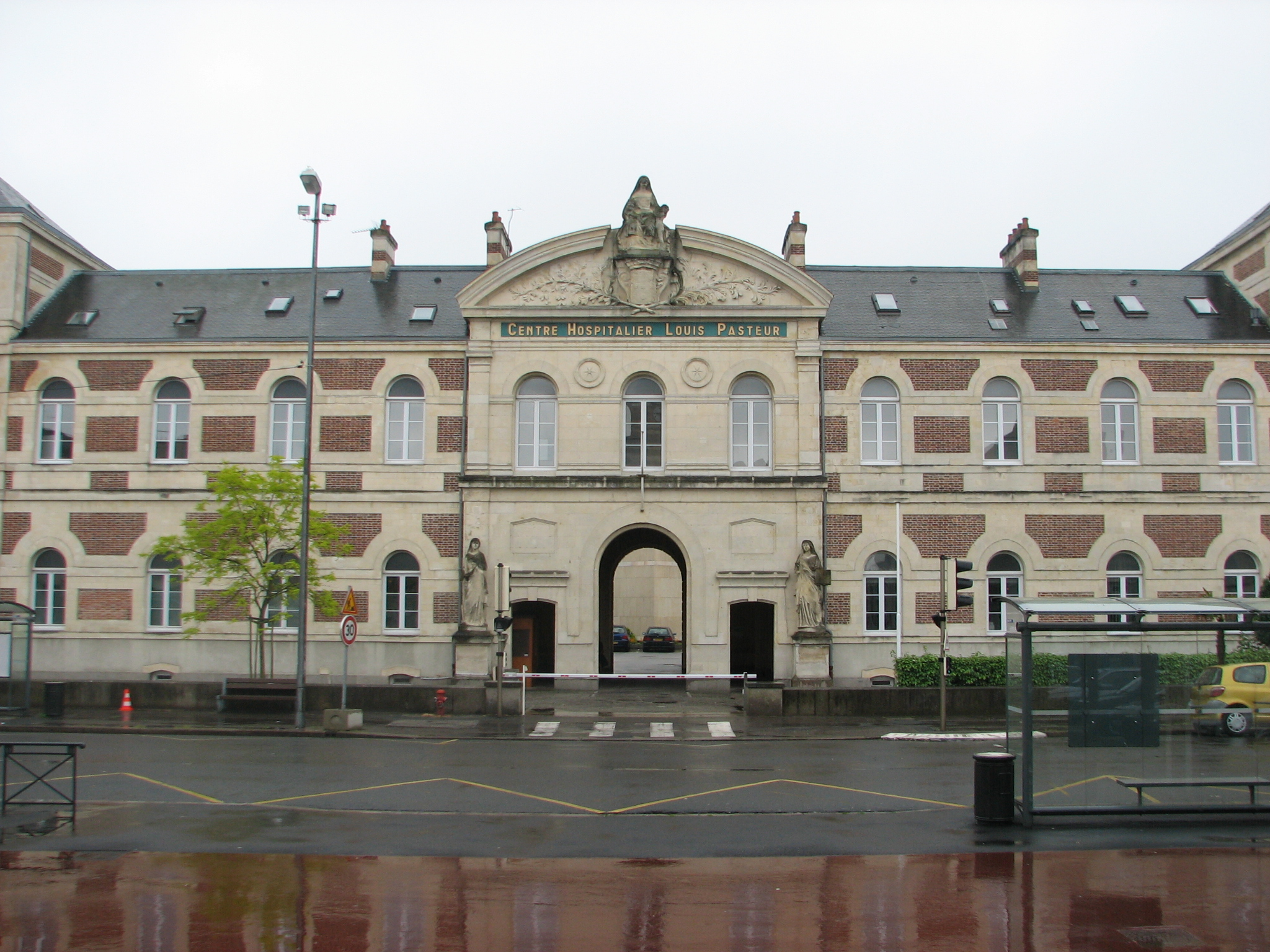
Façade principale du centre hospitalier Pasteur.

- le centre hospitalier Pasteur, public, deuxième établissement bas-normand avec 711 lits et places[168]. Avec un projet médical commun depuis 2001 et une direction commune depuis 2003, le centre Pasteur et le centre hospitalier de Valognes ont fusionné en 2006 au sein du Centre hospitalier public du Cotentin (2 000 agents, plus de 1 000 lits, et un budget 2005 de 133 millions d’euros[169]) ;
- la Polyclinique du Cotentin, à la limite entre Octeville et Équeurdreville-Hainneville (102 lits).

Sur le territoire d’Octeville sont implantés la résidence médicalisée pour personnes âgées du Gros Hêtre (antenne du centre hospitalier public du Cotentin), et, depuis 1999, le centre de santé communautaire Jean-Brüder.
En 1859, à la suite de la visite impériale, l’État avait décidé la construction d’un hôpital maritime d’un millier de lits pour accueillir les troupes en garnison. Inauguré le 15 février 1869, il fut rebaptisé René-Le-Bas, du nom du premier médecin rallié aux Forces navales libres et mort en 1942 à bord du sous-marin Surcouf. Il a été fermé en 2002 et réhabilité en campus universitaire.

### Médias

#### Presse locale
- La Manche Libre et La Presse de la Manche sont les quotidiens locaux diffusés sur Cherbourg-Octeville.

#### Radios locales
- 88.3 Virgin Radio Normandie : antenne locale de Virgin Radio réalisée depuis Caen[170].
- 93.4 Tendance Ouest : radio régionale commerciale de la Normandie. Ses studios principaux sont à Saint-Lô mais un bureau de Tendance Ouest existe à Cherbourg, dans les locaux de La Manche libre[171].
- 95.0 France Bleu Cotentin : radio locale publique du département. Ses studios sont sur l'impasse Piedagnel.
- 96.6 Hag'FM : radio associative émettant depuis Beaumont-Hague. Avant 2008, c'était une webradio[172].
- 99.3 NRJ Cherbourg : antenne locale d'NRJ à Cherbourg. Elle émet aussi à Saint-Lô sur 102.9 FM[173].
- 101.1 Sea FM : radio locale commerciale basée à Coutances[174].
- 101.5 RCF Calvados-Manche : radio locale chrétienne de ces 2 départements[175].

#### Télévision
France 3 Basse-Normandie émet sur la ville. Un bureau décentralisé prend place à Cherbourg.
Deux sites de diffusion TNT sont recevables sur l'agglomération : le site le hameau Giot à Digosville, qui couvre aussi une bonne partie de la Manche en plus de Cherbourg-Octeville, et le site Cherbourg-Octeville - Agglomération qui dispose de deux émetteurs : l'un sur le château d'eau de la ZUP d'Octeville (il émet le mutliplex R1 et appartient à l'opérateur TDF), l'autre sur l'Immeuble Bélier au 12 rue de Brie (il émet les 5 autres multiplexes et appartient à l'opérateur Towercast).

### Cultes

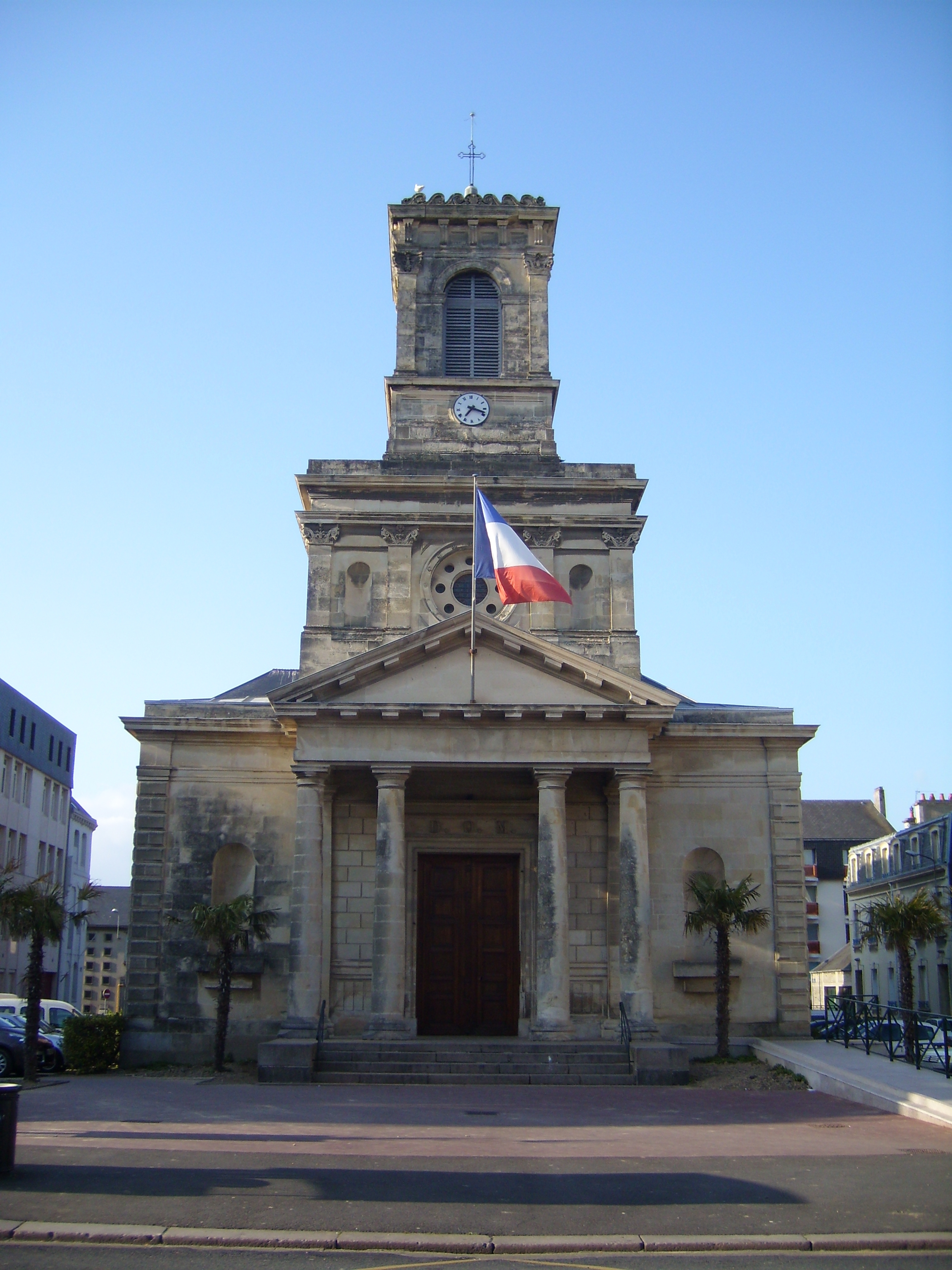
Église Saint-Clément

Rattaché au diocèse de Coutances-Avranches, le doyenné de Cherbourg couvrait jusqu'au 1er septembre 2009, le territoire de la communauté urbaine ainsi que les communes limitrophes Tonneville, Urville-Nacqueville, et celles des communautés de communes de la Saire et de Douve et Divette. À cette date, il est fusionné au doyenné de la Hague, pour devenir le doyenné de Cherbourg-Hague, ajoutant dès lors les paroisses couvrant la commune nouvelle de la Hague et la communauté de communes des Pieux. La paroisse Jean-XXIII unit Cherbourg et La Glacerie, avec les églises cherbourgeoises de la Trinité (longtemps seule église paroissiale), de Notre-Dame-du-Roule, de Notre-Dame-du-Vœu, Saint-Jean-des-Carrières et Saint-Clément. La paroisse Saint-Sauveur d’Octeville, qui couvre également Nouainville dispose de trois lieux sur la commune : Saint-Martin, l’historique, Saint-Pierre-Saint-Paul, aux Provinces, et la chapelle Saint-Barthélémy.
Les protestants disposent d’un temple protestant de l’Église réformée, avenue Delaville (depuis 1835, rebâti à la suite de la guerre en 1964), et d’une Église évangélique pentecôtiste, rue de Sennecey, affiliée aux Assemblées de Dieu. L’Église évangélique baptiste, rue des Métiers, est également présente depuis 1985 dans l’agglomération et est actuellement située à Tourlaville.
Cherbourg et Octeville ont connu deux principales vagues d’immigration de population musulmane, à la fin des années 1950 et au cours des années 1960, après l’érection des quartiers de l’Amont-Quentin, des Provinces et du Maupas, puis dans les années 1980, lors des grands chantiers de construction de l’usine de retraitement de la Hague et de la centrale nucléaire de Flamanville. La communauté musulmane a alors ouvert trois mosquées (la mosquée Omar à Octeville, la mosquée de la Gare, avenue de Normandie, puis la mosquée turque, boulevard de l’Atlantique).
L'Église de Jésus-Christ des saints des derniers jours, paroisse de Cherbourg, a sa chapelle rue du Commerce et rue Dom Pedro.
La salle du royaume des témoins de jehovah, rue Malakoff.
Un temple du culte antoiniste se trouve au 79 rue Saint-Sauveur ; de style néo-roman, le bâtiment a été dédicacé en 1952.

### Patrimoine

#### Monuments civils

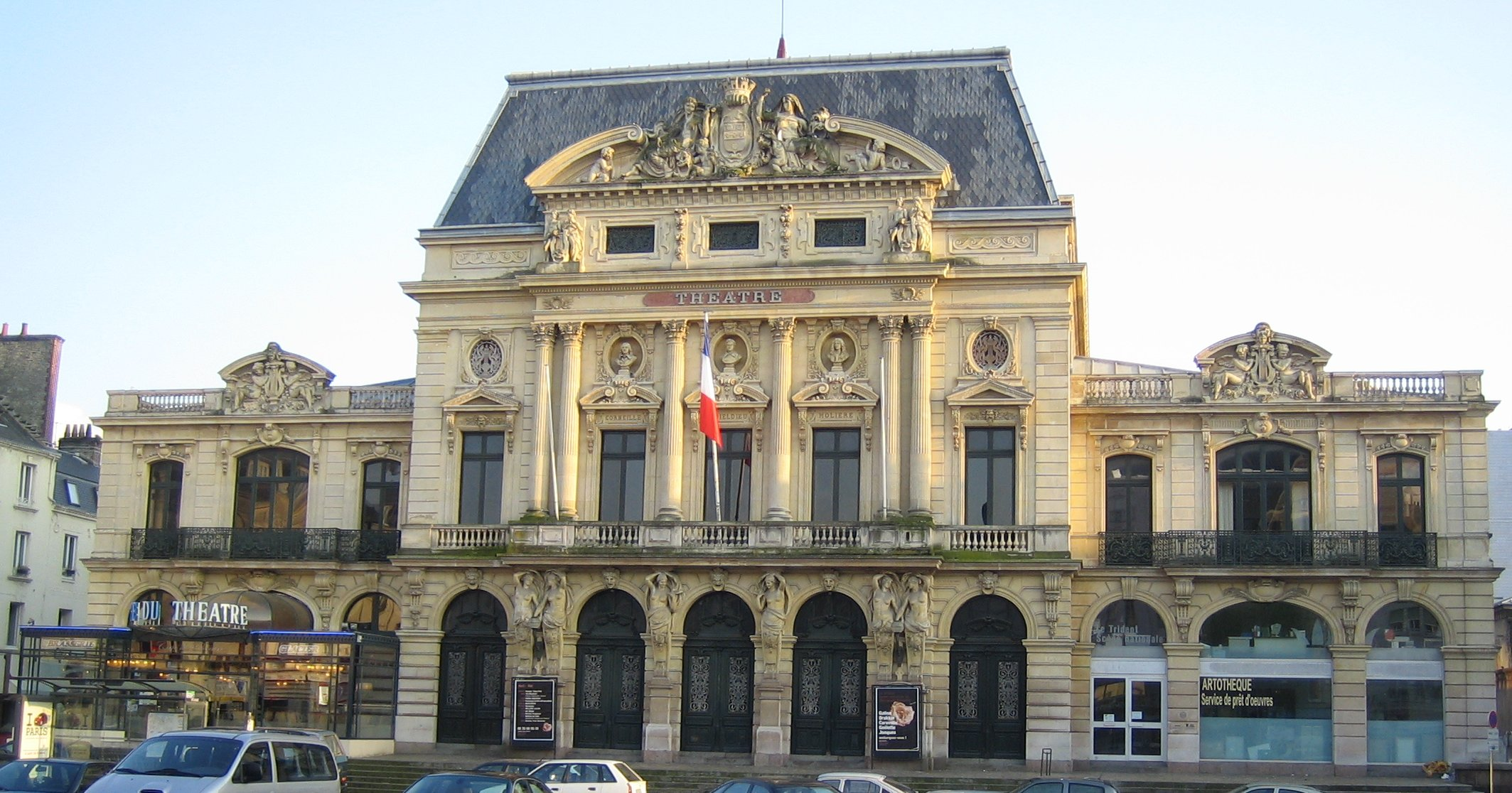
Le théâtre.

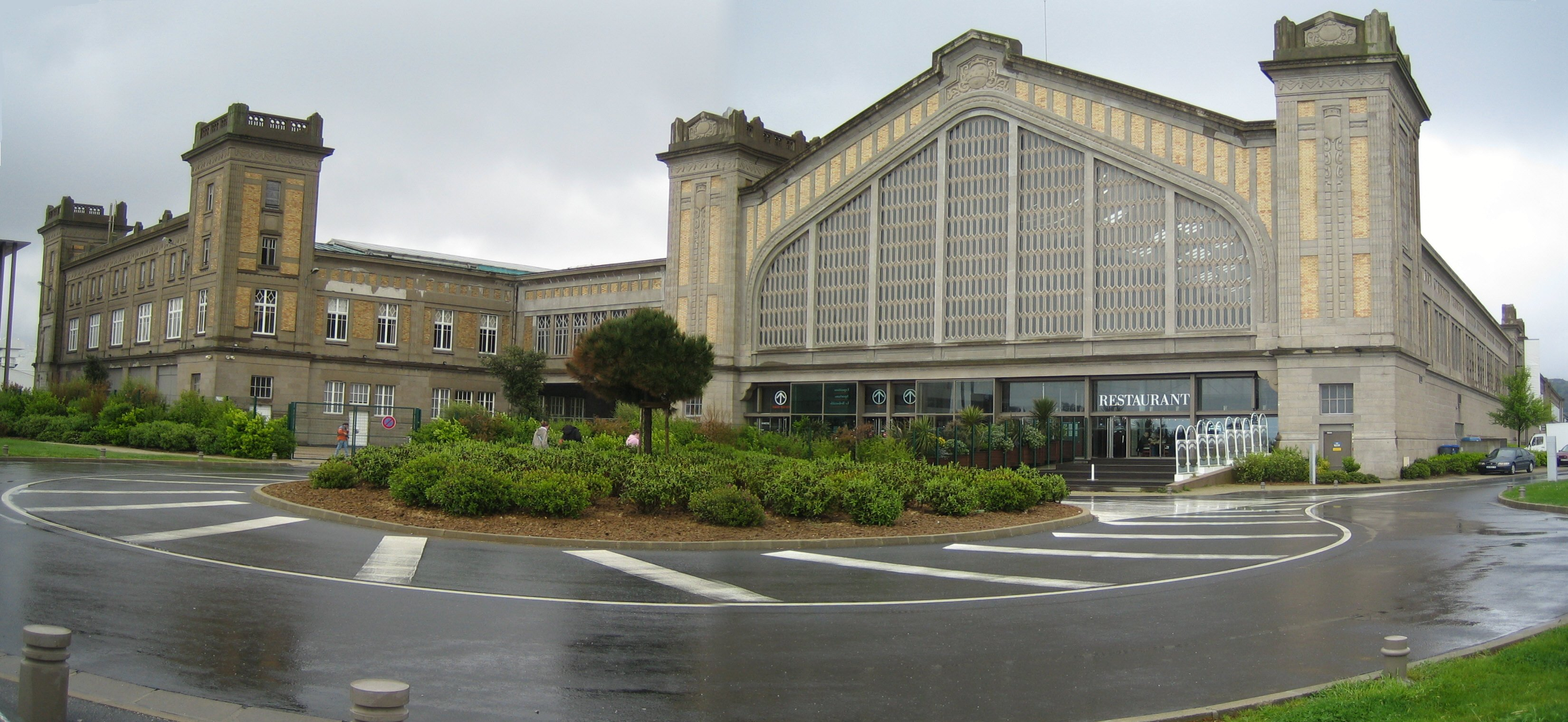
La gare transatlantique.

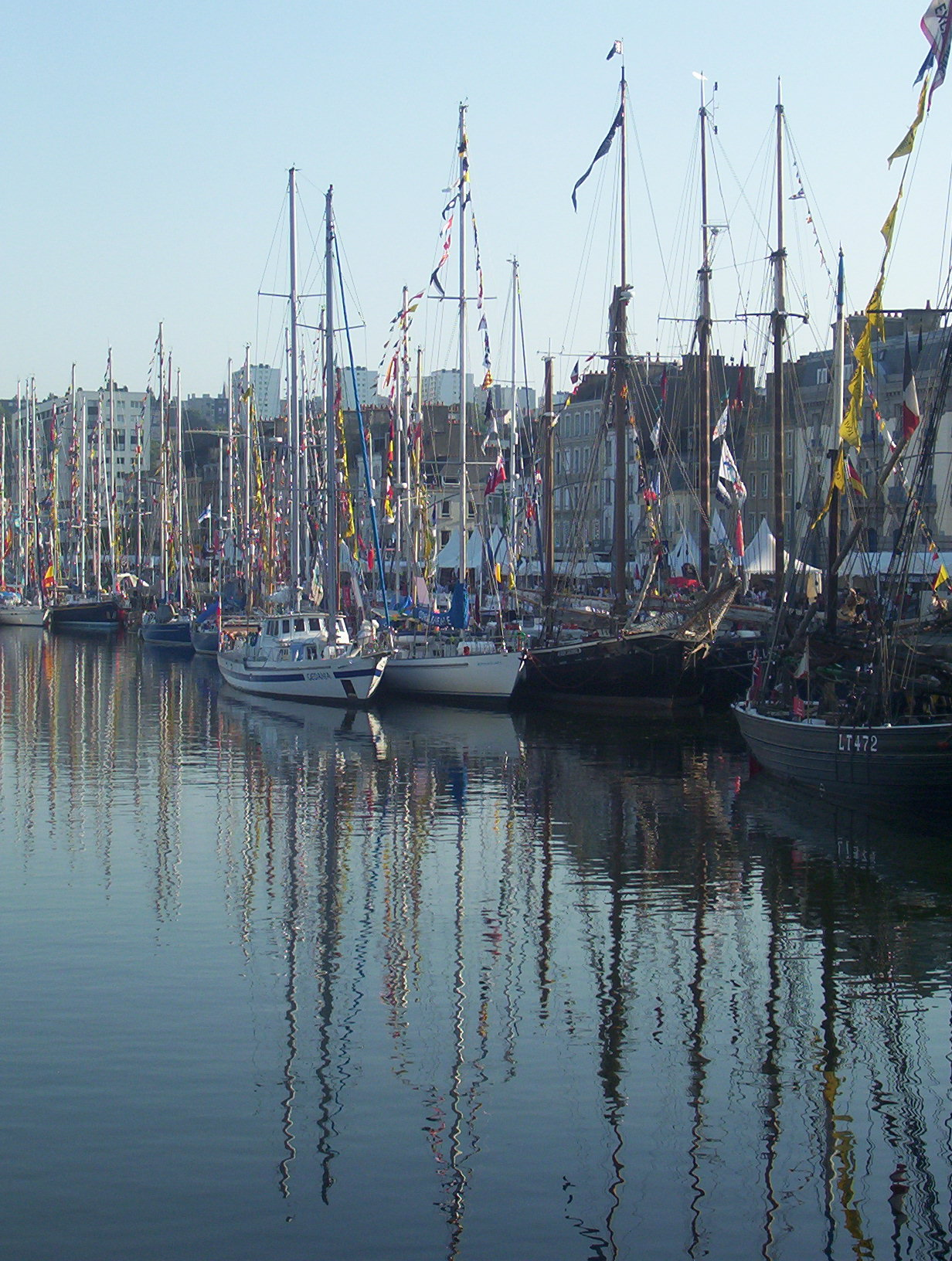
Bassin du Commerce, lors de la Tall Ships' Race 2005.

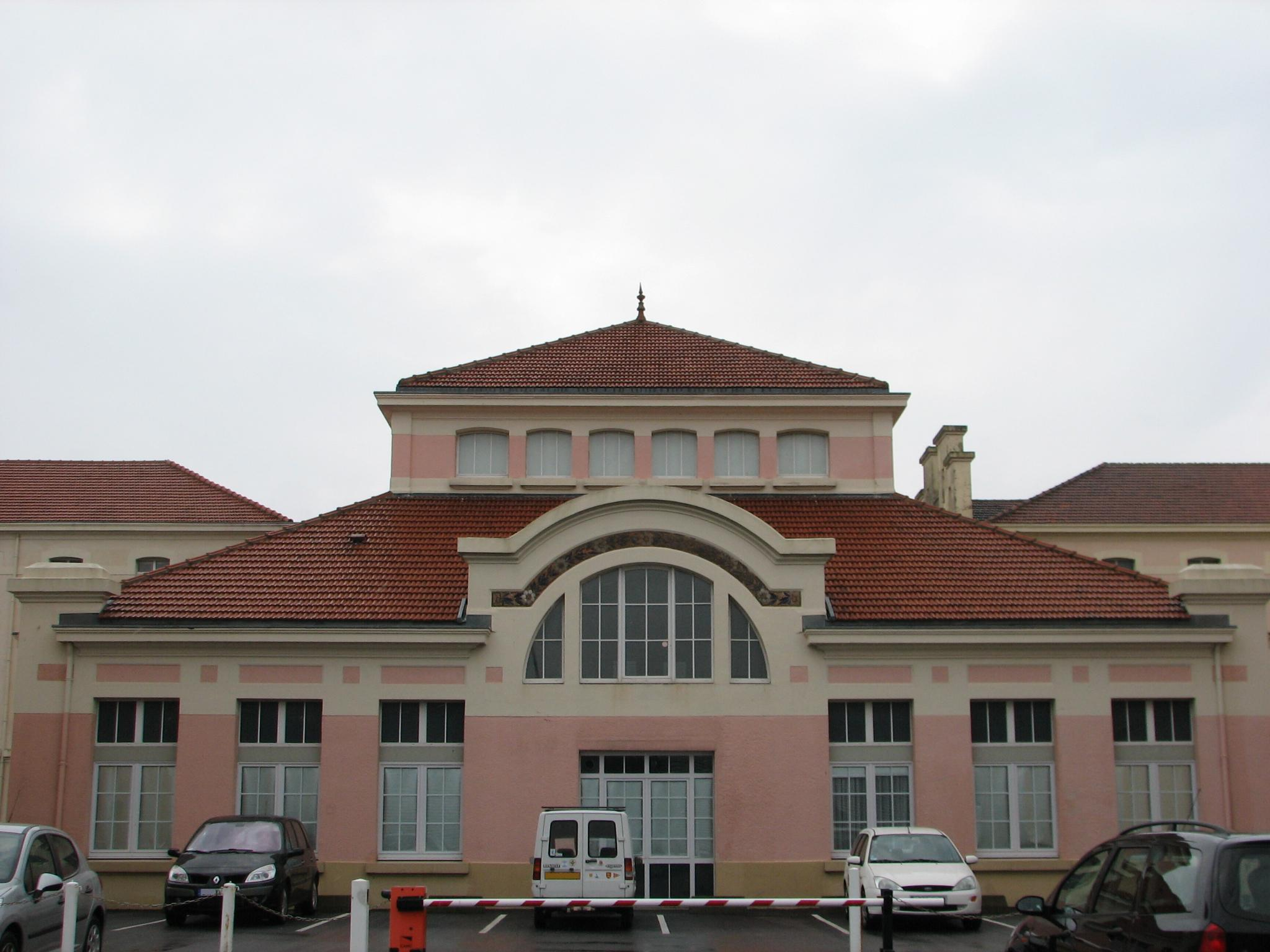
Le pavillon central de l’hôtel Atlantique.

Le théâtre est l’un des derniers théâtres à l’italienne construits en France (1880), et figure parmi les plus intéressants théâtres de province construit dans la seconde moitié du XIXe siècle avec le Grand Théâtre de Genève et le théâtre des Célestins de Lyon. Inauguré en 1882, il a été édifié sur les plans de l'architecte Charles de Lalande, à l’emplacement des halles à grain. La façade rend hommage à Molière, Boïeldieu et Corneille. Elle est classée monument historique depuis 1984 avec ses deux retours latéraux et les toitures correspondantes ; sont également classés le vestibule, le grand escalier, la salle et le foyer, ainsi que les 13 décors originaux. Le plafond est l’œuvre de Georges Clairin et est composé de quatre sujets : la comédie, la musique, le drame et la danse. Avec trois galeries, il accueille jusqu'à 600 spectateurs et la configuration de la salle reflétait la hiérarchie sociale de l'époque. Le théâtre de Cherbourg, avec le théâtre de la Butte à Octeville et le Vox forment un ensemble de trois salles de spectacle nommé Le Trident.
La fontaine Mouchel, du nom du mécène et directeur du journal Le Phare de la Manche, s'élève au centre de la place Général-de-Gaulle. Fontaine monumentale en fonte, elle a été créée par Louis Eugène Gutelle en 1895.
L’hôtel Epron-de-la-Horie (du nom du vice-amiral et ministre de la marine Jacques Epron de la Horie, propriétaire sous le Premier Empire) ou de l’ancienne douane est situé à l’angle de la rue du Val-de-Saire et du quai de l’Ancien-Arsenal. Construit en 1781 en schiste (couverture et corps de bâtiment) et briques rouges (encadrement des fenêtres) par Jacques-Martin Maurice, « entrepreneur des ouvrages du Roi » qui tenait une briqueterie à Cherbourg, il est inscrit aux monuments historiques depuis le 16 février 1965. Successivement caserne des Suisses, hôpital auxiliaire des travaux de la rade, demeure des armateurs Richer, Cousin, Despréaux, Lias au XIXe siècle et hôtel des douanes durant l’Entre-deux-guerres, il abrite aujourd'hui le siège de la Caisse d’épargne.
L'hôtel Cuman-Solignac, sis au no 5 de la rue Christine, bâtie en 1789 en style Louis XVI, arbore un balcon sculpté par Armand Fréret. Lizinska de Mirbel, miniaturiste, peintre des rois Louis XVIII et Charles X, y résida à la fin du XVIIIe siècle. Georges Sorel, auteur des réflexions sur la violence y naît en 1847.
L'hôtel Lemoigne, rue François-la-Vieille, du XIXe siècle, qui abrita d'abord la chambre de commerce puis le tribunal des prud'hommes.
L'hôtel de La Grimonière, hôtel-particulier du XIXe siècle, avec au-dessus de sa porte d'entrée un blason timbré d'une couronne de comte qui figure les armes de la famille Lefèvre de La Grimonière d'azur à la fasce d'or accompagnée de deux croix fleurdelysées d'or en chef et d'une rose d'argent en pointe,.
Les halles, place Centrale, datées de 1870. Le palais de justice, la Cour-Marie, et l'immeuble du Crédit lyonnais datent du milieu du XIXe siècle.
L’ancienne gare maritime est le plus grand monument français d’Art déco. Construite par René Levavasseur à partir de 1928 et inaugurée en 1933 par le président Lebrun, elle pouvait accueillir deux paquebots simultanément. Inscrite au titre de monument historique en 1989 et 2000, elle a été réaménagée pour devenir en 2002 un complexe océanographique, la Cité de la Mer, au sein duquel se visite le SNLE le Redoutable, et accueillir depuis décembre 2006, un terminal croisières. La nouvelle gare maritime transmanche, œuvre de l'architecte Claude Faucillon, à la forme d'une coque de navire renversée et couverte de cuivre comme l'ancienne.
L’hôtel Atlantique, face à la gare maritime, a également été construit par René Levavasseur en fer et ciment armé dans le style Art déco pour les trois compagnies transatlantiques qui desservaient Cherbourg, la Cunard Line, la White Star Line et la Red Star Line, regroupées dans la Société anonyme de l’Hôtel Atlantique. Il accueillait sur 5 400 m2, les émigrants (voyageurs de troisième classe), principalement de l’Europe de l’Est, qui y séjournaient en moyenne 12 jours pour subir les contrôles sanitaires et douaniers. Le bâtiment comprenait ainsi un quartier pour infectés et un quartier pour désinfectés, avec une capacité de 2 000 personnes. Débuté en 1920, ouvert en 1926, il ferme huit ans plus tard. Réquisitionné sous l’Occupation puis à la Libération, il est acheté par Félix Amiot pour y loger certains des salariés de ses chantiers. Il accueille depuis 1991 les services de la Chambre de commerce et d'industrie de Cherbourg-Cotentin. Le pavillon central est inscrit à l’inventaire des monuments historiques depuis octobre 2001.
Les statues de Thémis et Minerve, déesses romaines de la Justice et de la Guerre, de Houdon et Roland qui étaient entreposées dans la cour du Palais Bourbon depuis leur remplacement sur le frontispice de la Chambre des députés par des moulages lors de la rénovation de la façade, sont offertes à la ville en juin 1989, par le truchement d’Olivier Stirn, ministre du Tourisme, et président de la communauté urbaine de Cherbourg. Après restauration par Pierre Bataille[Qui ?], elles sont placées en 1990 et 1993 chacune sur un rond-point, la Minerve de Philippe-Laurent Roland, près de la Cité de la Mer, la Thémis de Jean-Antoine Houdon, au pied de la Montagne du Roule. Sculptées vers 1810, elles sont classées monuments historiques depuis juin 1990.
L’hôtel de ville a été construit au début du XIXe siècle ; il a été agrandi à deux reprises en 1850 par une aile sud-ouest formant un L avec le premier bâtiment, puis sous le Second Empire (salon de l’Impératrice), et remanié après la Libération. À l’intérieur, un escalier dessert le Grand salon et le salon de l’Impératrice, qui abrite les portraits de Napoléon III et d’Eugénie par Winterhalter, avec – entre les deux – une pièce en rotonde aux peintures de Michel-Adrien Servant rappelant les grands événements de l’histoire de la ville ; dans la salle du conseil se trouve depuis 1858 la cheminée du XVIe siècle du logis abbatial de l’abbaye Notre-Dame-du-Vœu, achetée par la municipalité en 1841 et classée monument historique depuis 1905. Les trois salons et l’escalier sont inscrits depuis le 13 août 2004.
L’hôpital maritime, ancien centre hospitalier régional des Armées René-Le-Bas, construit sur décision de Napoléon III et inauguré le 15 février 1869, a été désaffecté en 2000 et réhabilité en pôle universitaire et culturel en 2002. Les bâtiments de style Napoléon III sont entourés d’un grand parc.
Les quais et le port Chantereyne s'animent régulièrement de nombreuses manifestations temporaires : escales de paquebots prestigieux (Queen Elizabeth 2, Queen Mary 2, etc.), armada, courses à la voile… Les quais ont été aménagés en 1994 avec les éclairages de Yann Kersalé. Le port de plaisance, premier port d’escale français, s'étend au-delà de la « plage verte », ancienne plage réaménagée en pelouse après la création du port. Les équipements de plaisance et de loisirs y sont implantés (piscine, patinoire, bowling, services aux plaisanciers…). Dans le bassin du commerce mouille le Jacques-Louise, dernier chalutier en bois construit aux chantiers navals Bellot de Cherbourg en 1959, ancien Ruban bleu cherbourgeois, désarmé en 1991, inscrit en 1996, puis classé monument historique en 1999. Chalutier en bois de chêne de l’Orne, conçu pour la pêche latérale au large, il est ouvert au public depuis l’été 2004.

#### Monuments commémoratifs

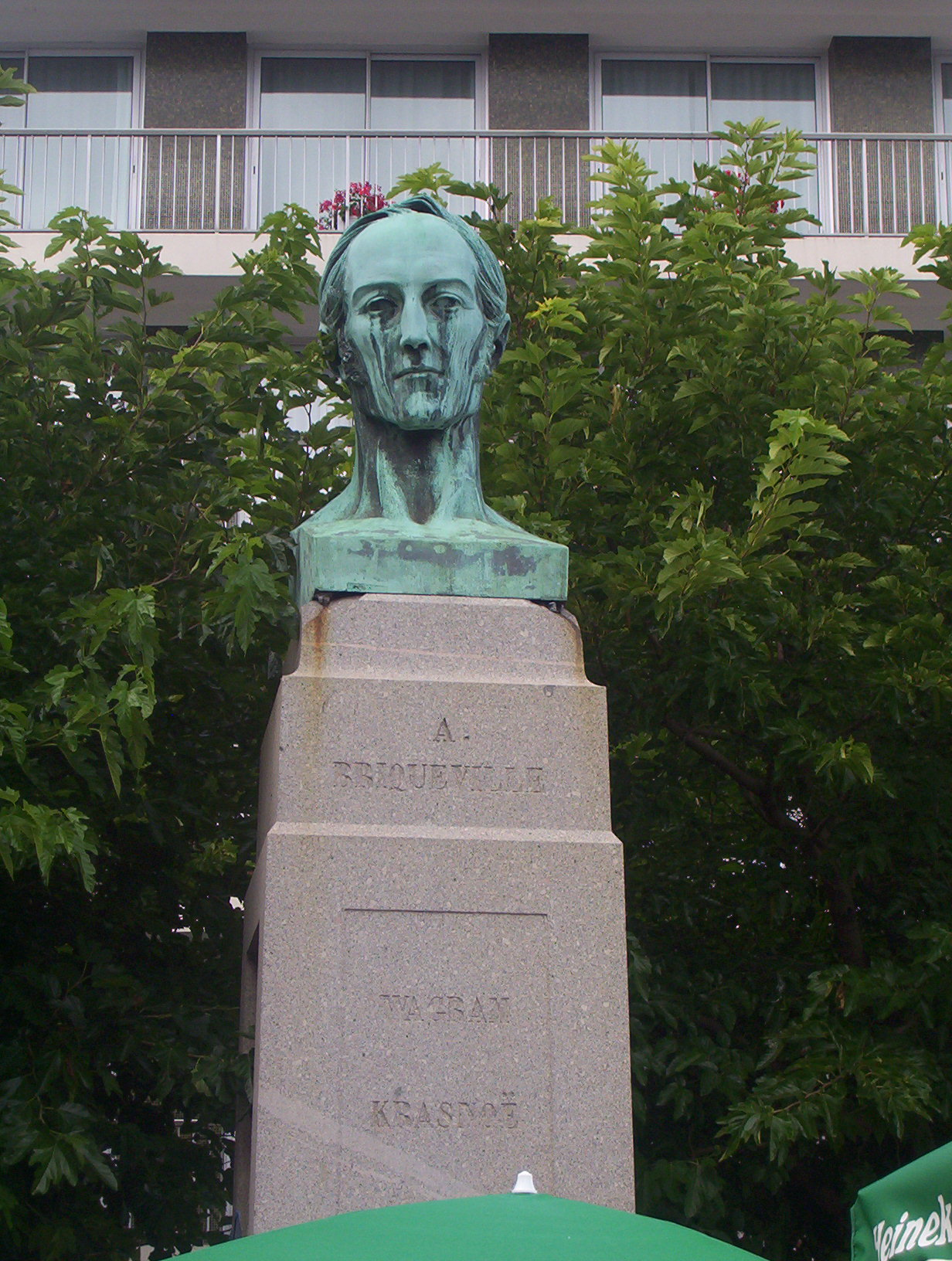
Bricqueville par David d’Angers.

La statue équestre de Napoléon Ier se trouve face à la basilique, sur la place Napoléon. Œuvre d’Armand Le Véel, elle représente l’empereur contemplant la rade et le port militaire. Sur le socle, on peut lire un extrait du Mémorial de Sainte-Hélène, daté du 15 juillet 1816 : « J'avais résolu de renouveler à Cherbourg les merveilles de l’Égypte », c'est-à-dire une pyramide avec le fort central et un nouveau lac Moéris pour l’avant-port creusé dans le roc. La statue érigée en 1858, à l’occasion de la visite de Napoléon III, rappelle l’importance de l’empereur dans l’expansion de Cherbourg. Autour de ce monument emblématique de la ville, inscrit en août 2006 puis classé monument historique le 31 janvier 2008, s'étend la Plage verte, ancienne plage artificielle jusqu’à l’après-guerre, qui longe le port de plaisance.
Le monument du duc de Berry, place de la République, commémore le débarquement du fils du futur Charles X, de retour en France sur la frégate britannique l’Eurotas le 13 avril 1814, après la chute de l’Empire. Achevée en 1816, il est formé d’un obélisque de vingt-cinq pieds en granit rose de Flamanville, surmontant une fontaine de granit gris, où quatre têtes de lions en bronze crachent l’eau dans un bassin creusé dans le même bloc.
Le buste du colonel de Bricqueville, sur le quai de Caligny, a été inauguré le 12 mai 1850 en hommage au colonel des dragons impériaux et député bonapartiste de Cherbourg mort en 1844. Ce buste en Hermès d’1,45 mètre est un bronze de David d'Angers posé sur une colonne de 4 mètres en granit de l’architecte Lemelle, sur laquelle on peut lire le nom de quatre batailles où Bricqueville s'est illustré : Wagram, Krasnoï, Anvers et Versailles. Deux reliefs de bronze évoquant le militaire (un sabre) et le parlementaire (une tribune), ont été fondus par les Allemands en 1944. Le monument est inscrit aux monuments historiques depuis août 2006.
La statue de Jean-François Millet, inaugurée dans le jardin public le 22 septembre 1892, pour le centenaire de la Première République, honore le « peintre des paysans », élève au musée de Cherbourg. Financée par une souscription lancée par la municipalité en 1886 reprise par les milieux parisiens, la réalisation du buste en marbre (1,05 mètre de haut) est confiée à Henri Chapu ; à sa mort, elle est achevée par son élève Jean-Ernest Bouteiller qui lui adjoint le groupe allégorique en bronze (2,95 mètres de haut) d’une paysanne portant sa fille dans les bras et déposant des fleurs des champs sur le buste, appuyée sur le piédestal et sur des rochers en granit (4,45 mètres de haut, 2,55 mètres de large, 2,6 mètres de profondeur). Le monument est inscrit depuis août 2006.
Le monument aux morts du sous-marin Surcouf, inauguré au bout de la jetée du port de plaisance le 23 septembre 1951 par le général de Gaulle, commémore le souvenir des 130 marins du sous-marin des Forces navales françaises libres, construit à Cherbourg et coulé le 18 février 1942 dans le Pacifique.
Le Mémorial des martyrs de la Résistance, situé place de la République, avec les noms de Roger Anne (1925-1942), Maurice Truffault (1922-1942) et Gilbert Védy (1902-1944) cités au noms de tous les résistants cherbourgeois.

#### Monuments militaires

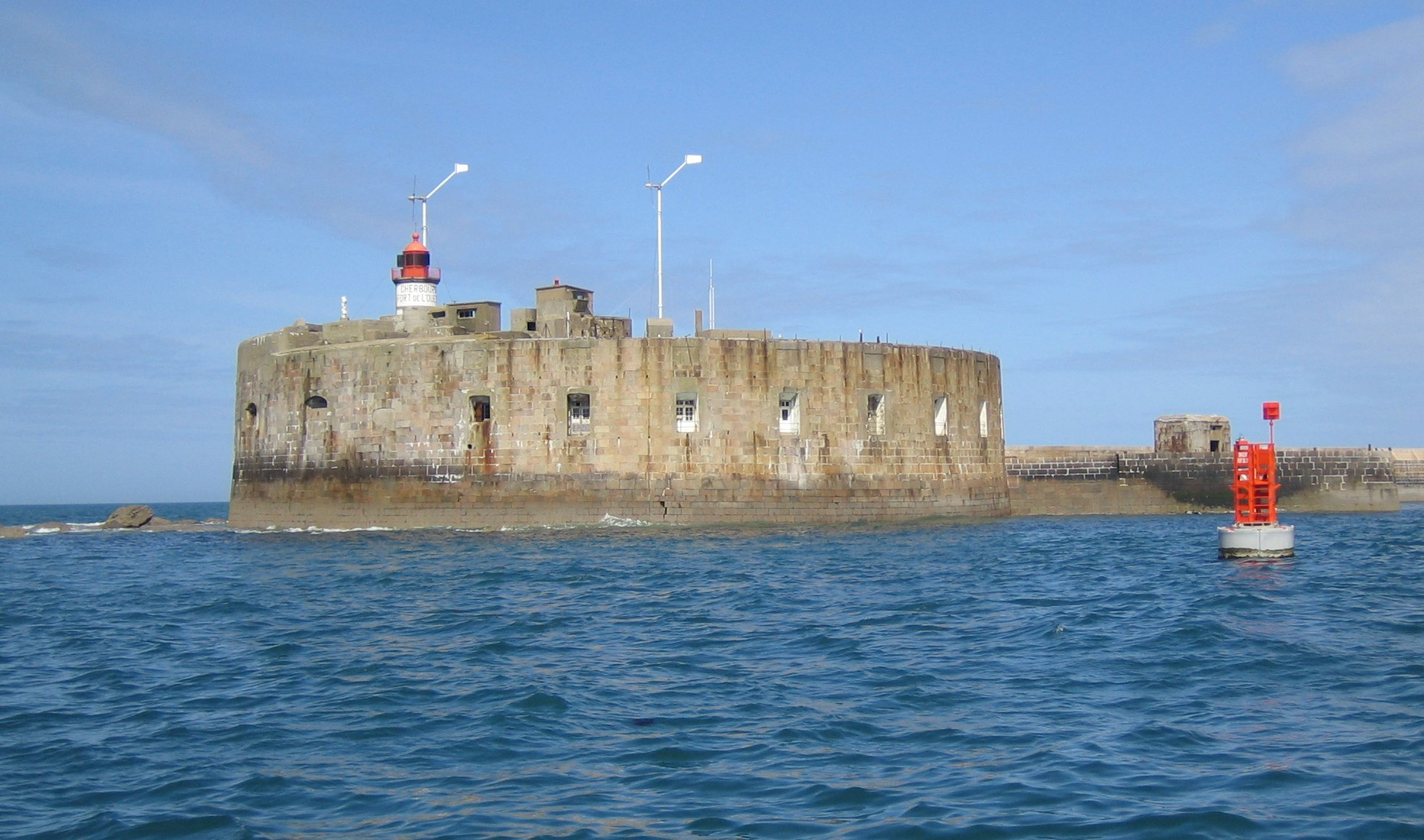
Fort de l’Ouest.

La rade de Cherbourg est la plus grande rade artificielle du monde[réf. nécessaire]. Commencée en 1783, la digue centrale a été achevée en 1853 et pourvue de trois forts en 1860. Construite à 4 km de la côte, la digue du large mesure 3 640 m, avec une largeur moyenne de 100 m à sa base et 12 m à son sommet, et une hauteur de 27 m. L’ensemble des trois digues fait plus de six kilomètres.
Le fort de l’Île Pelée, élément défensif de l’est de la digue, conçu par Ricard et Decaux a été construit entre 1777 et 1784. Nommé fort Royal, fort National, fort Impérial, avant de prendre le nom de l’île sur lequel il a été construit, il servit de prison durant la Révolution.
Le fort du Roule (musée de la Guerre et de la Libération) se trouve sur la montagne du Roule. Emplacement depuis 1650 de l’ermitage de Notre-Dame-de-Protection, abandonné à la Révolution, rasé en 1870, ce point culminant de la ville (117 m) accueille en 1793 une redoute pour protéger la rade. En 1853, on bâtit le fort actuel. Lieu des derniers combats en 1940, il est renforcé par les Allemands en 1943 par une batterie située sur le flanc dominant la rade, au-dessous du fort. Composée de quatre casemates pour canons de 105 mm et un poste de direction de tir, avec plusieurs tunnels souterrains et accès creusés dans la roche, elle devient pour les Allemands le point fort de la « forteresse de Cherbourg » et du Mur de l'Atlantique. Le 6 juin 1954, René Coty y inaugure le premier musée français de la Libération. Au bout d’une route en lacet nommée « chemin des Résistants », le fort offre un panorama sur l’agglomération et la rade. La batterie et une partie des tunnels de stockage des munitions allemandes ont été classées au titre des monuments historiques en 1995, et une autre partie des souterrains est aménagée en laboratoire de mesure de la radioactivité pour l'école des applications militaires de l'énergie atomique.

#### Monuments religieux

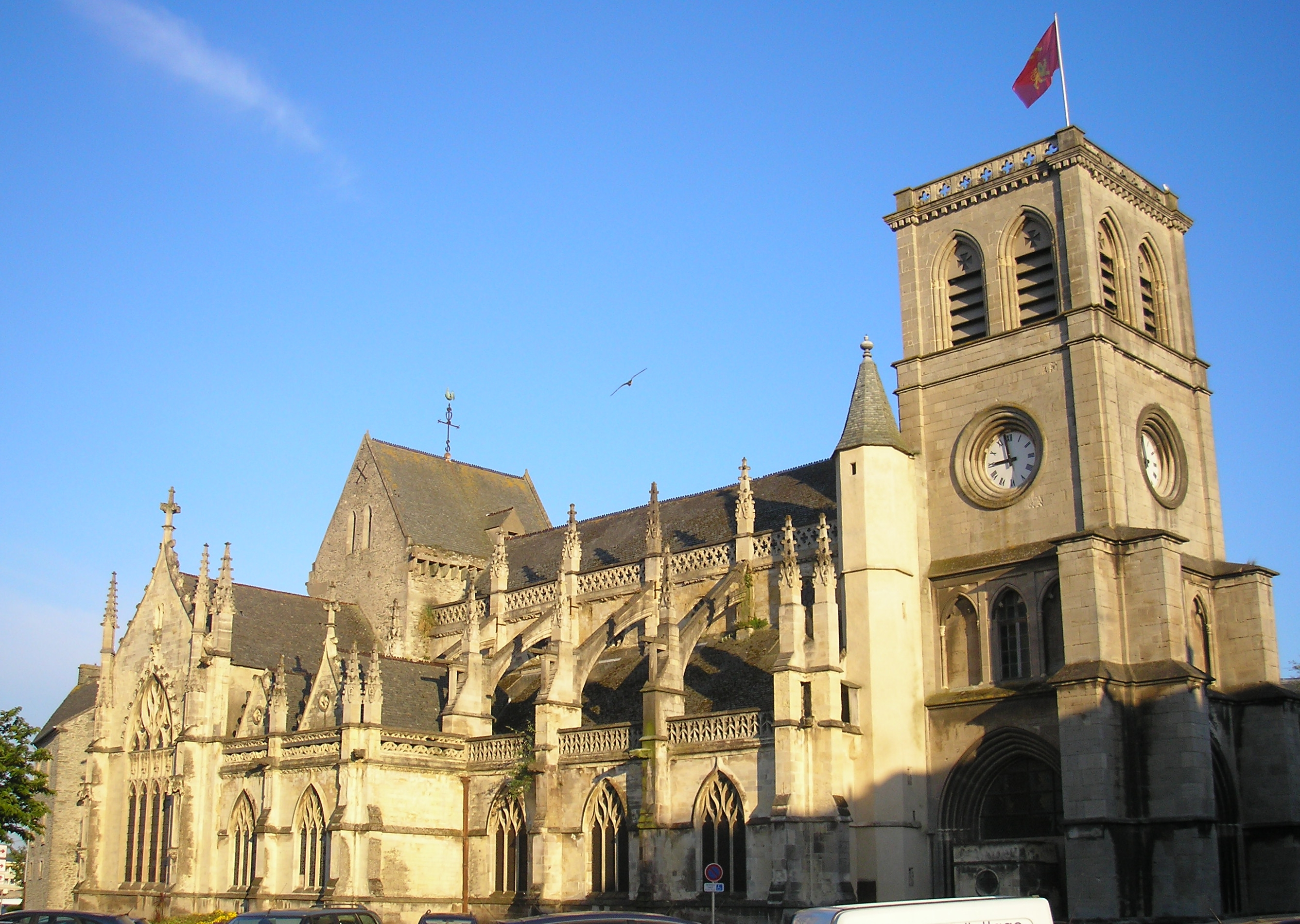
La basilique Sainte-Trinité.

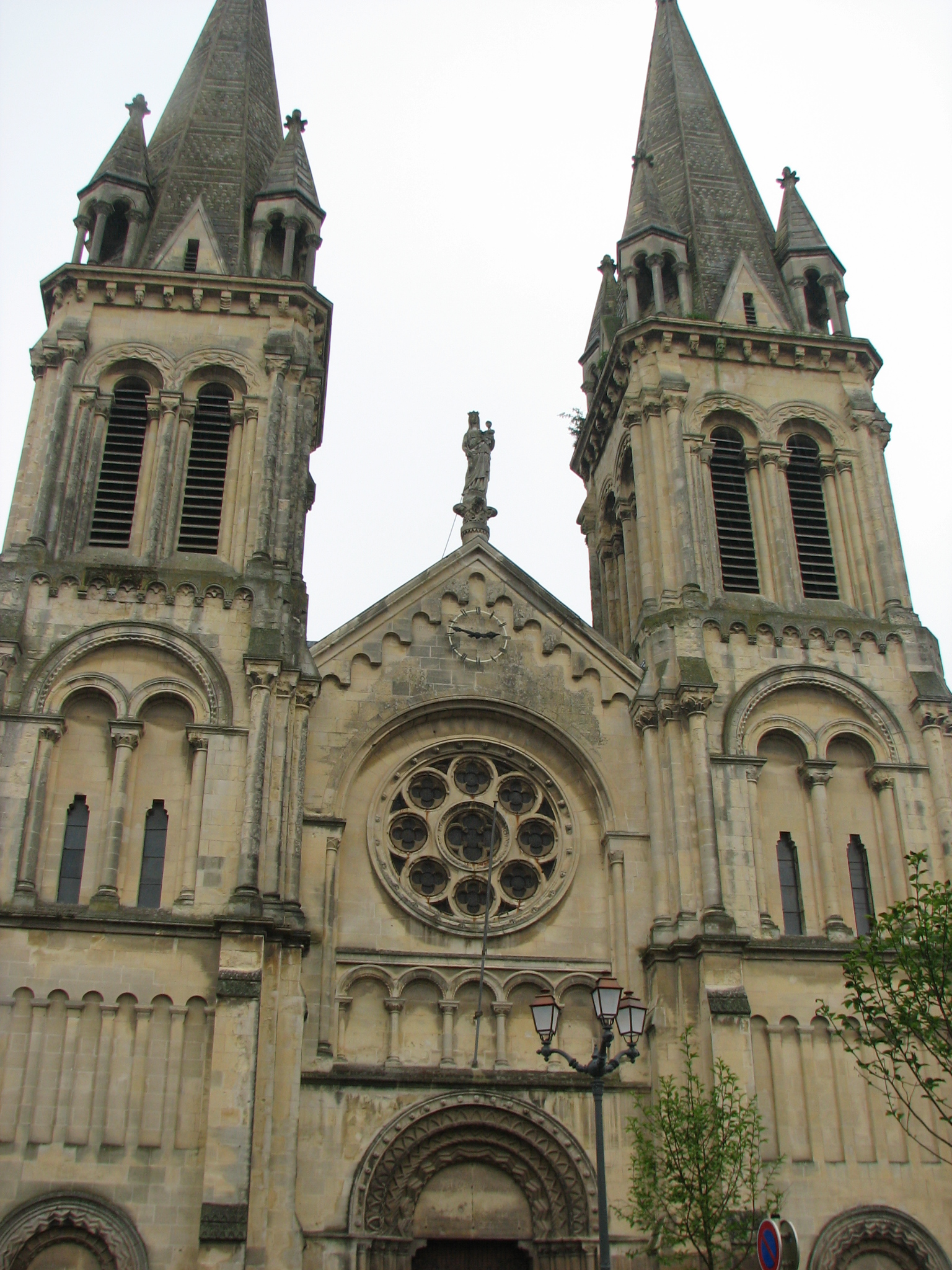
L'église Notre-Dame-du-Vœu.

L’abbaye Notre-Dame-du-Vœu (XIIe siècle), rue de l'Abbaye, est fondée en 1145, sur la côte d’Équeurdreville, à la Croûte du Homet, par impératrice Mathilde. Située hors des remparts de la ville, elle est régulièrement pillée et brûlée lors des incessantes batailles franco-anglaises, puis lors des guerres de religion. Soumise au régime de la commende en 1583, elle décline progressivement jusqu’à sa fermeture en 1774. Ses terrains sont annexés en 1778 pour la construction du port militaire, et elle devient résidence du duc d’Harcourt, abritant le roi en 1786. Le lieu est ensuite transformé en hôpital, en bagne, et en caserne Martin-des-Pallières pour l’infanterie de marine. La cité ouvrière Chantereyne s'y érige en 1928, jusqu'à sa destruction en juin 1944. Rachetée par la mairie en 1961, l’abbaye est lentement restaurée depuis 1965. La grande cheminée de la maison abbatiale (XVIe siècle) est conservée dans la salle du conseil de l’Hôtel de ville, le portail occidental de l’église (XIIIe siècle) est placé dans le jardin public. Ont été classés les restes de la caserne Martin-des-Pallières en 1913, puis l’ensemble des bâtiments, vestiges et sols de l’abbaye, en septembre 2002. La dalle funéraire de Guillaume de Margerai, prêtre de Querqueville, mort dans les années 1280, mise au jour, a été classée monument historique en 1995.
La basilique Sainte-Trinité (XVe – XIXe siècles), place Napoléon, est inscrite aux monuments historiques. Débutée au XIe siècle à la demande de Guillaume le Conquérant, elle reste la seule église paroissiale de la ville jusqu’au XIXe siècle. L’église seigneuriale dédiée à Notre-Dame au sein du château est détruite comme la forteresse, au XVIIe siècle. La Trinité est agrandie et transformée de manière importante au XIIIe siècle, la nef est reconstruite, le chœur et le clocher relevés, après 1450. Après un saccage de janvier 1794, on lui adjoint un nouveau clocher carré de vingt-six mètres en 1828 et on la restaure dans le style néo-flamboyant en 1865. Inscrite aux monuments historiques depuis mars 1944, la Trinité possède un riche mobilier cultuel, dont un maître-autel de 1809, une chaire en bois sculptée de Pierre Fréret (1767), un retable de François-Armand Fréret (1814) et les grandes orgues de Cavaillé-Coll.
L’église Notre-Dame du Roule (XIXe siècle), rue Michel Legoupil, a été bâtie au pied de la montagne du Roule entre 1832 et 1842 sous l’impulsion du « poète-barbier » Michel Legoupil et par la souscription des fidèles de ce quartier périphérique du Roule qui croît, comme les quartiers du Vœu et de la Polle.
L’église Notre-Dame-du-Vœu (XIXe – XXe siècles), rue Notre-Dame du Vœu. La première pierre fut posée 26 mai 1850 sur souscription des paroissiens et selon le style néo-roman en raison de la faiblesse des ressources. Elle est érigée sur un herbage, dit « les briques », offert par M. de Virandeville à l'architecte François Geuffroy (1823-1874),. En 1855, la municipalité complète la nef inaugurée en 1852 par un transept et un chœur plus ouvragés, et en 1862 par la façade et les deux clochers. Ouvrage de 61,5 mètres de long, l’église abrite un grand orgue de Duputel (1885), classé monument historique depuis 1990 et des vitraux de 1834, 1858-1860 et 1949-1958. Pour cette église, le compositeur Joseph Noyon a composé une messe, dite Messe de Notre-Dame du Vœu, à deux voix égales avec accompagnement d’orgue, dédiée à l’abbé Adam, curé de la paroisse. Napoléon III et l'impératrice Eugénie, à la suite de l'inauguration de la ligne de chemin de fer Paris-Cherbourg, y entendirent la messe le 7 août 1858.
L’église Saint-Clément (XIXe siècle), rue du Val de Saire, a été édifiée au sein du quartier du Val-de-Saire, face à l’hôpital Pasteur, entre juin 1853 et 1856 par l’architecte de la ville Geufroy qui s'inspira de la basilique chrétienne du Ve siècle. Longue de 52 mètres, elle est d’inspiration gréco-romaine, avec un porche au fronton triangulaire supporté par quatre colonnes à chapiteaux doriques. Elle abrite les autels de la Vierge (1863) de François Fréret et de Saint-Clément (1864) de Louis-Victor Fréret, rachetés à la basilique Sainte-Trinité en 1846, un orgue (1881), la peinture des douze apôtres (1935) de Rocher de Césigné et des vitraux (1953) de Mauméjean.
L’église Saint-Pierre-et-Saint-Paul, avenue de Normandie, sur le secteur d’Octeville, a été construite entre 1967 et 1969 alors que le « grand ensemble » des Provinces voyait le jour. L’architecture moderne triangulaire et irrégulière de Paul Vimond symbolise « la tente de Dieu au milieu des maisons des hommes », un art sacré inspiré par le concile Vatican 2 (1962-1965). Une autre église a été construite sur Octeville dans ces années : l’église Sainte-Marie-Madeleine-Postel, rue de la Polle, ouverte en 1966 dans le quartier des Fourches et désaffectée en 1990.
L’église Saint-Martin d'Octeville, rue De Gaulle, datant du XIIe siècle, est l’église paroissiale historique d’Octeville qui dépendait de l’abbaye Notre-Dame-de-vœu. Romane, elle a un clocher octogonal en batière. La nef a été réaménagée au XVIIIe siècle. Un bas-relief représentant la Cène est classé monument historique depuis 1908.
L'église Saint-Jean des Carrières (XXe siècle), rue du Caporal-Maupas, la chapelle Notre-Dame des Armées, rue de l'Abbaye, la chapelle de la Bucaille, rue de la Polle, la chapelle de la rue de la Bucaille, la chapelle de l'école-collège Saint-Paul, rue de l'Amiral-Courbet et la chapelle Barthélemy Picqueray, rue Picqueray.
La chapelle de la Bucaille, de style néogothique, commencée en 1840, comprend une nef unique. À l'intérieur, un autel en pierre de Caen richement sculpté. Les vitraux ont été réalisés par Antoine Lusson, maître-verrier lauréat du concours de restauration des vitraux de la Sainte-Chapelle de Paris.
La chapelle de l'hôpital maritime du XIXe siècle, inspirée du style classique, sa façade est une copie de l'étage ionique de l'église Saint-Gervais de Paris.

#### Monuments disparus
- Château de Cherbourg (castellum Carusburc). Vers 1026, Richard III concède en douaire à sa fiancée la duchesse Adèle plusieurs propriétés dont la forteresse de Cherbourg[206]. En 1978-1981 le site fait l'objet d'une campagne de fouilles sous la responsabilité de Jacqueline Lemière. (Le château de Cherbourg, sur Wikimanche.)

## Vie militaire

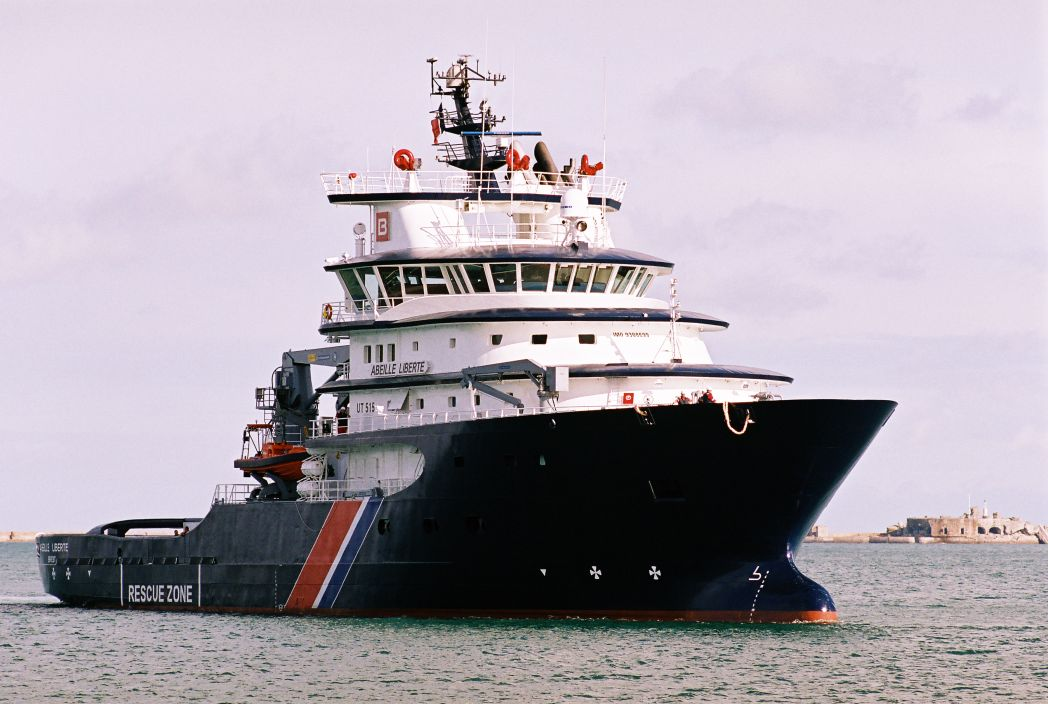
Arrivée de l’Abeille Liberté à Cherbourg-Octeville.

Durant le Moyen Âge, Cherbourg, place forte du Cotentin, abrite une petite garnison pour la protection de la forteresse. Avec la mise en œuvre de la rade et du port militaire, Cherbourg devient un port de guerre à la fin du XVIIIe siècle, dotée d’une garnison importante. En 1798, on compte 1 332 hommes, soit un dixième de la population, répartis principalement entre la caserne de l’Abbaye, actuel Service historique de la Marine, qui abrite les 542 hommes de la 4e brigade et le Quartier Maurice, dans l’hôtel Épron de la Horie, où logent 227 hommes. Les effectifs sont portés à 3 000 hommes pour l’accomplissement des travaux, par un décret de germinal an XI.
Au cours du XXe siècle, Cherbourg, point stratégique lors des deux guerres mondiales, s'adapte aux nouvelles menaces. Elle accueille alors une grosse garnison de la Marine nationale, un régiment d’artillerie et un hôpital maritime. Dans les années 1990 et au début des années 2000, la présence de l’armée s'affaiblit par le transfert de la Flottille du Nord vers Brest et la fermeture de l'hôpital des armées René-Le-Bas.
Pourtant, Cherbourg demeure une base de premier ordre de la Marine nationale, comme siège de la Préfecture maritime de la Manche et de la mer du Nord et du groupement de Gendarmerie maritime de la Manche. La base navale est le port d’attache de cinq patrouilleurs de la marine nationale et de la gendarmerie maritime, du groupe des plongeurs démineurs de la Manche et de son bâtiment-base le Vulcain, du remorqueur Abeille Liberté et de divers bâtiments de soutien. Elle est aussi le siège de la Formation opérationnelle de surveillance et d’information territoriale de Cherbourg (FOSIT Cherbourg) qui regroupe les treize sémaphores et la vigie de l’arrondissement maritime. De plus, un hélicoptère Dauphin de la Flottille 35 F est stationné sur l’Aéroport de Cherbourg - Maupertus. Le fonctionnement du port militaire est à la charge des directions du commissariat de la marine, des travaux maritimes et des systèmes d’information de la Marine, ainsi que de l’Antenne du service de Soutien de la flotte et de l’Atelier militaire de la Flotte de Cherbourg.
Cherbourg est aussi un pôle de formation des armées par le truchement de l’école des applications militaires de l’énergie atomique (EAMEA), chargée de l’enseignement interarmées des spécialistes militaires en matière de sciences, de techniques et de sécurité nucléaires et de l’école des fourriers de Querqueville, consacrée à l’instruction des personnels des trois forces armées aux métiers de l’administration, de la gestion des ressources humaines et de la restauration, à la formation des spécialistes de la restauration de la gendarmerie nationale et du personnel des foyers de la marine.
Les propositions de réformes sur l’organisation et la répartition de l’armée française, présentées au printemps 2008 dans le livre blanc sur la Défense et prévues dans le cadre de la Revue générale des politiques publiques, suscitent l’inquiétude du personnel civil de la Défense de la ville, notamment concernant la construction des sous-marins. Selon les projets, Cherbourg-Octeville deviendra l’une des 90 bases de défense vers 2010. Dans le cadre d’une mutualisation des moyens et de la constitution d’un service de soutien aux armées, la ville conserverait les activités militaires et civiles, et accueillerait de nouveaux régiments pour l’armée de terre et de l’armée de l’air afin de constituer l’une des plus grosses bases de défense. Toutefois, la Marine à Cherbourg-Octeville devrait perdre 220 emplois, notamment civils, à travers notamment la division de moitié des effectifs de la direction des travaux maritimes, la suppression de 30 postes dont 5 civils à l'école des Fourriers et l'École atomique, la perte de 27 postes dont 14 civils à la direction des systèmes d'information, et le désarmement des remorqueurs Vulcain, Acharné, Coralline et Élan. Les commandes nationales pour Naval Group pourraient être étalées sur plusieurs années, réduisant là aussi les besoins humains, notamment chez les sous-traitants.
Plusieurs unités militaires ont été en garnison à Cherbourg au cours du XXe siècle, parmi lesquelles :
- 8e régiment d’infanterie, 1939 - 1940 ;
- 25e régiment d’infanterie, 1870 - 1914 ;
- 119e régiment d’infanterie ;
- 77e régiment d'infanterie territorial, 1870 - 1914 ;
- 2e régiment d’artillerie à pied, 1914 ;
- 1er régiment d’artillerie coloniale, 1906 ;
- 2e régiment d’artillerie coloniale, 1906 ;
- 5e régiment d’artillerie coloniale, 1906[réf. nécessaire][Information douteuse].

## Personnalités liées à la commune

### Natifs de Cherbourg

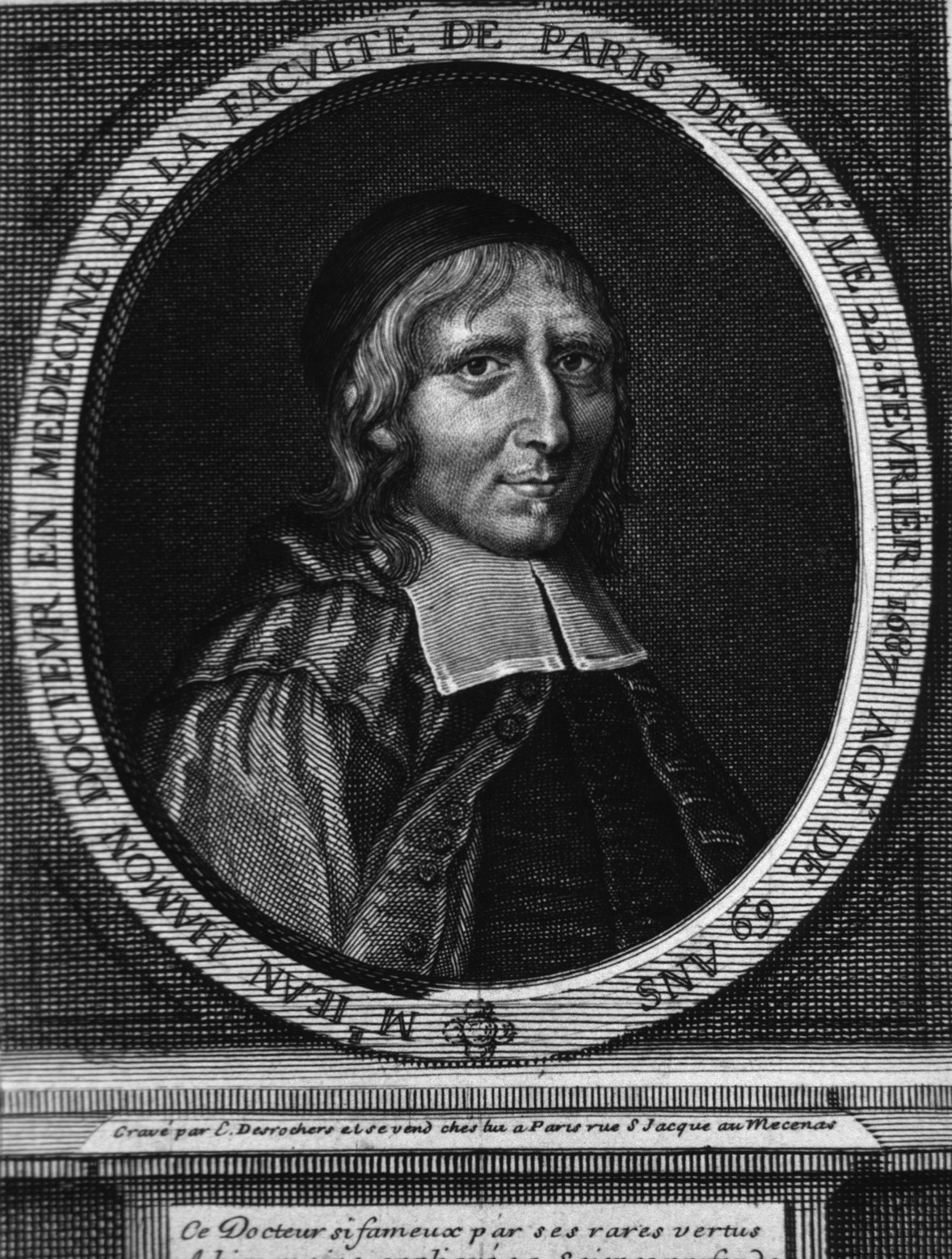
Jean Hamon.

- Masséot Abaquesne (vers 1500-1564), céramiste ;
- Jean Nicolet (1598-1642), explorateur de la Nouvelle-France ;
- Philippe Mius d'Entremont (vers 1601-vers 1700), baron de Pobomcoup et colonisateur ;
- Jean Hamon (1618-1687), médecin et solitaire de Port-Royal ;
- Nicolas d'Orange des Roches (1626-1705), brigadier des armées du roi sous Louis XIV, gouverneur de l’hôtel des Invalides ;
- Gilles Le Hédois, dit « Du Bocage » (né en 1658), corsaire français puis vice-amiral du Brésil ;
- Jean Baptiste de Beauvais (1731-1790)[41], prédicateur et député des États généraux de 1789 ;
- Louis Vastel, (1746-1819), avocat au parlement de Rouen, et auteur d’ouvrages de droit ;
- Amable Troude (1762-1824), général d’Empire ;
- Pierre-Adrien de La Chapelle (1780-1854), botaniste ;
- François Leconte (1791-1872), navigateur ;
- Lizinska de Mirbel (1796-1849), miniaturiste ;
- Alfred Charles Ernest Franquet de Franqueville (1809-1876), ingénieur ;
- Allyre Bureau (1810-1859), homme politique, musicien ;
- Hippolyte Vallée (1816-1885), fondateur de la Fondation Vallée, pour enfants déficients mentaux à Gentilly ;
- Joachim Menant (1820-1899), assyriologue ;
- Emmanuel Liais (1826-1900), astronome et maire de Cherbourg ;
- Alfred-Alexandre Quentin (né en 1827) musicien ;
- Alexandre Piédagnel (1831-1903), écrivain ;
- Félix-Frédéric Hébert (1832-1918), professeur de physique ayant inspiré le personnage du Père Ubu ;
- Alfred Rossel (1841-1926), chansonnier de langue normande ;
- Georges Sorel (1847-1922), penseur politique, théoricien du syndicalisme révolutionnaire ;
- Louise Rousseau (1854-1924), écrivaine ;
- Henry Moret (1856-1913), peintre de l’École de Pont-Aven ;
- Frédéric Le Rey (1858-1942), compositeur ;
- Alexandre Fontanes (1861-1935), auteur dramatique, acteur et écrivain ;
- Charles-Émile Bertin (1871-1959), colonel, spécialiste éminent du Japon Meiji ;
- Victor Grignard (1871-1935)[41], chimiste lauréat du prix Nobel en 1912 ;
- Maurice Pigeon (1883-1944), peintre ;
- Robert Lortac (1884-1973), écrivain et pionnier français du dessin animé ;
- Joseph Noyon (1888-1962), compositeur, arrangeur (Hymne à la nuit, Il est né le divin enfant) ;
- Louis-Amédée Lefèvre (1890-1968), archevêque de Rabat ;
- Félix Amiot (1894–1974), constructeur d’avions et créateur des Constructions mécaniques de Normandie (CMN) ;
- Paul-Auguste Halley (1907-2002) et Paul-Louis Halley (1934-2003), fondateurs du groupe Promodès ;
- Louis Gallien (1908-1976), biologiste et zoologiste ;
- André Defrance (1908-1952), résistant ;

- Jean Marais (1913-1998)[41], acteur et cascadeur[211] ;

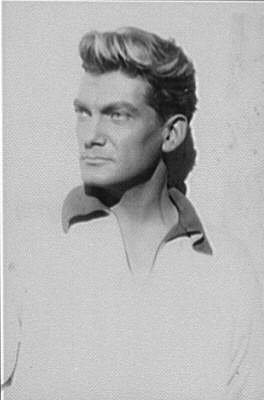
Jean Marais.

- Roland Barthes (1915-1980), sémiologue ;
- Jean-Charles Tacchella (né en 1925), cinéaste, auteur de Cousin, Cousine (1975) ;
- Maurice Séveno (né en 1925), journaliste, ancien présentateur du journal télévisé, et homme politique ;
- Annie Saumont (1927-2017), écrivaine, lauréate du prix Goncourt de la nouvelle en 1981 ;
- Jacques Rouxel (1931-2004), dessinateur, créateur des Shadoks ;
- Clotilde Vautier (1939-1968), artiste-peintre ;
- Henri Droguet (né en 1944), écrivain ;
- Michel Besnier (né en 1945), écrivain ;
- Billy Bridge (1945-1994), chanteur qui a importé le madison en France dans les années 1960 ;
- Daniel Lacotte (né en 1951), écrivain ;
- Halvard Mabire (né en 1956), navigateur ;
- Élisabeth Ballet (née en 1957), sculptrice ;
- François Galgani (né en 1958), océanographe ;
- Joseph de Metz-Noblat (né en 1959-), évêque de Langres ;
- Rosette (née en 1959-), actrice de cinéma ;
- Olivier Thiébaut (né en 1963), écrivain et illustrateur ;
- Wilfried Gohel (né en 1968), footballeur professionnel ;
- Laurent Leflamand (né en 1968), rugbyman ;
- Françoiz Breut (né en 1969), chanteuse ;
- Émilie Loit (née en 1979), joueuse de tennis ;
- Julien Marie-Sainte (né en 1980), boxeur professionnel ;
- Julie Quéré (née en 1982), comédienne ;
- Amaël Moinard (né en 1982), coureur cycliste ;
- Élodie Godin (née en 1985), basketteuse ;
- Gaëlle Choisne (née en 1985), plasticienne et photographe ;
- Lise de la Salle (née en 1988), pianiste ;
- Ernst Umhauer (né en 1989), acteur ;

### Natifs d'Octeville
- Édouard Lebas (1897-1975), préfet et homme politique français.
- Jules Le Mière (1911-1977), lieutenant des FFL, compagnon de la Libération.

### Morts à Cherbourg
- Jean-Baptiste Digard de Lousta (1803-1879), historien et poète ;
- Armand Le Véel (1821-1905), sculpteur ;
- Alexandre Marie du Crest de Villeneuve (1813-1892), contre-amiral ;
- Jean Sallandrouze de Lamornaix (1840-1899), amiral, commandant en chef de l'escadre du Nord, mort en rade sur le cuirassé Formidable ;
- Louis Corbière (1850-1941), botaniste ;
- Jean Simon (1912-2003), un des négociateurs des accords d'Évian pour l'abandon de l'Algérie française ;
- Louis Darinot (1925-2006), homme politique, député-maire de Cherbourg.

### Personnalités liées à Cherbourg

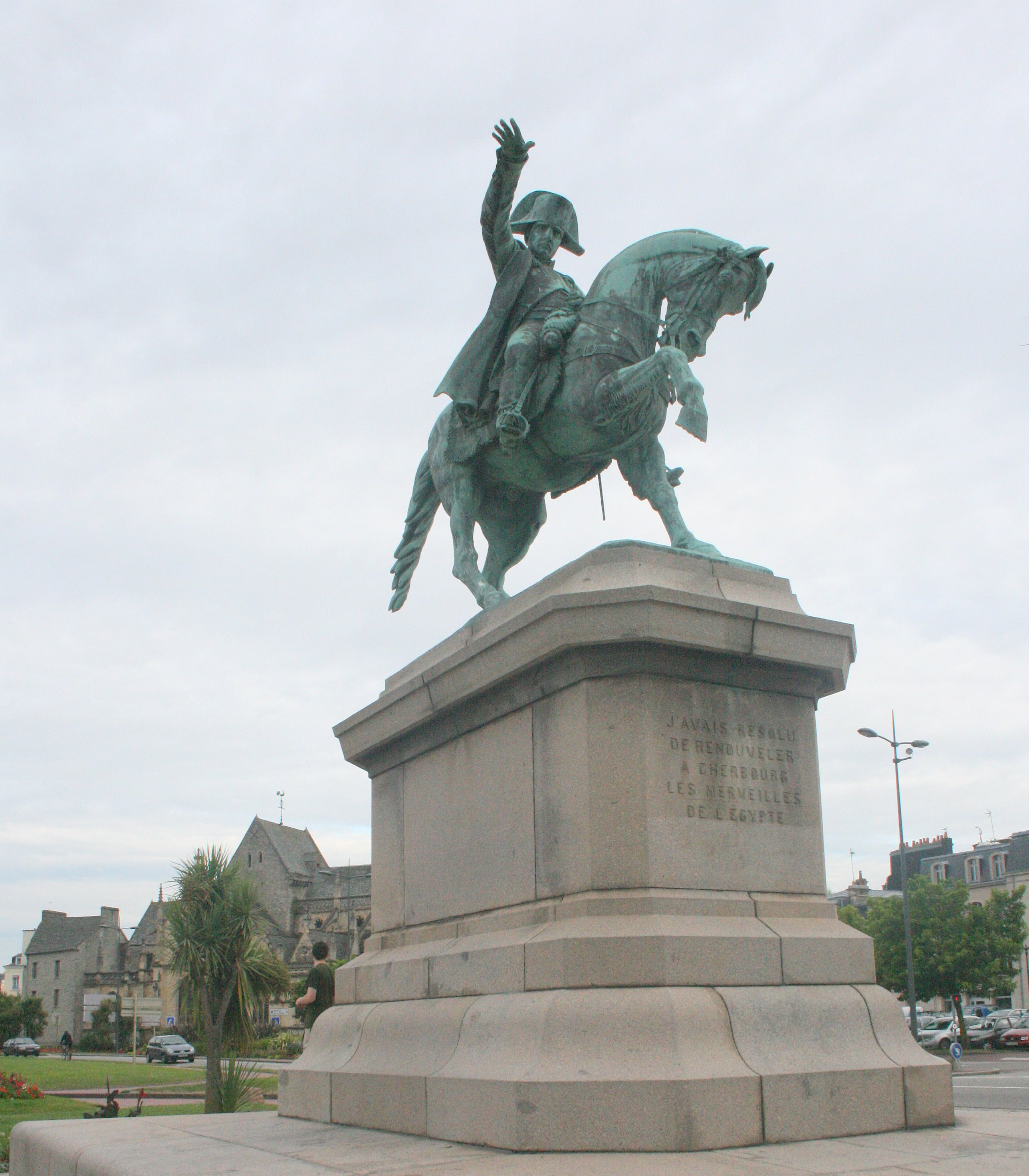
Armand Le Véel, Monument à (1858), Cherbourg.

Les travaux de la digue et du port militaire ont amené à Cherbourg de nombreux soldats et ingénieurs, pour lesquels cette étape a souvent constitué un moment important de leur carrière. Ainsi, Charles François Dumouriez (1739-1823), gouverneur de Cherbourg qui a été chargé des premiers travaux, à l’aube de la Révolution française, Joseph Cachin (1757-1825), ingénieur affecté par Napoléon Ier à la direction générale des travaux maritimes de Cherbourg en 1804. Pendant vingt ans, il réalise l'amélioration du port de commerce, et le creusement des bassins du port militaire, constituant le Nouvel arsenal. Henri Rieunier (1833-1918) qui a été deux fois major de la marine à Cherbourg (1872/1875) ou Louis-Émile Bertin (1840-1924) qui a vécu à Cherbourg de 1863 à 1879, et repose au cimetière de La Glacerie. Charles-Eugène Delaunay (1816-1872), directeur de l’Observatoire de Paris, se noie en visitant la rade. Parmi les ingénieurs de la Direction des constructions et armes navales, on note également Augustin Louis Cauchy (1789-1857) et Maxime Laubeuf. Déjà sous l’Ancien régime, la sauvegarde du château de Cherbourg est la tâche de personnages illustres du royaume, comme Pierre des Essarts, la famille de Matignon et Jacques de Callières (?-1697). À l’origine du port militaire, Napoléon Ier (1769-1821), qui visite la ville en 1811, « revient » à Cherbourg en 1840 lors du retour de ses cendres en France, à bord de La Belle Poule, avant de rejoindre les Invalides.
Port transatlantique du XXe siècle, Cherbourg voit arriver les stars hollywoodiennes, comme Charlie Chaplin, organisant à sa descente de bateau en 1952 dans la gare maritime une conférence de presse critique envers l’Amérique maccarthiste qu’il vient de quitter ; le port voit embarquer pas mal de personnalités connues, dont l’homme d’affaires Benjamin Guggenheim (1865-1912) pour son voyage fatal sur le Titanic. Le cinéma donne ensuite une autre notoriété durable à Cherbourg, par les images de Jacques Demy (1931-1990) et la musique de Michel Legrand (1932-2019), pour Les Parapluies de Cherbourg. Peu auparavant, Frida Boccara (1940-1996), connaît un grand succès en 1961 avec sa chanson Cherbourg avait raison. Les lettres ne sont pas en reste avec l’académicien Georges Grente (1872-1959), supérieur de l’Institut Saint-Paul, et Ernest Psichari (1883-1914), militaire et écrivain, dont le séjour en garnison à Cherbourg en 1914 au 2e régiment d’artillerie coloniale inspire L'Appel des armes. Le peintre Roland Dubuc vécut à Cherbourg de 1980 à 1984.

## Culture locale et patrimoine

### Équipements culturels

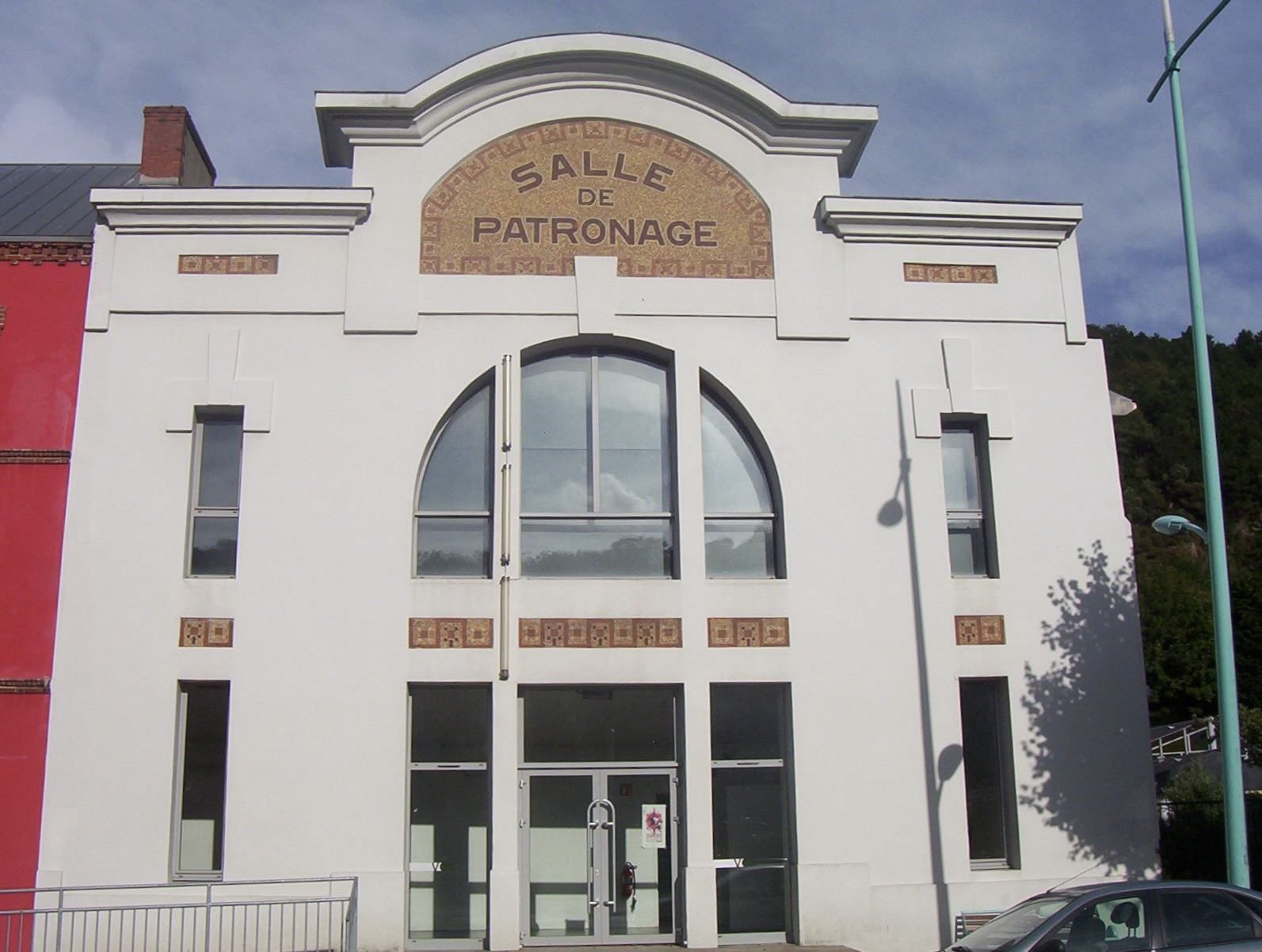
Le Vox, ancienne salle de patronage transformée en cinéma (salle de spectacle) dépendant de la Scène nationale.

Avec Caen, Cherbourg-Octeville est le principal centre culturel de la Basse-Normandie.
La ville est le siège de plusieurs sociétés savantes, dont la Société nationale académique de Cherbourg fondée en 1755, la Société nationale des sciences naturelles et mathématiques de Cherbourg créée en 1851, et la Société artistique et industrielle de Cherbourg, constituée en 1871.
La création et la diffusion du spectacle vivant sont assurées par Le Trident, scène nationale regroupant le théâtre à l’italienne, le Théâtre d’Octeville et le Vox. Le théâtre amateur est célébré par les rencontres Les Téméraires.
La vocation prioritaire du Centre régional des arts du cirque (CRAC) de La Brèche, ouvert en octobre 2006, devenu depuis Pôle national cirque, est l’accueil en résidence de troupes circassiennes, mais le lieu propose également une programmation pour le public. Le CRAC participe au festival des arts de rue, Charivarue.
En outre, l’offre d’enseignement artistique est riche de l’Institut des métiers du cinéma de Normandie, de l’École supérieure des beaux-arts et de l’École municipale de musique, labellisée conservatoire à rayonnement communal, qui compte 800 inscrits.
Après la fermeture de l’Ultrason à Équeurdreville-Hainneville, unique salle de musiques actuelles du Nord-Cotentin, plusieurs associations se sont regroupées au sein du réseau « La Voix des oreilles » et du lieu « l’Épicentre », dans l’ancien yacht-club quai Lawton-Collins, où se déroule le festival La Terra Trema.
Cependant, la ville manque d’une salle de grande capacité, le théâtre ne pouvant accueillir que 700 spectateurs. Mais, après l’échec cuisant de Cherbourg-Land, ce problème ne peut être résolu qu’à l’échelle du Cotentin. Si la Grande halle de la Cité de la Mer, avec une jauge de plus de 6 000 personnes, a accueilli plusieurs concerts, elle est destinée initialement à l’organisation de foires et de salons. Aujourd'hui, le principal complexe accueillant des concerts d’envergure est l'Espace Cultures de l'Agora d’Équeurdreville-Hainneville.
Octeville a conservé sa fête patronale, la Sainte-Échelle, avec fête foraine et défilés. Cherbourg a vu renaître son carnaval dans les années 1980, héritier de la Confrérie des Conards, semblable à celle de Rouen et Évreux.
La salle Dumoncet accueille depuis 2018 le festival de l'humour le Sons of Comedy Club de Cherbourg.

### Musées

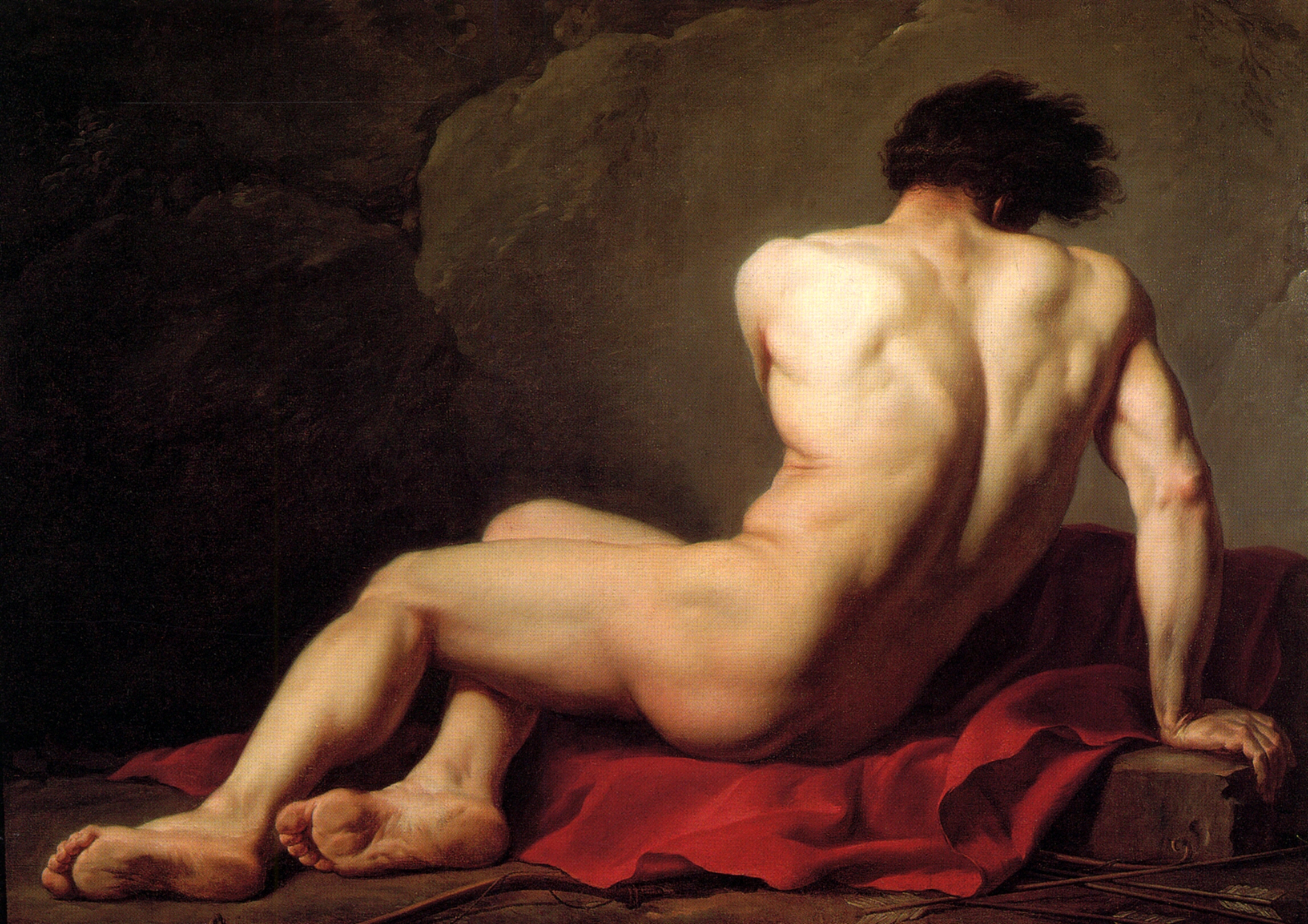
Le Patrocle de David,
musée Thomas-Henry.

Cherbourg-Octeville dispose de plusieurs musées.
L'ancienne maison d’Emmanuel Liais, maire de Cherbourg, astronome et explorateur, abrite depuis 1905 le Muséum d’histoire naturelle et d’ethnographie, plus vieux musée de Cherbourg (fondé en 1832), avec cabinet de curiosités, collection d’animaux naturalisés, de fossiles, de minéraux, d’objets exotiques (Égypte, Asie, Océanie, Amérique et Afrique), trésors archéologiques et bibliothèque des sciences. Elle est aussi le siège social de la Société nationale des sciences naturelles et mathématiques de Cherbourg.
Le musée d’art Thomas-Henry, du nom du premier mécène, est inauguré en 1835, et constitue aujourd'hui la troisième collection de Normandie avec 300 peintures et sculptures du XVe au XXe siècle. Situé dans le centre culturel, à l’arrière du théâtre, il présente des peintures des écoles française, flamande, espagnole et italienne, ainsi que des sculptures. Y sont notamment exposés des œuvres de Fra Angelico, Simon Vouet, Camille Claudel, ainsi que l’une des plus grandes collections d’œuvres de Jean-François Millet et des tableaux de Guillaume Fouace, natif de Réville, ou de peintres de la Marine, de même que des sculptures d’Armand Le Véel.
Le musée de la Guerre et de la Libération, premier du genre lors de son inauguration par René Coty le 6 juin 1954, retrace la vie quotidienne des civils cherbourgeois sous l’Occupation et le déroulement de la Libération du Cotentin, en particulier la bataille de Cherbourg. Il est installé dans le fort du Roule, pièce maitresse de la défense de Cherbourg pris par les Américains le 25 juin 1944.
La Cité de la Mer, consacrée à l’exploration océanographique, est un complexe installé depuis 2002 au sein d’une partie des vestiges de l’ancienne gare transatlantique. Elle propose des aquariums géants, une collection d’engins sous-marins, comme ceux de la Comex, le bathyscaphe Archimède, et le Redoutable, premier SNLE français, construit à Cherbourg, entièrement visitable.
Le Point du jour, centre d’art contemporain unique en France, consacré à la photographie, a été inauguré dans la zone des bassins en novembre 2008.

### Littérature

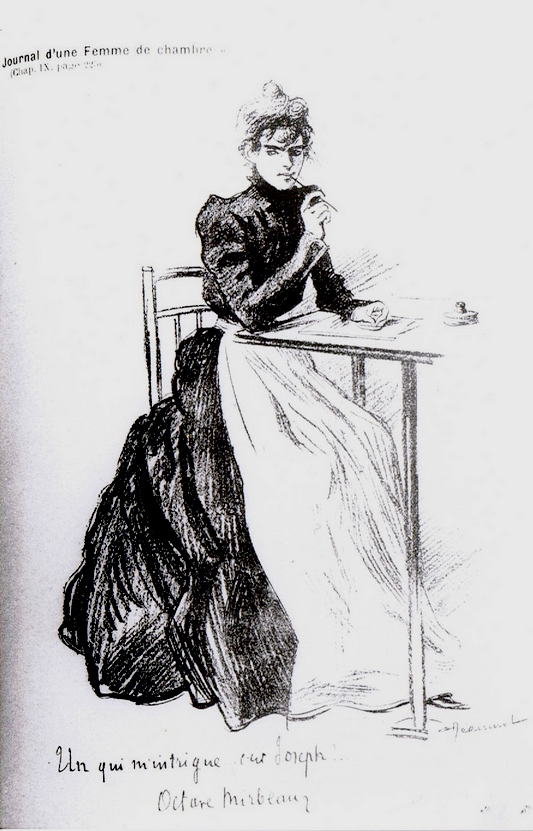
Célestine, du Journal d’une femme de chambre, par Georges Jeanniot, Le Cri de Paris, 18 novembre 1900.

La bibliothèque municipale Jacques-Prévert, fondée en 1831 et ouverte en 1832, conserve la deuxième plus grande collection de la région, après celle de Caen. L’achat de la bibliothèque de l’érudit local Henri-François Duchevreuil, en 1830, complète les 1 855 volumes de la bibliothèque du District, créée au 24 de la rue Tour-Carrée, en application du décret de la Convention du 8 pluviôse an II et composée d'ouvrages essentiellement saisis aux émigrés et déportés. Plusieurs donations ont été effectuées ensuite, notamment un legs de 3 000 ouvrages par Augustin Asselin en 1844 (avec vingt-six incunables et le manuscrit du IXe siècle De bello iudaico de Flavius Josèphe, qui reste le plus vieux document de la bibliothèque) et un don en 1877 de Jérôme-Frédéric Bignon, maire du Rozel et héritier des bibliothécaires du roi. Elle possède également un fonds normand, un fonds ancien consacré à la botanique et un autre au voyage. Installée dans une aile de l’hôtel de ville en 1855, puis au 9 de la rue Thiers (rue Talluau) à partir de 1896, la bibliothèque emménage dans le centre culturel en juin 1981, prenant le nom de Jacques Prévert, mort quatre ans plus tôt dans la Hague. La bibliothèque participe également au projet Normannia de bibliothèque numérique normande.
L'ancienne caserne de l’Abbaye, datant du lancement des travaux de la grand digue au XVIIIe siècle, abrite depuis 1970 l’un des cinq centres régionaux du Service historique de la Marine nationale, aux côtés de Brest, Lorient, Rochefort et Toulon. Là sont regroupées les archives de la circonscription maritime de la Manche et de la mer du Nord, et la bibliothèque de la Marine fondée à Cherbourg en 1836 et spécialisée en histoire maritime avec ses 23 000 ouvrages.
Chaque année sont organisés un réseau des ateliers d’écriture dans l’agglomération, les Mercurielles, et le Festival du livre et de la bande dessinée de jeunesse (depuis 1987).
La Biennale du 9e art expose des auteurs de bandes dessinées (Enki Bilal en 2002, François Schuiten et Benoît Peeters en 2004, André Juillard en 2006, Loustal en 2008). En 2002, Enki Bilal avait projeté, avec le soutien de la mairie de Cherbourg, de créer une fresque au sein de l’ancienne gare maritime pour représenter l’histoire des migrations dans ce lieu ; ce projet a été rejeté sur fond de querelles d’édiles par Bernard Cauvin, président de la CUC et la Cité de la Mer.
Cherbourg-Octeville est le siège de deux maisons d’édition, Isoète fondé en 1985 et Le Point du jour créé en 1996.
Cherbourg-Octeville dans la littérature
- Honoré de Balzac cite l'ingénieur Joseph Cachin, constructeur du port de Cherbourg, parmi les hommes de génie dans Le Curé de village et La Duchesse de Langeais[218]. Cherbourg est également présente dans Le Réquisitionnaire[219]
- Octave Mirbeau, Le Journal d'une femme de chambre, 1900 : Célestine s'installe au dernier chapitre comme tenancière d’un café à Cherbourg
- Remy de Gourmont, Un cœur virginal, 1907
- Ernest Psichari, L'Appel des armes, 1913
- Gilles Rosset, Le Vent dominant, Grasset, 1979
- Alexis Salatko, Vingt deux nuances de gris, 1990
- Jean-Philippe Arrou-Vignod, L’omelette au sucre, Gallimard, Folio Junior, 1999
- Robert Sinsoilliez, Une balle pour rien à Cherbourg, 2000
- Alexis Salatko, Un fauteuil au bord du vide, Fayard, Paris, 2007  (ISBN 978-2-213-62615-4)
- Pierre Bameul, Enfants de la Guerre, Amalthée, Nantes, 2017  (ISBN 978-2-310-03457-9)

### Cinéma

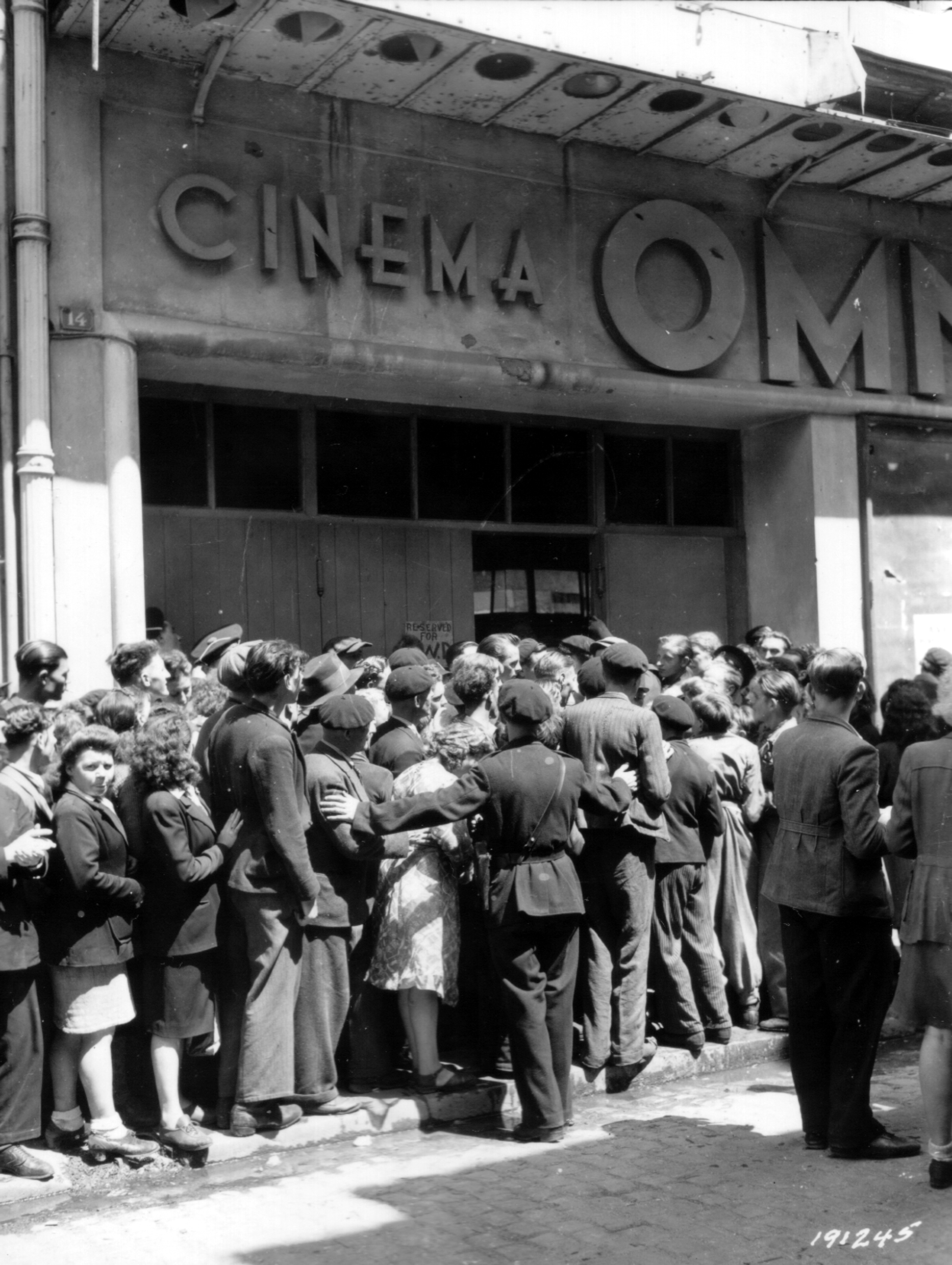
Cinéma L'Omnia en 1944, après la Libération.

Le cinéma occupe une place non négligeable dans la vie cherbourgeoise. Plusieurs classiques du cinéma français y ont été tournés, comme La Marie du port de Marcel Carné avec Jean Gabin. En 1981, Claude Miller y situe également l’action de Garde à vue, tourné en studio. Mais le plus emblématique est sans conteste Les Parapluies de Cherbourg de Jacques Demy, tourné l’été 1963, qui contribue encore aujourd'hui au renom international de la cité. Bien avant pourtant, au temps de la splendeur des paquebots transatlantiques, Cherbourg était un port d’arrivée, de départ ou de transit pour de nombreuses stars, notamment Charlie Chaplin, Burt Lancaster… La ville a également vu naître le cinéaste Jean-Charles Tacchella et l’acteur Jean Marais qui habita 6 rue Groult.
Le Festival des cinémas d'Irlande et de Grande-Bretagne, la Cinemovida (Festival des cinémas d’Espagne et Amérique latine), et Images d’Outre-Rhin (cinéma allemand), ainsi que Cin'étoiles, projections de films en plein air en juillet, animent la vie culturelle locale.
En 2003, l’école de cinéma EICAR s'est implantée dans les anciens bâtiments de l’hôpital maritime. Après trois années de perte et un passif estimé à 1,5 million d’euros, elle a été placée en liquidation judiciaire en septembre 2006 et remplacée le mois suivant, sous l’impulsion d’anciens de ses professeurs, par l’Institut des métiers du cinéma de Normandie (IMC Normandie), qui fermera lui-même ses portes en 2010.
La ville dispose d’un parc de 17 salles de cinéma permanentes, réparties sur deux établissements, dont un labellisé Art et essai.

#### Odéon
À la suite de l’ouverture du multiplexe CGR, le retrait de la Soredic, qui exploitait le Club 6 (rue de la Paix) depuis 1983 et l’Odéon (rue Foch) depuis 1991, a entraîné en 2004 la fermeture du premier et la reprise de ce dernier cinéma de centre-ville, labellisé Art et essai, par Fadila Chambelland, ancienne gérante salariée. 90 000 entrées réparties dans cinq salles en 2006.
La façade abîmée de l’ancien café du Grand balcon, devenu ensuite cinéma Le Central, est de style second Empire, avec cariatides et guirlandes de fleurs.

#### Méga CGR
Ouvert en 2003 près du boulevard maritime, le Méga CGR dispose de douze salles (2 557 fauteuils). Il comptait 400 000 entrées en 2006.

#### Omnia
Salle historique exploitée par Pathé, située rue de la Paix, l'Omnia a été rachetée dans les années 1990 par la municipalité et n'accueille plus que de rares événements. Les fresques intérieures de R. Lecoq, représentant Éole et Vulcain, ont été distinguées en 2006 par le label « Patrimoine 20e siècle » du ministère de la Culture.
Plusieurs salles ont disparu, comme l’Eldorado (détruit, place de République), l’Eden (rue Cachin), le Vox (ancienne salle de patronage devenue seconde salle du Trident), le Saint-Joseph (rue des Ormes)…

#### Films tournés à Cherbourg
- Le P'tit Parigot (1926), de René Le Somptier
- La Marie du port (1950), de Marcel Carné, avec Jean Gabin
- Les Parapluies de Cherbourg (1964), de Jacques Demy, avec Catherine Deneuve
- La Course à l'échalote (1975), de Claude Zidi, avec Pierre Richard et Jane Birkin
- Les Routes du sud (1978), de Joseph Losey, avec Yves Montand
- Le Rayon vert (1986) d’Éric Rohmer
- Foon (2005), réalisé en partie à l’EICAR-Cherbourg
- La Boîte noire (2005), de Richard Berry
- Lili et le Baobab (2006), de Chantal Richard, avec Romane Bohringer
- Rumba (2008), de Fiona Gordon, Dominique Abel et Bruno Romy…
- Deux Jours à tuer (2008), de Jean Becker, avec Albert Dupontel
- Q (2011), de Laurent Bouhnik

### Langue
La population cherbourgeoise parlait le haguais, variante du normand cotentinais, tout en ayant des particularismes quant à la prononciation de certains mots.
En normand cotentinais, Cherbourg se nomme Tchidbouo (prononciation :/tʃidbwu:/) et Octeville, Otteville (prononciation : /ɔtvil/). Leurs habitants sont les Tchidbouorqŭais et les Ottevillais (prononciation :/tʃidbwuʁtʃje:/ et /ɔtvile:/).
Alors que le français s'impose à Rouen au XIXe siècle, le normand reste largement utilisé à Cherbourg comme à Caen, jusqu'à la Première Guerre mondiale.
Alfred Rossel est la principale figure locale des auteurs patoisants du XIXe siècle. Il publie ses Chansonnettes normandes, parmi lesquelles Sus la mé est devenu un hymne du Cotentin. À cette époque, Jean Fleury critique pourtant son orthographe approximative et une mauvaise maîtrise de la langue.
Divers acteurs tentent aujourd'hui de promouvoir l'usage local du normand. La société Alfred-Rossel fait vivre le folklore et la langue, la revue le Boué-jaun basée à Cherbourg publie ses textes en normand, et l'une des trois universités populaires normandes y est basée.

### Gastronomie
Grand port de pêche, Cherbourg-Octeville offre une grande variété de poissons (limande, bar, plie, maquereau, raies, surmulet, colin, limandier, roussette…), crustacés (dormeur, araignée, homard) et coquillages (Saint-Jacques, pétoncle, moules), pêchés au large du Cotentin. On nomme demoiselles de Cherbourg des petits homards. Cherbourg se situe également à proximité de trois zones conchylicoles (Blainville, Saint-Vaast et Isigny). La préparation la plus traditionnelle est la matelote. Alexandre Dumas présente également la recette de la « queue de merlan à la mode de Cherbourg », au beurre et aux huîtres.
À partir de 1464, les boulangers de Cherbourg détiennent l’autorisation royale d’élaborer leurs pains à base d’eau de mer, évitant ainsi de payer le sel et la gabelle. À l’occasion de la visite de Napoléon Ier, ils auraient créé le pain plié, boule de pain de campagne, ovale, qui est repliée sur elle-même pour être cuite, offrant ainsi une mie plus serrée, en forme de bicorne qui lui vaut d’être appelé « pain Napoléon ». Fleury indique qu’au début du XIXe siècle, la nourriture principale du Nord-Cotentin est le pain d’orge, la bouillie de sarrasin et les produits à base de porc, ainsi que, les jours de fête, la galette, « sorte de pâte composée de farine de sarrasin, de lait et d’œufs, et cuite en couches minces sur la tuile avec du beurre », arrosée, bien sûr, de cidre.
L'agglomération est située dans les zones AOC du pont-l'évêque et du camembert de Normandie ainsi que, partiellement, du Calvados, du Pommeau de Normandie et du cidre de Normandie. Elle bénéficie également de l’IGP du cidre de Normandie, du porc de Normandie et des volailles de Normandie. Plus largement, la cuisine du Nord-Cotentin est celle de la Normandie, dans laquelle dominent les produits laitiers (beurre, crème, lait, fromages…) et la pomme (comme fruit ou comme alcool).
Depuis 2010, le restaurant le Pily, du Valognais Pierre Marion, détient une étoile au guide Michelin.

### Bibliographie

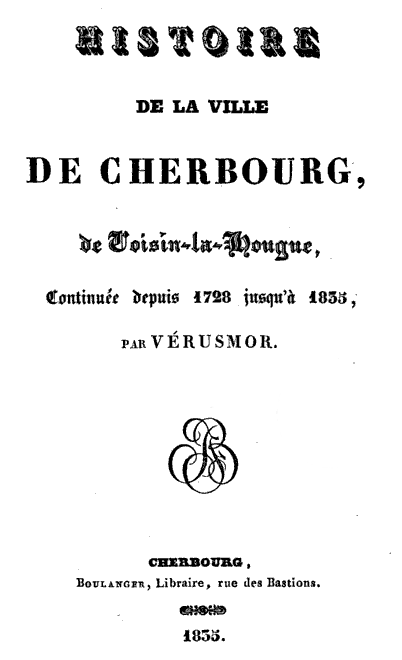
Histoire de la ville de Cherbourg, par Jean-Thomas Voisin-La-Hougue, continuée depuis 1728 jusqu’à 1835 par Vérusmor (1835).